# Sennacheryb
Sennacheryb, właśc. Sin-ahhe-eriba (akad. Sîn-aḫḫē-erība; biblijny Sennacheryb, Sancherib, Sancheryb) – król Asyrii z dynastii Sargonidów, syn i następca Sargona II, ojciec i poprzednik Asarhaddona. Jego rządy datowane są na lata 705–681 p.n.e. (Frahm), ewentualnie 704–681 p.n.e. (Grayson).
Sennacheryb zasiadł na tronie asyryjskim po nagłej i niespodziewanej śmierci swego ojca Sargona II, który w 705 r. p.n.e. zabity został w jednej z bitew. Nowy król w chwili objęcia tronu miał ok. 40 lat i był bardzo dobrze przygotowany do pełnienia tej roli, gdyż Sargon II, wkrótce po tym jak samemu został królem Asyrii w 722 r. p.n.e., zaczął przydzielać mu, jako swemu najstarszemu synowi i wybranemu następcy, liczne ważne obowiązki o charakterze wojskowym i administracyjnym. Uzyskane wówczas doświadczenie bardzo przydało się Sennacherybowi w trakcie dwudziestu czterech lat jego panowania, zarówno przy zarządzaniu państwem, jak i przy dowodzeniu na polu bitwy. Władca ten wielokrotnie prowadził osobiście armię asyryjską na wyprawy wojenne i zlecił szereg wielkich projektów budowlanych w wielu asyryjskich miastach, przede wszystkim w Niniwie, którą przekształcił w wielką metropolię i uczynił nową stolicą asyryjską. Jego imię i czyny nigdy nie zostały zapomniane i przetrwały zapisane w późniejszych źródłach pisanych. Stało się tak, gdyż jeszcze długo po jego śmierci pamiętano mu, że to właśnie z jego rozkazu Asyryjczycy oblegli Jerozolimę (wydarzenie opisane w Biblii) oraz zniszczyli Babilon wraz z jego świątyniami. Sława (czy też niesława) Sennacheryba odżyła, gdy europejscy badacze w połowie XIX w. zaczęli odkrywać ruiny miast asyryjskich. Do dziś pozostaje on najbardziej znanym spośród asyryjskich królów wzmiankowanych w Biblii i źródłach klasycznych, będąc jednocześnie, obok Nabuchodonozora II, jedną z niewielu historycznych postaci starożytnego Bliskiego Wschodu, które zajęły poczesne miejsce w późniejszych tradycjach Aramejczyków (historia Ahikara), judaizmu, chrześcijaństwa, islamu (kampania przeciw Jerozolimie) oraz świata klasycznego.

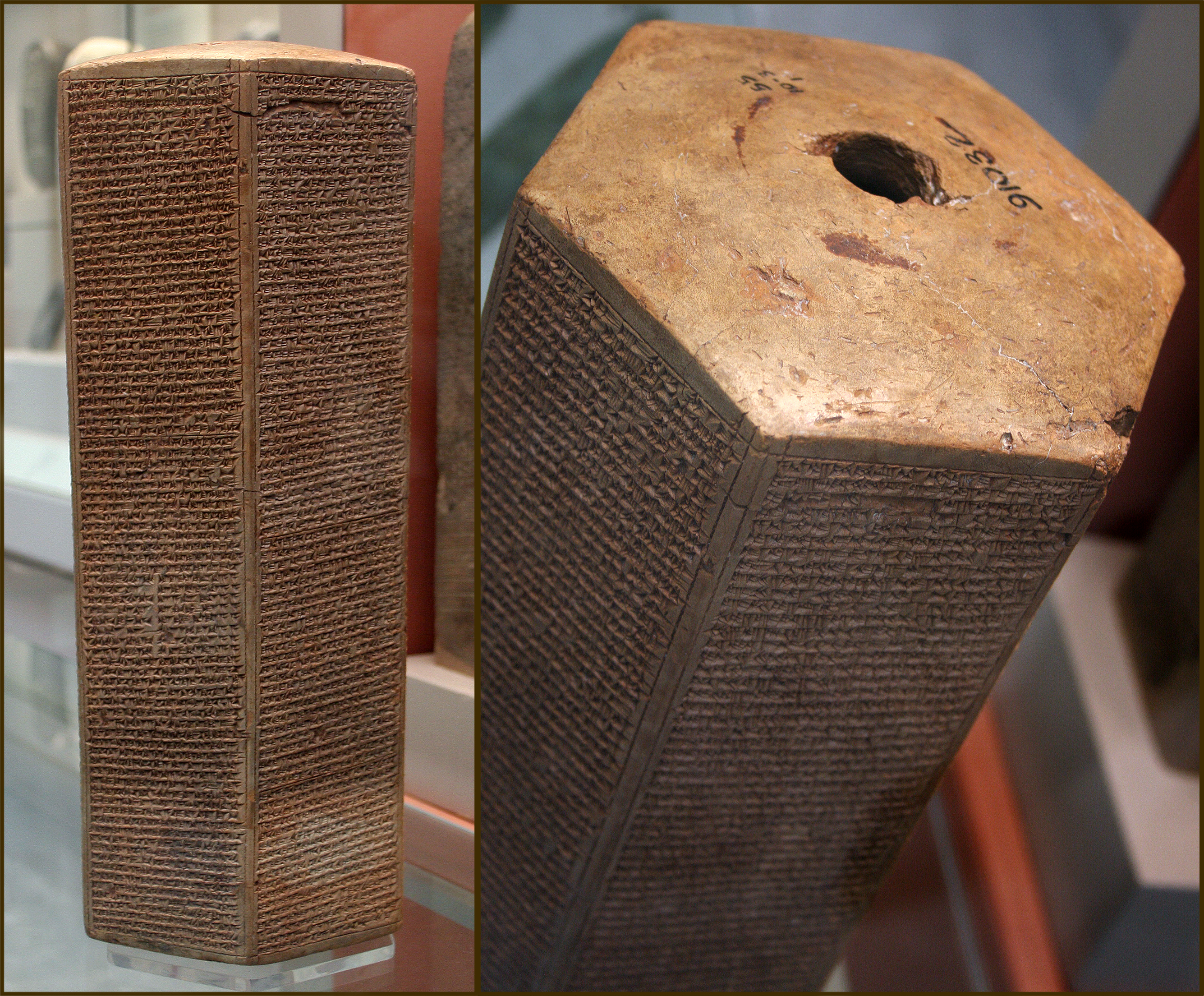
Graniastosłup Taylora (ang. Taylor Prism) – gliniany zabytek w kształcie sześciobocznego graniastosłupa z zapisanymi na nim pismem klinowym rocznikami Sennacheryba; zbiory Muzeum Brytyjskiego w Londynie (nr inwent. BM 91032).

## Źródła
Źródła istotne dla zrekonstruowania panowania Sennacheryba podzielić można na dwie duże grupy: inskrypcje królewskie i teksty nie napisane z królewskiego punktu widzenia. Spośród inskrypcji królewskich Sennacheryba najważniejszym rodzajem tekstów dostarczającym informacji historycznych są inskrypcje zapisane na glinianych cylindrach i graniastosłupach pochodzące w większości z Niniwy (ich liczne duplikaty odnaleziono też w Aszur). Teksty te, często zwane rocznikami Sennacheryba, zawierają zarówno szczegółowy opis jego kampanii wojennych, opisywanych zazwyczaj w chronologicznym porządku, jak i opis prowadzonych przez niego prac budowlanych. Dodatkowe informacje historyczne znaleźć też można w jego inskrypcjach królewskich zapisanych na glinianych i kamiennych tabliczkach, posągach byków i lwów, stelach, reliefach skalnych, blokach kamiennych i mniejszych przedmiotach, takich jak paciorki czy cegły. Teksty Sennacheryba pochodzą głównie z Niniwy, Aszur i kilku innych miejsc w Asyrii. Tylko dwie krótkie jego inskrypcje odnaleziono w Babilonii. Odniesienia do wydarzeń z czasów panowania Sennacheryba znaleźć też można w inskrypcjach jego następców Asarhaddona i Aszurbanipala oraz w inskrypcjach nowobabilońskiego króla Nabonida.
Pozostałe źródła dostarczające informacji o panowaniu Sennacheryba należą do wielu różnych kategorii tekstów. Jedną grupę stanowią teksty chronograficzne: listy królów, listy eponimów i kroniki. Szczególną wartość mają informacje zawarte w Kronice babilońskiej i w Asyryjskiej kronice eponimów. W zachowanych archiwach kancelarii królewskiej przetrwały listy z czasów panowania Sennacheryba, ale ich liczba jest o wiele mniejsza od liczby listów zachowanych z czasów jego poprzednika Sargona II czy jego następcy Asarhaddona. Dość duża jest za to liczba zachowanych dokumentów ekonomicznych i administracyjnych pochodzących z czasów jego panowania. Te z Niniwy zawierają ważne informacje o dostojnikach z otoczenia króla i do pewnego stopnia umożliwiają ocenę sytuacji ekonomicznej w Asyrii za rządów Sennacheryba. Do naszych czasów przetrwały również raporty astrologiczne w których znajdują się odniesienia do spraw politycznych i administracyjnych. Znanych jest też szereg dokumentów napisanych już po śmierci Sennacheryba, które nawiązują do wydarzeń z czasów jego rządów. W końcu należy też wspomnieć o wielu późniejszych tekstach zapisanych po aramejsku, hebrajsku czy grecku, które też dostarczają – pomimo występujących w nich zniekształceń i przeinaczeń – wiarygodnych informacji historycznych dotyczących panowania Sennacheryba. Dotyczy to w szczególności historii o Ahikarze oraz przekazów w Biblii, u Herodota i Berossosa.

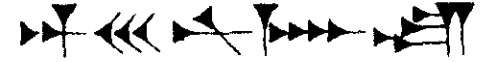
Jeden ze sposobów zapisu imienia Sennacheryb w piśmie klinowym: Sîn(^{d}30)-aḫḫē(PAB.MEŠ)-erība(SU)

## Imię
Rodzime, akadyjskie imię tego władcy, brzmi Sîn-aḫḫē-erība i znaczy „Bóg Sin zastąpił braci”. Najczęściej spotykane w tekstach formy zapisu tego imienia to md30-PAB.MEŠ-eri-ba, (m)(d)30-PAB.MEŠ-SU, (m)d30-ŠEŠ.MEŠ-eri-ba, (m)d30-ŠEŠ.MEŠ-SU, mdEN.ZU-PAB.MEŠ-eri-ba, (m)dEN.ZU-ŠEŠ.MEŠ-eri-ba i mdEN.ZU-ŠEŠ.MEŠ-SU. Pewien dokument z Niniwy z ok. 670 r. p.n.e. zdaje się sugerować, iż nie można było nadać komuś imienia zmarłego króla Sennacheryba, gdyż czyn taki uważany był w Asyrii za świętokradztwo i karany próbą wody.
W Biblii, w której władca ten wzmiankowany jest w 2 Księdze Królewskiej (2 Krl 18:13; 19:16,20,36), 2 Księdze Kronik (2 Krn 32:1-2,9-10,22) i Księdze Izajasza (Iz 36:1; 37:17,21,37), jego imię uległo zniekształceniu i zapisywane było w następujący sposób:
| Imię Sîn-aḫḫē-erība w zapisie biblijnym  | Miejsce w Biblii                                    | Miejsce w Biblii                       | Miejsce w Biblii                          |
| Imię Sîn-aḫḫē-erība w zapisie biblijnym  | 2 Księga Królewska (2 Krl 18:13; 2 Krl 19:16,20,36) | 2 Księga Kronik (2 Krn 32:1-2,9-10,22) | Księga Izajasza (Iz 36:1; Iz 37:17,21,37) |
| ---------------------------------------- | --------------------------------------------------- | -------------------------------------- | ----------------------------------------- |
| zapis hebrajski w Kodeksie Leningradzkim | סַנְחֵרִיב /san·che·riv/                                | סַנְחֵרִיב /san·che·riv/                   | סַנְחֵרִיב /san·che·riv/                      |
| zapis grecki w Septuagincie              | Σενναχηρεὶμ (Sennacherim)                           | Σενναχηρεὶμ (Sennacherim)              | Σενναχηρεὶμ (Sennacherim)                 |
| zapis łaciński w Wulgacie                | Sennacherib                                         | Sennacherib                            | Sennacherib                               |

W polskich przekładach Biblii stosowana jest zarówno forma imienia oparta na zapisie hebrajskim (Sancherib w Biblii poznańskiej i Przekładzie Nowego Świata, Sancheryb w Biblii warszawskiej), jak i forma oparta na zapisie greckim/łacińskim (Sennacheryb w Biblii Tysiąclecia, Uwspółcześnionej Biblii gdańskiej i Biblii warszawsko-praskiej):
| Polskie przekłady Biblii       | Miejsce w Biblii                                 | Miejsce w Biblii                     | Miejsce w Biblii                       | Miejsce w Biblii |
| Polskie przekłady Biblii       | 2 Księga Królewska 2 Krl 18:13 2 Krl 19:16,20,36 | 2 Księga Kronik 2 Krn 32:1-2,9-10,22 | Księga Izajasza Iz 36:1 Iz 37:17,21,37 |                  |
| ------------------------------ | ------------------------------------------------ | ------------------------------------ | -------------------------------------- | ---------------- |
| Biblia Tysiąclecia             | Sennacheryb                                      | Sennacheryb                          | Sennacheryb                            |                  |
| Biblia poznańska               | Sancherib                                        | Sancherib                            | Sancherib                              |                  |
| Biblia warszawska              | Sancheryb                                        | Sancheryb                            | Sancheryb                              |                  |
| Biblia warszawsko-praska       | Sennacheryb                                      | Sennacheryb                          | Sennacheryb                            |                  |
| Uwspółcześniona Biblia gdańska | Sennacheryb                                      | Sennacheryb                          | Sennacheryb                            |                  |
| Przekład Nowego Świata         | Sancherib                                        | Sancherib                            | Sancherib                              |                  |

Aramejski zapis imienia Sennacheryba ([sn]ḥrb) znany jest z zapisanego w tym języku listu z czasów panowania Aszurbanipala (tzw. ostrakon z Aszur). Jego imię (šnḫ’rjb) wymieniane jest też w napisanym w języku aramejskim w Egipcie dziele literackim Historia i przysłowia Ahikara (V w. p.n.e.).
Pod imieniem Σαναχάριβος (Sanacharibos) Sennacheryb wzmiankowany jest u Herodota (Dzieje II, 141). Kilkukrotnie o Sennacherybie wspomina również Józef Flawiusz (Starożytności żydowskie X, 1), u którego nosi on imię Σεναχείριμος (Senacheirimos). Senacheirimos (Sennacheryb) i jego syn Asordanios (Aszur-nadin-szumi lub Asarhaddon) pojawiają się z kolei w Kronice Euzebiusza z Cezarei, we fragmencie opartym na przekazie Aleksandra Polihistora, który z kolei powoływał się na Berossosa.

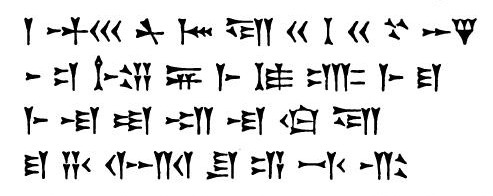
Przykład inskrypcji klinowej wymieniającej imię Sennacheryba wraz z niektórymi jego tytułami. Tekst w pierwszej linijce brzmi: „Sennacheryb, król świata, król Asyrii” (^{md}30-PAB.MEŠ-SU MAN ŠÚ MAN KUR aš-šur)

## Tytulatura
Inskrypcje królewskie Sennacheryba, podobnie zresztą, jak i inskrypcje wszystkich innych władców asyryjskich, zaczynają się zazwyczaj od prologu, który opisuje postać króla i wymienia jego tytuły. W prologach własnych inskrypcji Sennacheryb nosi tradycyjnie tytuł „króla Asyrii” (LUGAL KUR aš-šurki), któremu towarzyszą najczęściej tytuły „wielkiego króla” (LUGAL GAL), „potężnego króla” (LUGAL dan-nu), „niezrównanego króla” (LUGAL la šá-na-an), „króla świata” (LUGAL kiš-šá-ti) i „króla czterech stron świata” (LUGAL kib-rat LÍMMU-ti). Poza wymienieniem tytulatury królewskiej prologi służą też innemu celowi – Sennacheryb stara się w nich przedstawić siebie jako władcę pobożnego, który dba o potrzeby bogów, władcę sprawiedliwego i dobrego, który chroni słabszych oraz władcę wojowniczego, który niszczy swoich wrogów. Typowym przykładem takiego prologu może być początek inskrypcji Sennacheryba umieszczonej na dwóch glinianych ośmiobocznych graniastosłupach:

„Sennacheryb, wielki król, potężny król, król świata, król Asyrii, król czterech stron świata, sprawny pasterz, ulubieniec wielkich bogów, strażnik prawdy, który kocha sprawiedliwość, zapewnia pomoc, idzie z pomocą słabym (i) dąży do czynienia dobra, doskonały mężczyzna, jurny wojownik, największy ze wszystkich władców, uzda kontrolująca nieposłusznych, ten, który uderza we wrogów błyskawicą”

Pomimo kontroli nad Babilonem Sennacheryb nigdy nie przyjął tytułu „króla Babilonu” ani „króla Sumeru i Akkadu” i nawet w swych inskrypcjach umieszczonych na kamiennych płytach pochodzących z Babilonu nazywany jest jedynie „królem Asyrii”.

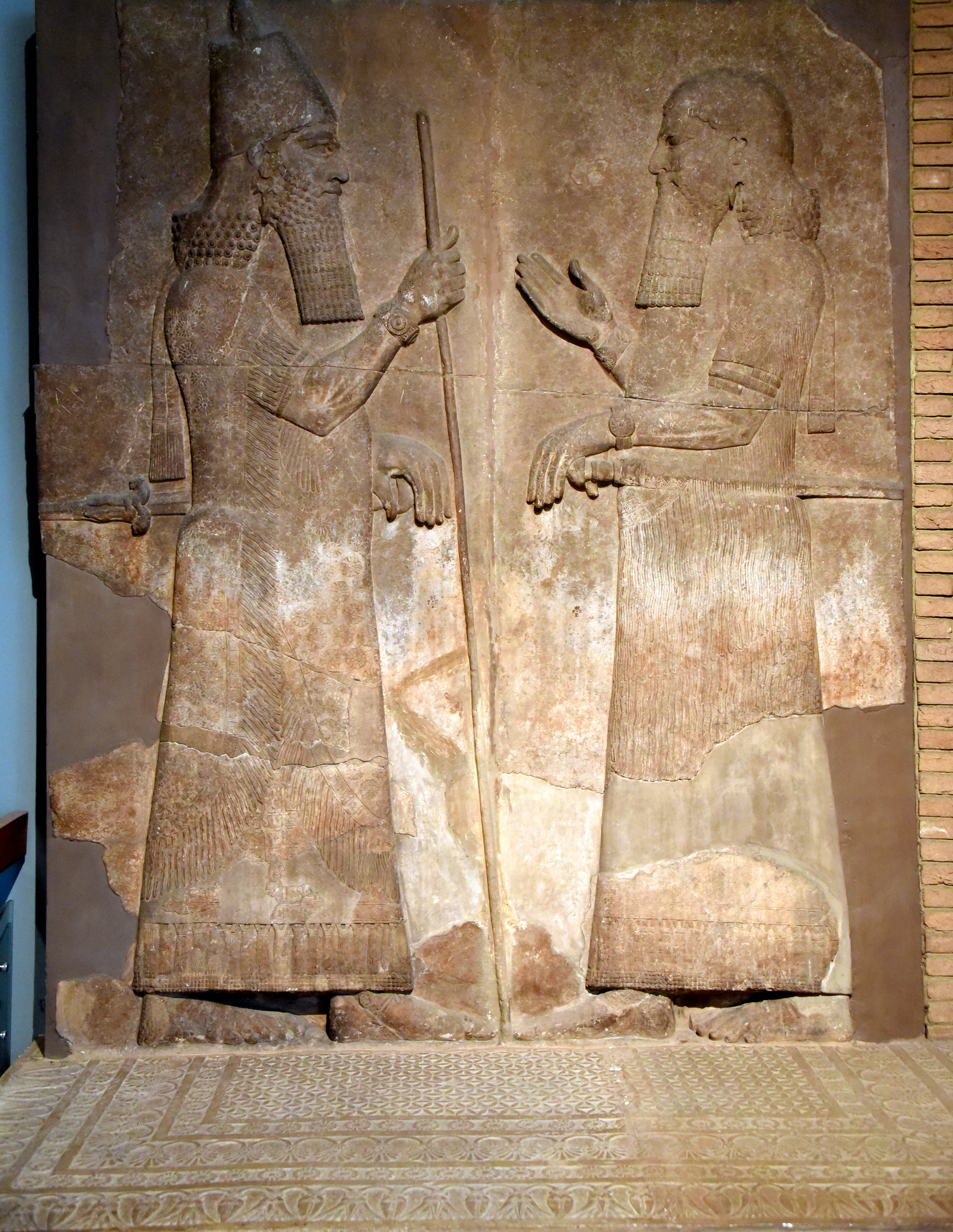
Relief z Dur-Szarrukin z przedstawieniem Sargona II (po lewej) i wysokiego dostojnika (po prawej). Tym ostatnim jest najprawdopodobniej Sennacheryb, syn króla i następca tronu. Zbiory Muzeum Brytyjskiego w Londynie (nr inwent. BM 118822).

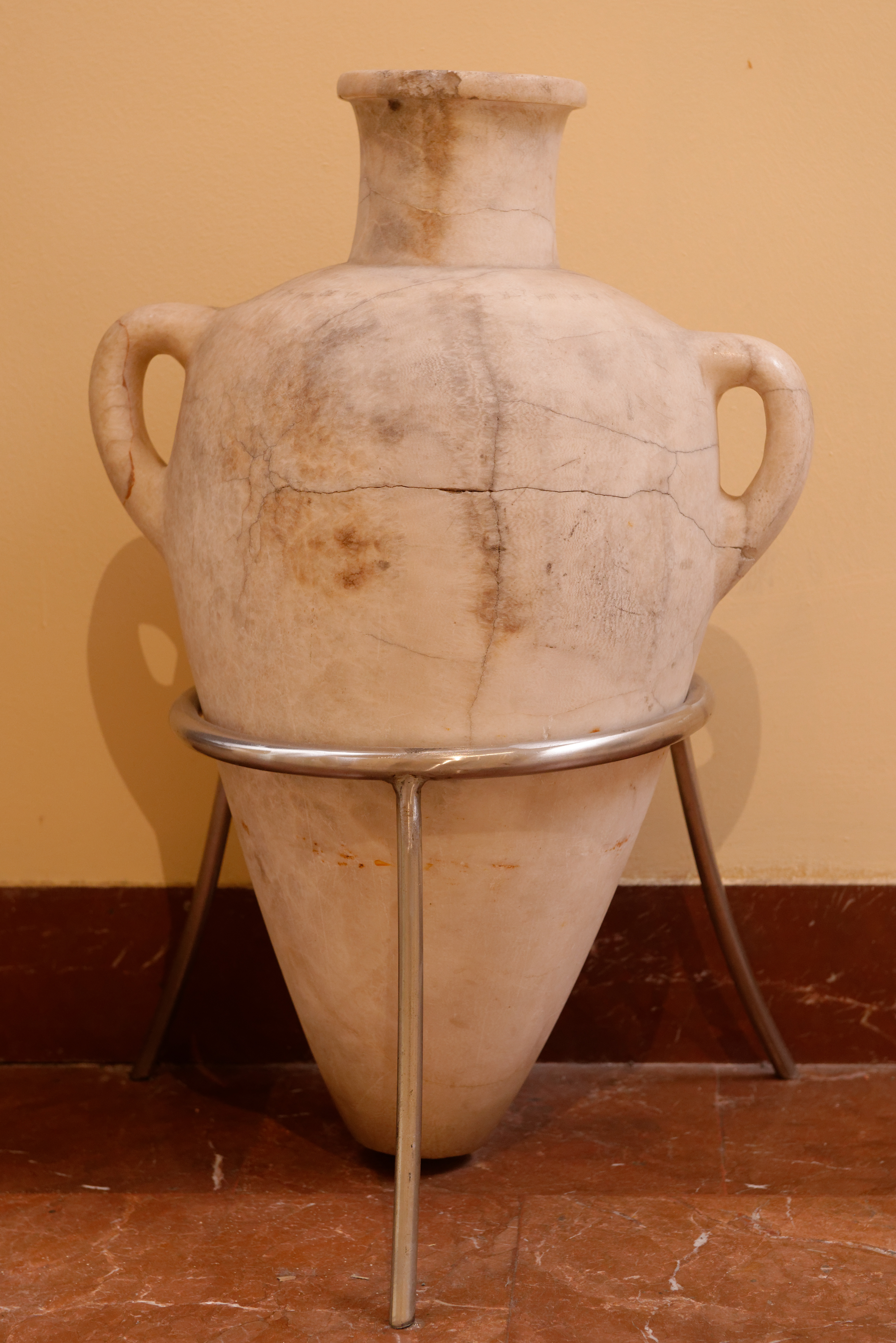
Jedna z dwóch znalezionych w Aszur amfor z alabastru należących do Taszmetum-szarrat. Na obu znajduje się krótka inskrypcja klinowa: „Własność Taszmetum-szarrat, kobiety pałacu (MUNUS.É.GAL) Sennacheryba, króla Asyrii”. Obecnie w zbiorach Muzeum Archeologicznym w Stambule (nr inwent. EȘ 4622).

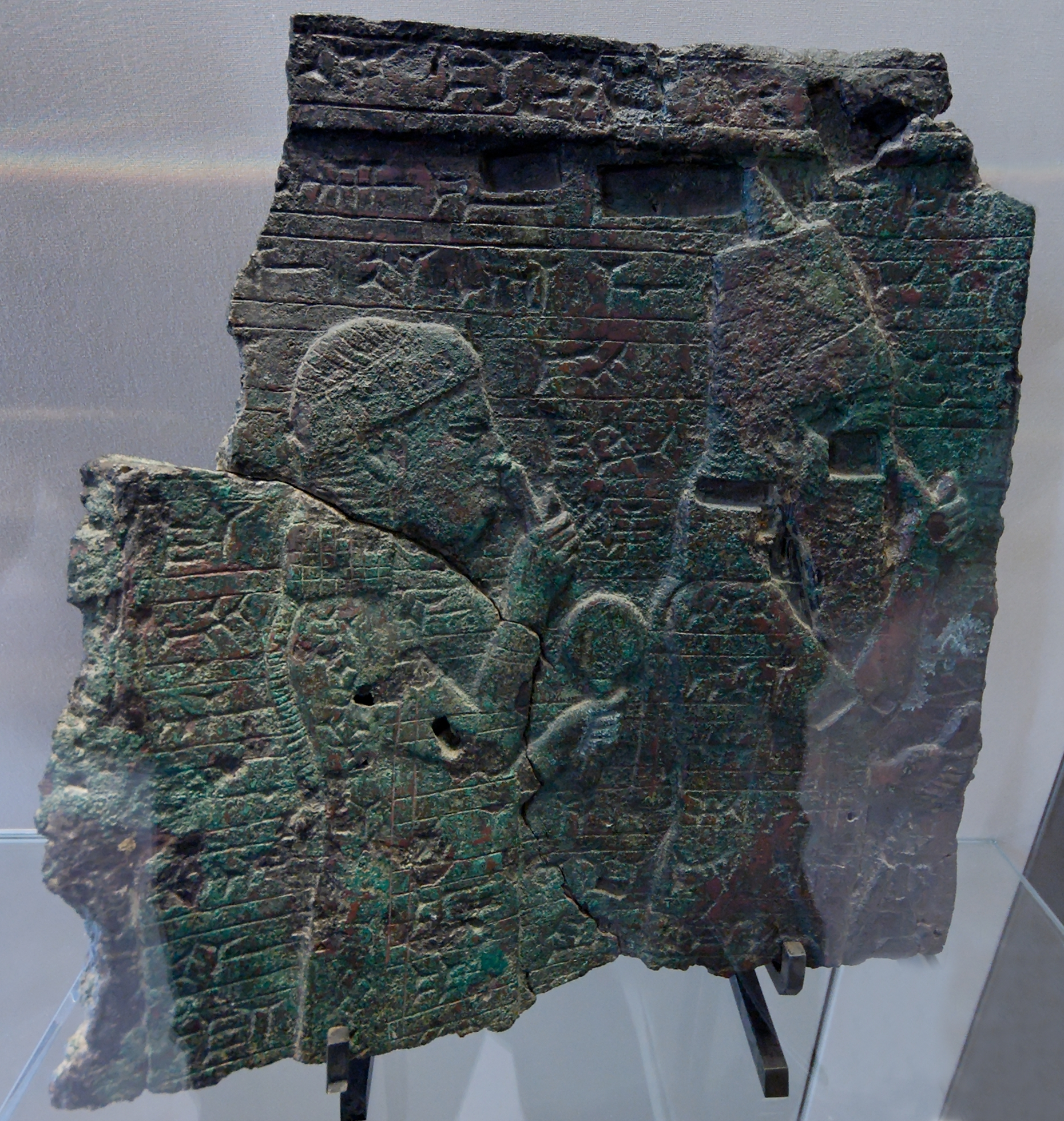
Asarhaddon i jego matka Naqi’a (Zakutu) w świątyni boga Marduka w Babilonie. Relief z brązu upamiętniający odbudowę Babilonu dokonaną przez Asarhaddona po zniszczeniach dokonanych przez jego ojca Sennacheryba. Zbiory Luwru w Paryżu (nr inwent. AO 20185).

## Rodzina

### Rodzice
Sennacheryb był synem Sargona II, króla Asyrii (w latach 722–705 p.n.e.) i króla Babilonii (w latach 710–705 p.n.e.). Same inskrypcje Sennacheryba nie wymieniają wprawdzie imienia jego ojca, ale znany jest tekst z czasów panowania Sargona II, w którym Sennacheryb nazywany jest „najstarszym królewskim synem Sargona” (mār šarri rabû ša Šarru-kin). Dodatkowo w tekście znanym pod nazwą Grzechu Sargona, napisanym w imieniu Sennacheryba, ale skomponowanym najprawdopodobniej już po jego śmierci, król ten ogłasza: „[Chcę zbadać] za pomocą wróżb z wnętrzności zwierząt grzech Sargona, mego ojca (ḫi-ṭu šá mLUGAL-GIN AD-ia)”. Zarówno od Sargona II, jak i Sennacheryba, wywodzą swoje pochodzenie ich następcy: Asarhaddon, Szamasz-szumu-ukin, Aszurbanipal i Sin-szarru-iszkun. W swych listach do Sargona II, napisanych jeszcze w czasie, gdy był następcą tronu, Sennacheryb, zgodnie z oficjalną formułą używaną w listach do władcy, nazywa siebie nie „synem”, ale „sługą” króla.
Nie ma zbyt wielu pewnych informacji o matce Sennacheryba. Przypuszcza się, iż Sennacheryb urodził się ok. 745 r. p.n.e., co oznacza, że jego matka urodzić się musiała co najmniej 15 lat wcześniej, ok. 760 r. p.n.e. Wiadomo, iż wciąż żyła ona jeszcze w 692 r. p.n.e., gdyż w datowanym na ten rok tekście mowa jest o srebrze przynależnym „matce króla” (MÍ AMA-MAN). Znany jest też uszkodzony dokument datowany na 683–681 r. p.n.e., będący potwierdzeniem królewskiego nadania ziemi, w którym Sennacheryb przekazuje miasto Szabbu, zwane „miastem matki króla” (URU ša AMA-LUGAL), swojej żonie i matce następcy tronu (najprawdopodobniej Naqi’i). Jeżeli wspomniany tu transfer własności nastąpił wkrótce po śmierci „matki króla”, oznaczałoby to, iż matka Sennacheryba dożyć musiała wieku ok. 80 lat. Niektórzy badacze próbują identyfikować matkę Sennacheryba z Atalią, królową Asyrii i żoną Sargona II, której imiona i tytuły zapisane zostały na przedmiotach pochodzących z grobowca II, należącego do tzw. grobowców królowych odnalezionych w Pałacu Północno-zachodnim w Kalhu (Nimrud). W grobowcu tym znaleziono sarkofag z dwoma kobiecymi szkieletami, które dzięki towarzyszącym im przedmiotom udało się zidentyfikować z Atalią, żoną Sargona II i Jabą, żoną Tiglat-Pilesera III. Antropologiczna analiza obu szkieletów pokazała jednak, że królowe te zmarły w wieku 30–40 lat, a to zdaje się wykluczać Atalię jako matkę Sennacheryba.

### Rodzeństwo
Sin-ahhe-eriba, akadyjskie imię Sennacheryba, znaczące „Bóg Sin zastąpił braci” wskazuje, iż nie był on pierworodnym synem Sargona II i że miał starszych braci. Wszyscy oni najwyraźniej już jednak nie żyli w chwili narodzin jego samego. O tym, iż Sennacheryb miał młodszych braci, świadczy z kolei list niejakiego Hunni do Sargona II, w którym zapewnia on króla, że najstarszy książę (mār šarri rabû) Sennacheryb i wszyscy książęta (mārē šarri gabbu) mają się dobrze. Nie znamy niestety imion tychże książąt, nie wiemy też jakie pełnili funkcje za rządów Sennacheryba. W Kronice Euzebiusza z Cezarei, we fragmencie opartym na przekazie Aleksandra Polihistora, który z kolei powoływał się na Berossosa, jest wprawdzie wzmianka o bracie Sennacheryba rządzącym Babilonią, ale mamy tu najprawdopodobniej do czynienia z błędnym, zniekształconym tłumaczeniem tekstu oryginalnego. Wiemy, że niektórzy z braci Sennacheryba wciąż żyli po jego śmierci, gdyż w liście datowanym na ok. 670 r. p.n.e. mowa jest o tym, że chronili oni Asarhaddona, syna Sennacheryba. Jeżeli chodzi o siostry Sennacheryba, to znamy imię tylko jednej z nich – Ahat-abiszy. Ojciec, Sargon II, wydał ją za mąż za Ambarisa, króla Bit-Purutasz (Tabal).

### Żony
Z imienia znane są dwie żony Sennacheryba – Naqi’a i Taszmetum-szarrat. Naqi’a stała się sławna głównie dzięki wpływowi jaki miała na swego syna Asarhaddona i wnuka Aszurbanipala. O Taszmetum-szarrat wiemy natomiast, że jej związek z Sennacherybem mógł mieć charakter szczególnie uczuciowy: w inskrypcji na kamiennych sfinksach flankujących wejście do jej prywatnego skrzydła w Pałacu Południowo-zachodnim w Niniwie Sennacheryb wychwala jej niezwykłą urodę i nazywa ją „mą ukochaną żoną”. Z inskrypcji na dwóch naczyniach ze Starego Pałacu w Aszur zdaje się też wynikać, iż Taszmetum-szarrat posiadała własną rezydencję w tym mieście. Jak dotychczas nie jest jeszcze jasne, czy obie królewskie żony, Naqi’a i Taszmetum-szarrat, były asyryjskimi królowymi w tym samym czasie, czy też po sobie, choć ta druga możliwość, z Taszmetum-szarrat poprzedzającą Naqi’ę, wydaje się bardziej prawdopodobna. Problem z tym, kto był asyryjską królową w danym punkcie czasu za rządów Sennacheryba komplikuje jeszcze bardziej mocno uszkodzona inskrypcja ze steli z Aszur, która zdaje się wymieniać (nieodczytane jak dotychczas) imię jeszcze jednej żony Sennacheryba.

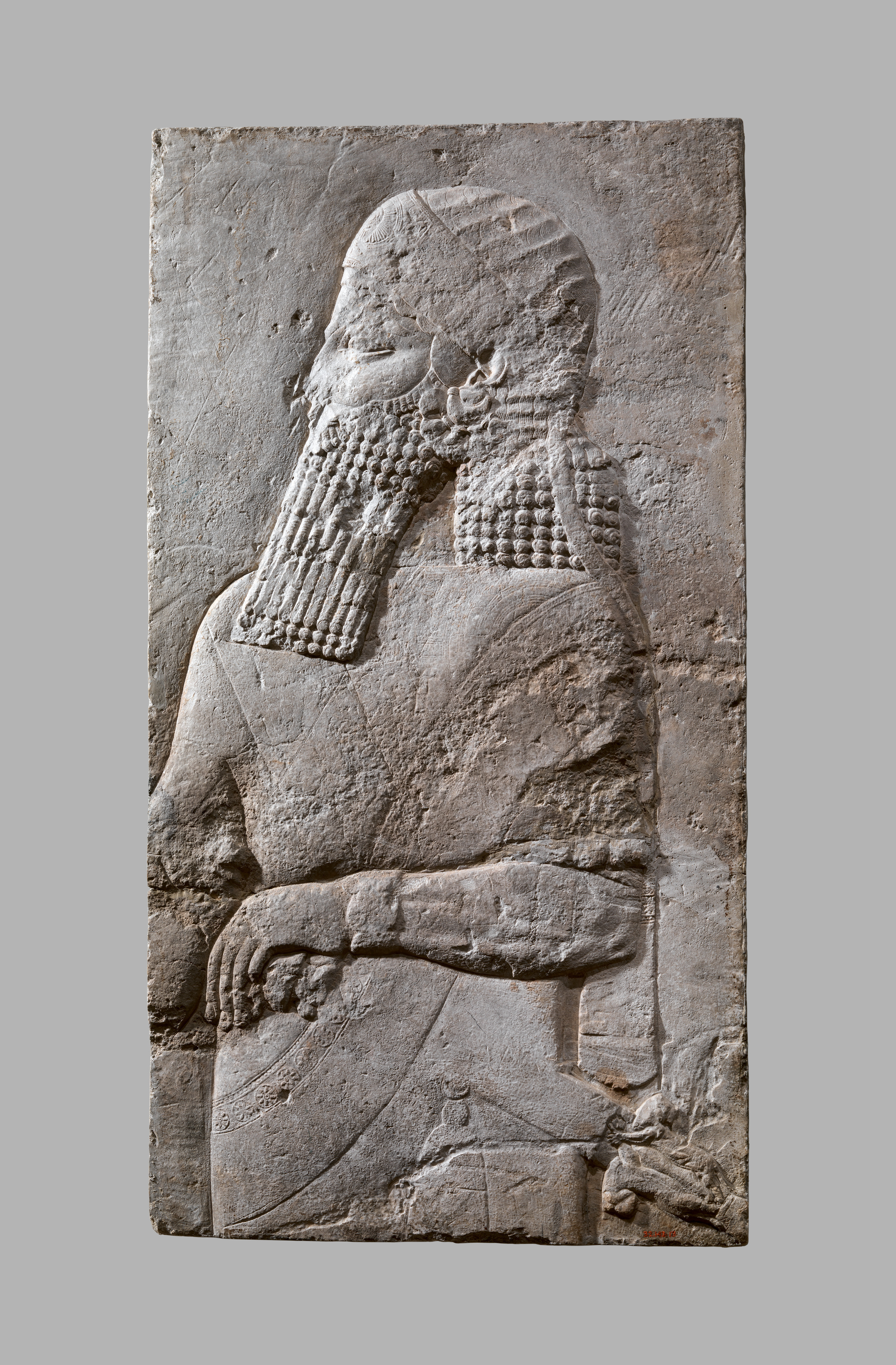
Fragment reliefu z Pałacu Południowo-zachodniego w Niniwie (czasy panowania Sennacheryba) z przedstawieniem księcia (następcy tronu). Zbiory Metropolitan Museum of Art w Nowym Jorku.

| Stela z Aszur należąca do kobiety powiązanej z Sennacherybem | Stela z Aszur należąca do kobiety powiązanej z Sennacherybem | Stela z Aszur należąca do kobiety powiązanej z Sennacherybem |
| ------------------------------------------------------------ | ------------------------------------------------------------ | --- |
|                                                              |                                                              | Stela ta odnaleziona została w trakcie prac wykopaliskowych w jednym z rzędów stel (niem. Stelenreihen) w mieście Aszur. Wykonana jest z bazaltu, ma wysokość 205 cm i szerokość 43 cm. Obecnie znajduje się w zbiorach Muzeum Pergamońskiego w Berlinie (nr inwent. VA Ass 1203). Inskrypcja klinowa widniejąca na steli została celowo uszkodzona już w starożytności i jest trudna do odczytania, ale wydaje się z niej wynikać, iż stela ta należeć musiała do kobiety powiązanej z królem Sennacherybem. Powszechnie przypuszcza się, iż właścicielem steli była któraś z jego żon – Taszmetum-szarrat, Naqi’a (Zakutu) lub inna, nieznana z imienia jego żona. Trudne do odczytania ślady w linijce 2 inskrypcji (zawierające imię tej kobiety) nie wydają się pasować ani do imienia Taszmetum-szarrat, ani do imienia Naqi’a, ani do imienia Zakutu. E. Frahm i E. Weissert zaproponowali, że stela należeć mogła do matki Sennacheryba i zasugerowali, że jej imię powinno być odczytywane jako Ra’īmâ („ukochana”), natomiast cała inskrypcja powinna brzmieć: „Stela Ra’imy?, matki? Sennacheryba, króla świata, króla Asyrii”. |

### Dzieci
Ze źródeł pisanych znane są imiona siedmiorga dzieci Sennacheryba, sześciu synów i jednej córki. Aszur-nadin-szumi był najstarszym synem Sennacheryba lub najstarszym żyjącym synem Sennacheryba w chwili, gdy ten w 705 r. p.n.e. zasiadł na tronie asyryjskim. W mieście Aszur odnaleziono inskrypcję w której Sennacheryb przekazuje mu rezydencję i nazywa go właśnie „najstarszym synem” (sum. GAL DUMU). Przypuszcza się, że matką Aszur-nadin-szumi mogła być Taszmetum-szarrat. Urodził się on najprawdopodobniej ok. 720 r. p.n.e. (lub nieco wcześniej), jako że musiał być już dorosły w 700 r. p.n.e., kiedy to jego ojciec uczynił go królem Babilonu. W 694 r. p.n.e. Babilończycy wydali go Elamitom, którzy uprowadzili go ze sobą i najprawdopodobniej zabili.
Drugim najstarszym synem Sennacheryba był najprawdopodobniej Aszur-ili-muballissu, który również otrzymał od ojca rezydencję w Aszur. W inskrypcji królewskiej upamiętniającej ten dar książę nazywany jest „drugim w kolejności synem” (akad. māru tardennu). Ta sama inskrypcja stwierdza też, iż został on „zrodzony u stóp boga Aszura”, co może wskazywać, iż od urodzenia ojciec przeznaczył go do pełnienia jakiejś ważnej godności kapłańskiej. Aszur-ili-muballissu znany jest też z inskrypcji na cennym naczyniu z Niniwy, z której wynika, iż naczynie to było darem od jego ojca. Przypuszcza się, iż Aszur-nadin-szumi i Aszur-ili-muballissu mogli otrzymać swe rezydencje w okresie pomiędzy 705 a 700 r. p.n.e.
W Niniwie Sennacheryb przygotował kolejną rezydencję dla swego trzeciego syna, Aszur-szumu-uszabszi, którego miejsce w sekwencji dzieci królewskich jest jednak nieznane. Pewną ilość cegieł noszących inskrypcję upamiętniającą wzniesienie tej rezydencji odnaleziono również w Aszur, co może sugerować, że książę ten mógł umrzeć przed ukończeniem prac budowlanych i dlatego część z przygotowanych już cegieł wykorzystana została gdzie indziej.
Innym synem Sennacheryba, młodszym od Aszur-nadin-szumi i najprawdopodobniej również młodszym od Aszur-ili-muballissu, ale za to starszym od Asarhaddona, był Arda-Mulissi (Arad-Mullissu, Urdu-Mullissu), uważany zazwyczaj za mordercę swego ojca. Wymieniany jest on z imienia i nazywany „synem króla” (mār šarri) w dokumencie z Niniwy datowanym na 694 r. p.n.e. Dokument ten jest częścią większego archiwum należącego do Aplaji, członka świty księcia.
O istnieniu kolejnego syna Senncheryba wnioskować można z czterech dokumentów datowanych na 694 i 693 r. p.n.e. W dokumentach tych jako świadek wymieniany jest niejaki Sama’, który trzykrotnie nazywany jest „hodowcą koni syna króla”, a raz „hodowcą koni Nergal-MU-[...]”. Tym samym Nergal-MU-[...], którego imię uczeni rekonstruują najczęściej jako Nergal-szumu-ibni lub Nergal-szumu-usur, musiał być synem Sennacheryba.
O jeszcze innym synu Sennacheryba zdaje się wspominać przekaz biblijny (2 Krl 19:37; Iz 37:38), zgodnie z którym króla tego zamordować miało dwóch jego synów – Adramelek (’drmlk) i Sareser (sr’ṣr). O ile pierwszego z nich identyfikuje się obecnie z Arda-Mulissi, o tyle tożsamość drugiego pozostaje nieznana, choć uczeni na podstawie biblijnego brzmienia jego imienia przypuszczają, że jego akadyjskie imię powinno kończyć się formą ...-šarru-uṣur. Jako możliwego kandydata podaje się Nabu-szarru-usura, wysokiego asyryjskiego dostojnika, który w 682 r. p.n.e., na rok przed morderstwem króla, pełnił urząd limmu (eponima). Są to jednak jedynie spekulacje i jak dotychczas nie odnaleziono żadnych dowodów, które świadczyłyby o tym, aby dostojnik ten był synem Sennacheryba, choć takiej możliwości nie można wykluczyć.
Nie wiemy, kim była matka (bądź też matki) wszystkich wymienionych powyżej synów Sennacheryba. Można jedynie przypuszczać, że mogły nimi być bądź Taszmetum-szarrat, bądź też kobieta o nieodczytanym imieniu ze steli z Aszur. Wiadomo natomiast z pewnością, iż matką młodszego od nich Asarhaddona była Naqi’a, która działała aktywnie na dworze asyryjskim, aby to właśnie jej syn odziedziczył tron swego ojca. Na to, iż nie mogła ona być matką starszych synów Sennacheryba, wskazuje pewien tekst, w którym Naqi’a zwraca się do bogini Isztar tymi słowami: „Tych po prawej i po lewej stronie (króla) umieściłaś na swym łonie, ale sprawiłaś, że moje własne potomstwo błąka się po stepie”. Ta ostatnia aluzja wyraźnie odnosi się do Asarhaddona i jego wygnania w 681 r. p.n.e. Sam Asarhaddon nie ukrywał, iż miał starszych braci – w jednej ze swych inskrypcji otwarcie przyznaje: „Jestem młodszym bratem mych starszych braci” (ša ŠEŠ.MEŠ-ia GAL.MEŠ ŠEŠ-šú-nu ṣe-eḫ-ru a-na-ku). W 683 r. p.n.e. Asarhaddon ustanowiony został następcą tronu, a dwa lata później, po śmierci swego ojca, zasiadł na tronie Asyrii.
Szadditu, jedyna jak dotychczas znana z imienia córka Sennacheryba, była najprawdopodobniej, tak jak Asarhaddon, rodzonym dzieckiem Naqi’i. W dokumencie sprzedaży ziemi z czasów panowania Asarhaddona nazywana jest ona „córką Sennacheryba i siostrą Asarhaddona, króla Asyrii”. Nie jest wykluczone, że Sennacheryb wydać mógł Szadditu lub którąś ze swych innych córek za Szeszonka (Šusanqu), egipskiego księcia, który w dokumencie z Niniwy z 692 r. p.n.e. nazywany jest „powinowatym króla” (ḫatan šarri).
Na koniec warto jeszcze wspomnieć o niewielkiej tabliczce z Niniwy, która na jednej stronie zawierała szereg krótkich tekstów o epigraficznym charakterze (które najprawdopodobniej towarzyszyć miały graficznym przedstawieniom wojennych wypraw Sennacheryba), a na drugiej listę imion mitologicznych bohaterów (jak Gilgamesz, Enkidu? czy Huwawa) i zwykłych ludzi. Wśród „ludzkich” imion jest imię Aszur-ili-muballissu, które jest na tyle rzadkie, że z dużą dozą prawdopodobieństwa można założyć, że odnosić się ono musiało do syna Sennacheryba. Inne imię z listy można odtworzyć zarówno jako Aszur-n[adin-szumi], jak i Aszur-szu[mu-uszabszi]. Możliwe jest, że również inne imiona z listy, takie jak Ile’’e-bullutu-Aszur, Aszur-mukannisz-ilija, Ana-Aszur-t[aklak?], Aszur-GAG-EN-NA (Aszur-bani-beli?), Szamasz-andullaszu (lub Szamasz-salamszu) czy Aszur-szakin-liti, również odnosić się mogły do synów Senncharyba. Wszystkie te imiona umieszczone być mogły na jakimś reliefie lub malowidle z przedstawieniami królewskich synów i mitycznych bohaterów.

## Narodziny i dzieciństwo
Data narodzin Sennacheryba nie jest znana i można ją ustalić jedynie w przybliżeniu. Jako że Aszur-nadin-szumi, najstarszy syn Sennacheryba, musiał być już dorosły na tyle, by w 700 r. p.n.e. zasiąść na tronie babilońskim, sam nie mógł urodzić się później niż w ok. 720 r. p.n.e., a to pozwala rozsądnie założyć, że jego ojciec urodzić się musiał w ok. 745 r. p.n.e. Będąc członkiem rodziny królewskiej, synem Sargona II i wnukiem Tiglat-Pilesera III, Sennacheryb najprawdopodobniej urodził się i wychował w królewskim pałacu w Kalhu. O wczesnych latach jego życia nie wiemy praktycznie nic. Wydaje się jednak, iż nie otrzymał on wykształcenia przynależnego spodziewanemu następcy tronu, jako że to nie jego ojciec, ale jego wuj Salmanasar V był dziedzicem tronu asyryjskiego. Niejaki Hunni mógł być nauczycielem i opiekunem Sennacheryba – można o tym wnioskować z listu wysłanego przez Hunni do Sargona II, wówczas już króla, w którym informuje on władcę, że Sennacheryb i jego młodsi bracia cieszą się dobrym zdrowiem.

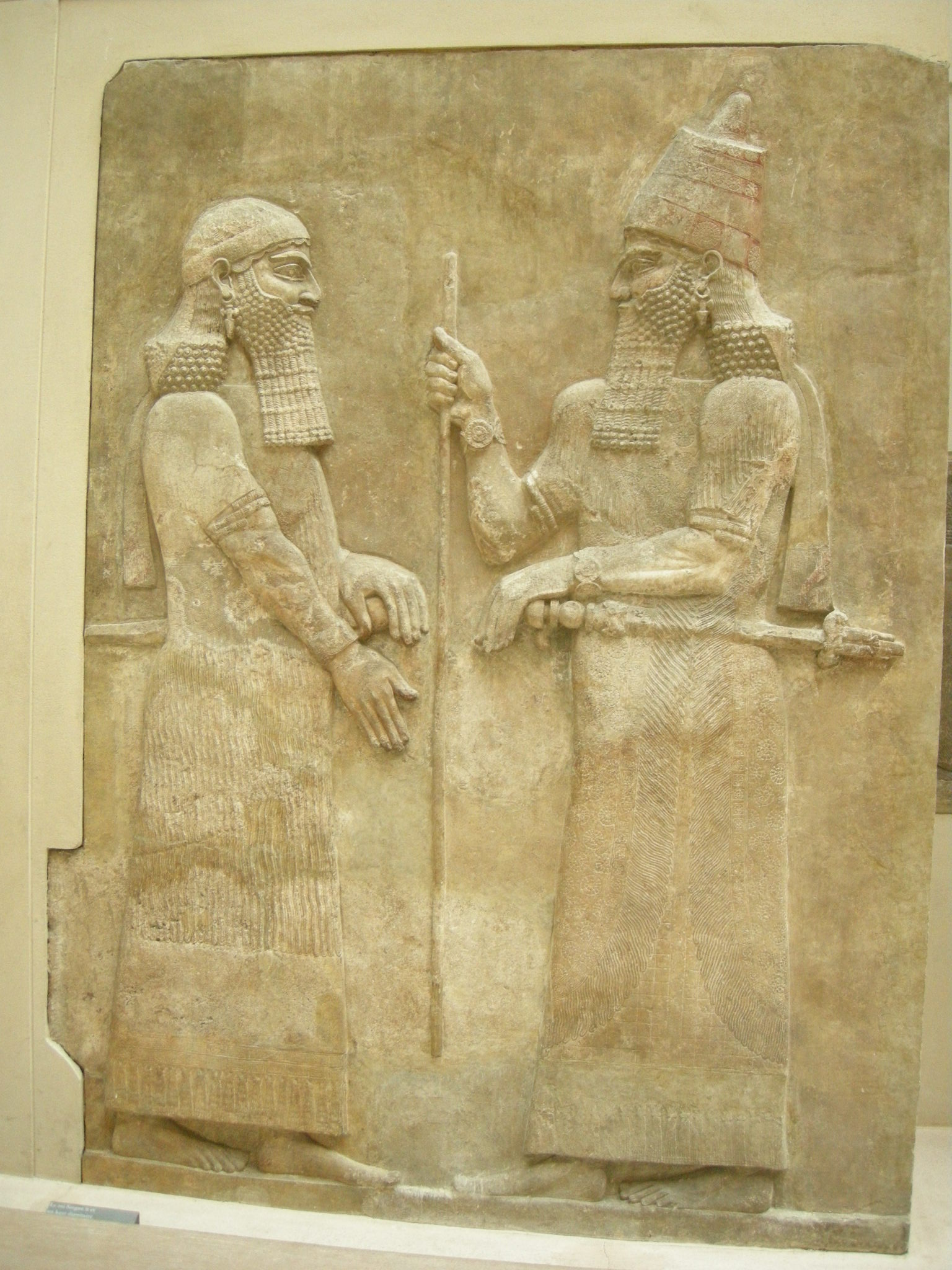
Relief z pałacu w Dur-Szarrukin ukazujący Sargona II i stojącego przed nim wysokiego dostojnika, którym najprawdopodobniej jest następca tronu Sennacheryb; zbiory Luwru w Paryżu (nr inwent. AO 19873 – AO 19874)

## Sennacheryb jako następca tronu
W 722 r. p.n.e. w nieznanych okolicznościach na tronie asyryjskim zasiadł ojciec Sennacheryba – Sargon II. Jego poprzednik i (przyrodni?) brat Salmanasar V, rządzący Asyrią od 727 r. p.n.e., zmarł. W tzw. Karcie praw miasta Aszur (ang. Assur-Charter) Sargon II przedstawia Salmanasara V jako złego władcę, ciemiężącego swych poddanych, co może wskazywać, że dojść mogło do siłowego przejęcia władzy.
Najprawdopodobniej już na samym początku swych rządów Sargon II przydzielił swemu synowi Sennacherybowi, który nosił już teraz tytuł „wielkiego księcia”, cały szereg ważnych obowiązków, zarówno wojskowych, jak i administracyjnych. Pewien wgląd na problemy, z którymi musiał się Sennacheryb borykać w tym czasie, rzucają zachowane listy wysyłane przez niego do ojca. Dzięki nim wiemy na przykład, iż w czasie nieobecności swego ojca w Asyrii to właśnie on pełnić musiał większość najważniejszych królewskich obowiązków. Pełniąc je nie zapominał jednak o informowaniu ojca o ważnych sprawach państwowych, które wymagały jego uwagi.
Wiele z wiadomości wysłanych przez Sennacheryba do Sargona II dotyczyło sytuacji panującej w królestwie Urartu. W jednym przypadku donosi on ojcu, że otrzymał wieści o zdradzieckich działaniach króla miasta Ukku, który poinformował urartejskiego króla o asyryjskich planach ufortyfikowania miasta Kumme. W odpowiedzi król Urartu postanowił pojmać asyryjskich urzędników przebywających w Kumme, a Sennacheryb poproszony został o wysłanie tam dodatkowych oddziałów. W innym informuje on ojca o liście otrzymanym od jednego z władców ze strefy buforowej pomiędzy Asyrią a Urartu, w którym ten prosi Sennacheryba o interwencję, gdyż czuł się zagrożony działaniami króla miasta Ukku. Aby załagodzić sytuację, Sennacheryb postanowił wysłać do króla miasta Ukku swego osobistego wysłannika. Sennacheryb nigdy nie zapomniał o problemach, jakie miał z Ukku i już po objęciu władzy w Asyrii w 697 r. p.n.e. zaatakował i zdobył to miasto. Innymi sprawami związanymi z Urartu poruszanymi przez Sennacheryba w jego listach do ojca były m.in. urartejski atak na krainę Manna i klęska Urartu w walce z Kimerami.
Wiele z listów Sennacheryba dotyczy również spraw wewnętrznych. W liście napisanym w trakcie pobytu Sargona II w Babilonii Sennacheryb pyta swego ojca, czy ma wysłać mu do Babilonu trybut przywieziony przez wysłanników z Kummuhu, czy też przyjąć go samemu. Z kolei w innym informuje on go o podziale trybutu i innych audiencyjnych darów na części przynależne Pałacowi, królowej, jemu samemu, wielkiemu wezyrowi, naczelnemu dowódcy wojsk i wielu innym ważnym dostojnikom. W jeszcze innym donosi on ojcu o przybyciu posłańca mannejskiego króla, który przywiózł ze sobą dary audiencyjne i pozdrowienia. Znany jest też list w którym Sennacheryb pisze o dostawie drzew do królewskich ogrodów – jest to o tyle interesujące, iż Sennacheryb, już jako król, sam działał dość aktywnie tworząc nowe królewskie parki i ogrody. W innych znanych listach donosi on ojcu o powodziach w rejonie Niniwy, Dur-Szarrukin i Kurbail, o kłótniach urzędników(?) w Kalhu, z którymi musiał sobie poradzić, czy też przekazuje mu prośby woźniców rydwanów z gwardii pałacowej.
W czasie gdy zajmował pozycję następcy tronu Sennacheryb rezydował, przynajmniej czasowo, w Kalhu. To właśnie tu, zgodnie z jednym z jego listów, przyjąć on miał trybut od wysłanników z miasta Aszdod. Wydaje się jednak, iż posiadał on również rezydencję w Niniwie, gdyż Aszurbanipal w jednej ze swych inskrypcji stwierdza, iż Sennacheryb zamieszkiwał, zarówno jako następca tronu i jako król, w „domu sukcesji” (bēt redûti), który znajdował się w Niniwie w miejscu, w którym Aszurbanipal nakazał wznieść później Pałac Północny (wciąż zwany bēt redûti). Zwracając uwagę na fakt, iż część królewskiej korespondencji z czasów panowania Sargona II znaleziona została właśnie w ruinach Pałacu Północnego, Simo Parpola zasugerował, że bēt redûti mogło być centrum administracyjnym w czasie, gdy Sennacheryb był następcą tronu, ale nie można wykluczyć, że wszystkie odnalezione tam dokumenty przewiezione tam zostały dopiero po śmierci Sargona II. Albert Kirk Grayson założył z kolei, że Sennacheryb jako następca tronu posiadał również własną rezydencję w mieście Tarbisu, kilka kilometrów na północ od Niniwy. Jednakże chociaż jest prawdą, iż Aszurbanipal, jeszcze jako następca tronu, otrzymał od swego ojca Asarhaddona pałac w Tarbisu, to jednak nie ma przekonujących dowodów na to, że również i Sennacheryb zamieszkiwał tam przed śmiercią swego ojca. Trzeba jednak zaznaczyć, że miasto Tarbisu musiało być bardzo ważne dla Sennacheryba, gdyż swe pierwsze prace budowlane po zostaniu królem prowadził on właśnie tam, odbudowując znajdującą się w tym mieście świątynię E-meslam boga Nergala. Nie wiadomo czy po ukończeniu prac budowlanych w Dur-Szarrukin w 706 r. p.n.e. Sennacheryb przeniósł się wraz z ojcem do nowej stolicy, chociaż to właśnie jego zdają się przedstawiać reliefy z pałacu w Dur-Szarrukin ukazujące dostojnika asyryjskiego stojącego przed Sargonem II.

„Za eponimatu Nashur-bela, gubernatora Amedi, król [...] przeciw Gurdi, Kulummejczykowi [...]. Król został zabity (i) obóz króla Asyrii [...]. Sennacheryb [został] królem w miesiącu abu, 12 dnia”

## Wstąpienie na tron
W 705 r. p.n.e., w trakcie wyprawy do odległej, anatolijskiej krainy Tabal, asyryjski król Sargon II zabity został w jednej z bitew. Nagła i niespodziewana śmierć króla wywołała wielkie zamieszanie w Asyrii, co spowodowało, że musiał upłynąć pewien czas zanim jego syna Sennacheryba uznano powszechnie za nowego monarchę. O panującym wówczas w Asyrii zamęcie świadczą zachowane źródła, które jako pierwszy rok panowania Sennacheryba podają trzy różne daty: 705, 704, a nawet 703 r. p.n.e. Zgodnie z Asyryjską kroniką eponimów oficjalna koronacja nowego króla miała odbyć się 12 dnia miesiąca abu (lipiec-sierpień) w 705 r. p.n.e. Chociaż wydaje się, że Sennacheryb, liczący wówczas ok. 40 lat, przejął władzę nie napotykając oporu ze strony innych pretendentów do tronu, to okoliczności towarzyszące jego wstąpieniu na tron trudno było uznać za sprzyjające. Obowiązkiem Sennacheryba, jako nowego władcy, było bowiem dopilnowanie, aby ciało jego poprzednika zgodnie z tradycją pochowane zostało w mieście Aszur – to jednak było niemożliwe, gdyż ciała Sargona II nie udało się Asyryjczykom odzyskać. Już samo to uważane być musiało za okoliczność wysoce niepomyślną i złowróżbną. We fragmentarycznie zachowanym tekście znanym pod nazwą Grzechu Sargona, datowanym zazwyczaj na czasy panowania Asarhaddona, znajduje się informacja, iż Sennacheryb zwrócił się z zapytaniem do bogów starając się dociec natury rzekomego grzechu swego ojca, który miał być przyczyną jego śmierci. Niestety ani okoliczności tego „dochodzenia”, ani jego rezultaty nie są znane. Wydaje się też, że jeden ze znanych asyryjskich uczonych, Nabu-zuqup-kenu, obarczony został zadaniem przestudiowania fragmentu o duchach zmarłych z 12 tabliczki Eposu o Gilgameszu, aby dowiedzieć się jakie mogły być konsekwencje tak tragicznej śmierci Sargona II. Groza i strach otaczające postać zmarłego króla były tak duże, że Sennacheryb, wbrew tradycji, postanowił nigdy nie wymieniać imienia ojca w swych inskrypcjach. Z kolei jedną z przyczyn przeniesienia dworu królewskiego z Dur-Szarrukin do Niniwy zaraz po objęciu władzy przez Sennacheryba mógł być strach przed niepogrzebanym duchem Sargona II, który mógł nawiedzać pałac w Dur-Szarrukin. Prace przy świątyni boga wojny i świata podziemnego Nergala w mieście Tarbisu, przeprowadzone przez Sennacheryba zaraz po wstąpieniu na tron, również najprawdopodobniej miały związek z tragiczną śmiercią jego ojca.

## Działania wojenne
Najdłuższa zachowana edycja roczników Sennacheryba opisuje osiem „oficjalnych” wypraw wojennych poprowadzonych osobiście przez tego króla. Nie zawsze można je dokładnie wydatować, gdyż zazwyczaj nie są one datowane imieniem eponima (urzędnika limmu) lub rokiem panowania władcy, ale jedynie numerowane jako pierwsza, druga, trzecia itd. Poza tymi ośmioma „oficjalnymi” i „numerowanymi” wyprawami wojennymi w rocznikach Sennacheryba wspomniane są jeszcze cztery kolejne, które nie posiadają jednak swojego „oficjalnego” numeru, gdyż prowadzone były nie przez króla, ale przez jego wysokich dostojników. W sumie roczniki Sennacheryba opisują dwanaście wypraw wojennych, które miały miejsce w okresie od 705 r. p.n.e. (rok wstąpienia Sennacheryba na tron) do 689 r. p.n.e. (16 rok jego panowania). O wydarzeniach z okresu pomiędzy 688 r. p.n.e. (17 rok jego panowania) a 681 r. p.n.e. (24 i ostatni rok jego panowania) nie wiemy praktycznie nic.

Mapa starożytnego Bliskiego Wschodu ok. 700 r. p.n.e. (czasy Sennacheryba) z zaznaczonym zasięgiem imperium asyryjskiego (kolor niebieski)

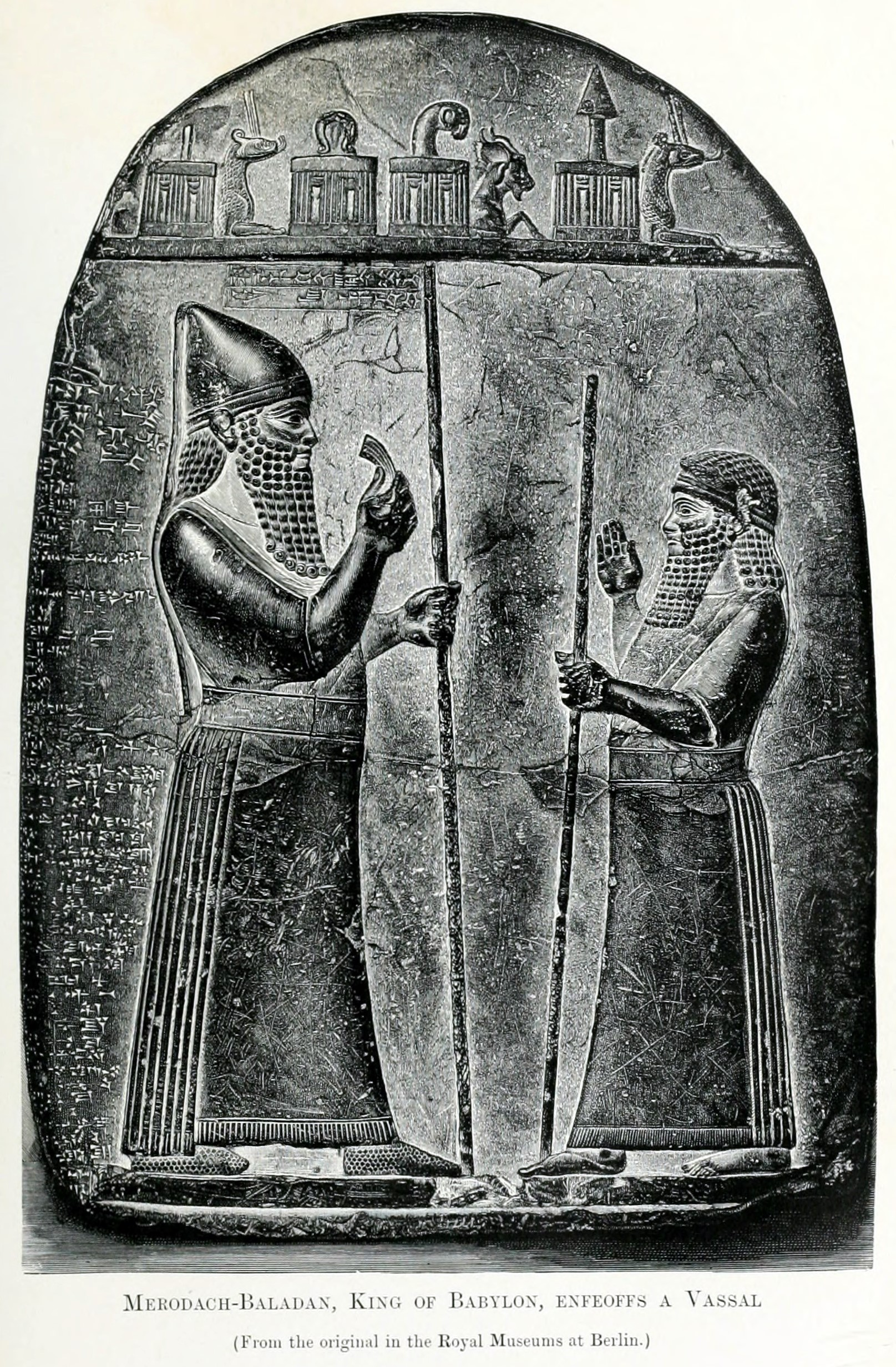
Kudurru Marduk-apla-iddiny II z jedynym znanym przedstawieniem tego władcy (wyższa postać z lewej strony); zbiory Muzeum Pergamońskiego w Berlinie (nr inwent. VA 02663)

| Wyprawy wojenne za rządów Sennacheryba (lata 704–689 p.n.e.) | Wyprawy wojenne za rządów Sennacheryba (lata 704–689 p.n.e.) | Wyprawy wojenne za rządów Sennacheryba (lata 704–689 p.n.e.) | Wyprawy wojenne za rządów Sennacheryba (lata 704–689 p.n.e.) |
| Datowanie                                                    | Rok/lata panowania Sennacheryba                              | Numer wyprawy lub imię eponima                               | Cel/cele wyprawy wojennej |
| ------------------------------------------------------------ | ------------------------------------------------------------ | ------------------------------------------------------------ | --- |
| 704 r. p.n.e.                                                | 1 rok panowania                                              | –                                                            | Kulummejczycy |
| koniec 704 r. p.n.e. – początek 702 r. p.n.e.                | koniec 1 roku panowania – początek 3 roku panowania          | pierwsza wyprawa wojenna                                     | Marduk-apla-iddina II z Babilonii i jego elamiccy, chaldejscy oraz aramejscy sojusznicy; aramejskie plemiona; miasto Hirimmu                                                    |
| 702 r. p.n.e.                                                | 3 rok panowania                                              | druga wyprawa wojenna                                        | Kasyci i Jasubigallejczycy żyjący w górach Zagros; Ispabara z królestwa Ellipi                                                                                                  |
| 701 r. p.n.e.                                                | 4 rok panowania                                              | trzecia wyprawa wojenna                                      | Luli, król Sydonu; Sidqa z miasta Aszkelon; dostojnicy i mieszkańcy miasta Ekron wraz z ich egipskimi i kuszyckimi sojusznikami; Ezechiasz z królestwa Judy i miasto Jerozolima |
| 700 r. p.n.e.                                                | 5 rok panowania                                              | czwarta wyprawa wojenna                                      | Chaldejski władca Szuzubu (Muszezib-Marduk); plemię Bit-Jakini |
| ?                                                            | ?                                                            | piąta wyprawa wojenna                                        | Miasta u podnóża góry Nipur; Manije, król miasta Ukku |
| 696 r. p.n.e.                                                | 9 rok panowania                                              | eponimat Szulmu-beli                                         | Kirua z miasta Illubru (Cylicja); miasta Illubru, Ingira i Tarsus |
| 695 r. p.n.e.                                                | 10 rok panowania                                             | eponimat Aszur-belu-usura                                    | Gurdi z miasta Urdutu (Tabal) |
| 694–693 r. p.n.e.                                            | 11-12 rok panowania                                          | szósta wyprawa wojenna                                       | Uciekinierzy z plemienia Bit-Jakini żyjący w Elamie; Nergal-uszezib, król Babilonii                                                                                             |
| koniec 693 r. p.n.e.                                         | 12 rok panowania                                             | siódma wyprawa wojenna                                       | Miasta na ganicy z Elamem; miasto Madaktu |
| 691 r. p.n.e. – koniec 689 r. p.n.e.                         | 14 rok panowania                                             | ósma wyprawa wojenna                                         | Muszezib-Marduk, król Babilonii, Humban-nimena (Umman-menanu), król Elamu i ich sojusznicy w mieście Halule                                                                     |
| 690 r. p.n.e.                                                | 15 rok panowania                                             | –                                                            | Te’elhunu, królowa Arabów oraz Haza-il; miasto Adummatu i inne arabskie miasto                                                                                                  |
| 690 r. p.n.e. – koniec 689 r. p.n.e.                         | 15 rok panowania – koniec 16 roku panowania                  | –                                                            | miasto Babilon |

### Wyprawa przeciw Kulummejczykom (704 r. p.n.e.)
Asyryjska kronika eponimów podaje, że Sargon II pokonany i zabity został w Tabal w 705 r. p.n.e. przez Kulummejczyka o imieniu Gurdi. To samo źródło informuje też, że w 704 r. p.n.e. asyryjscy magnaci, najprawdopodobniej w celu pomszczenia śmierci swego króla, wyprawili się przeciw Kulummejczykom. Z powodu uszkodzenia kroniki wynik tej wyprawy, w której nowy król najwyraźniej nie brał udziału, pozostaje nieznany, choć można przypuszczać, iż nie zakończyła się ona zbytnim sukcesem, gdyż sam Sennacheryb nie wspomina o niej w swych inskrypcjach. Inna wyprawa przeciw anatolijskiemu władcy o imieniu Gurdi, którego najprawdopodobniej identyfikować należy z przeciwnikiem Sargona II, miała miejsce w 695 r. p.n.e.

### Kampania przeciw Babilonii (704–702 r. p.n.e.)
Od początku panowania Sennacheryba sytuacja polityczna w Babilonii była bardzo niestabilna. Podczas gdy Babilońska lista królów A po wzmiance o rządach Sargona II nad Babilonią przypisuje dwa lata rządów Sennacherybowi, to Kanon Ptolemeusza nazywa już ten sam okres „bezkrólewiem”, a autor pewnego tekstu z Nippur z tego okresu datuje nawet swój dokument na 19 rok panowania Sargona II, choć władca ten zmarł w 17 roku swego panowania. Panujące w Babilonii zamieszanie pogłębić jeszcze bardziej musiała rebelia Marduk-zakir-szumi II, któremu na początku pierwszego roku panowania Sennacheryba (704 r. p.n.e.) udało się przejąć kontrolę nad Babilonem. Jego rządy nad Babilonią były jednak bardzo krótkie, gdyż już po niespełna miesiącu obalony został przez Marduk-apla-iddinę II (biblijny Merodak-Baladan) z chaldejskiego plemienia Bit-Jakini, który zajął jego miejsce. Sennacheryb, najprawdopodobniej zajęty innymi sprawami, nie był w stanie natychmiast zareagować na te wydarzenia i przez dziewięć miesięcy pozwalał Marduk-apla-iddinie II zasiadać na babilońskim tronie. Ten wykorzystał podarowany mu czas i wzmocnił swą pozycję jako król pozyskując wsparcie mieszkańców ważnych babilońskich miast, plemiennych grup Chaldejczyków i Aramejczyków, Arabów i króla Elamu Szutruk-Nahhunte II. Asyryjski atak na Babilonię nastąpił pod koniec 704 r. p.n.e. Kampania ta wzmiankowana jest w Asyryjskiej kronice eponimów i w Kronice babilońskiej, dość szczegółowo opisana też została w różnych inskrypcjach Sennacheryba, gdzie nazywana jest jego „pierwszą wyprawą wojenną”.
12 dnia miesiąca šabāṭu (listopad) asyryjski król wraz ze swą armią wyruszył z Aszur. Część oddziałów pod dowództwem wysokiego dostojnika królewskiego i prowincjonalnych gubernatorów wysłana została w kierunku miasta Kisz, natomiast sam Sennacheryb z główną częścią armii ruszył pod miasto Kuta. W czasie gdy oblegał Kutę, jego oddziały wysłane do Kisz starły się, bez powodzenia, z połączonymi siłami Marduk-apla-iddiny II i jego elamickich, aramejskich i arabskich sprzymierzeńców. Sennacheryb rozkazał zdobyć Kutę szturmem, a następnie ruszył z pomocą swym oddziałom walczącym pod Kisz. W wielkiej bitwie pod Kisz połączone wojska asyryjskie pokonały wroga i zmusiły babilońskiego króla do ucieczki. Zwycięski Sennacheryb wkroczył do Babilonu, ale nie wyrządził krzywdy jego mieszkańcom, ograniczając się jedynie do splądrowania pałacu królewskiego. Następnie ruszył dalej na południe próbując pojmać ukrywającego się na bagnach Marduk-apla-iddinę II, ale temu ponownie udało się uciec. W kolejnych miesiącach asyryjski król rozprawił się z poplecznikami Marduk-apla-iddiny II, zdobywając te miasta i pokonując te plemiona, które w wojnie opowiedziały się po stronie babilońskiego króla. Wtedy też przeprowadzone zostały pierwsze masowe deportacje. W Babilonie Sennacheryb osadził na tronie jako marionetkowego władcę niejakiego Bel-ibni, babilońskiego arystokratę wychowanego na asyryjskim dworze. W trakcie powrotu do Asyrii, najprawdopodobniej na początku 702 r. p.n.e., Sennacheryb splądrował jeszcze ziemie różnych plemion aramejskich, zdobył miasto Hirimmu i przyjął dobrowolny trybut od Nabu-bel-szumati z miasta Hararatu.

### Wyprawa do gór Zagros (702 r. p.n.e.)
Po śmierci Sargona II osłabła kontrola asyryjska nie tylko nad terenami na południu, ale też i na wschodzie. Z tego też powodu Sennacheryb po opanowaniu sytuacji w Babilonii postanowił wyprawić się ze swym wojskiem w rejon gór Zagros. W inskrypcjach Sennacheryba kampania ta, przeprowadzona najprawdopodobniej na początku trzeciego roku jego panowania (702 r. p.n.e.), określana jest mianem jego „drugiej wyprawy wojennej”. Na początku asyryjska armia uderzyła na zbuntowane plemiona Kasytów i Jasubigallejczyków z górskich terenów na wschód od krainy Namri. W ręce Sennacheryba wpadło ufortyfikowane miasto Bit-Kilamzah, które kazał on obsadzić wojskowym garnizonem oraz ludnością przesiedloną z innych rejonów Asyrii. Z kolei pojmaną ludność z plemion Kasytów i Jasubigallejczyków nakazał on osiedlić w miastach Hardiszpi i Bit-Kubatti, które przekazał w zarząd asyryjskiemu gubernatorowi Arraphy. Następnie Sennacheryb uderzył na zbuntowane królestwo Ellipi, którego król Aszpabara (też Iszpabara lub Ispabara), niegdyś wasal Sargona II, ratować się musiał ucieczką. Część jego królestwa, w tym miasta Sisirtu i Kummahlum oraz prowincja Bit-Barru, zaanektowana została przez Asyrię. Stolicą nowo przyłączonych ziem stało się miasto Elenzasz, którego nazwę Asyryjczycy zmienili na Kar-Sennacheryb („Nabrzeże Sennacheryba”). Sennacheryb oddał je w zarząd gubernatorowi asyryjskiej prowincji Harhar. W drodze powrotnej asyryjski król otrzymał jeszcze trybut od Medów.

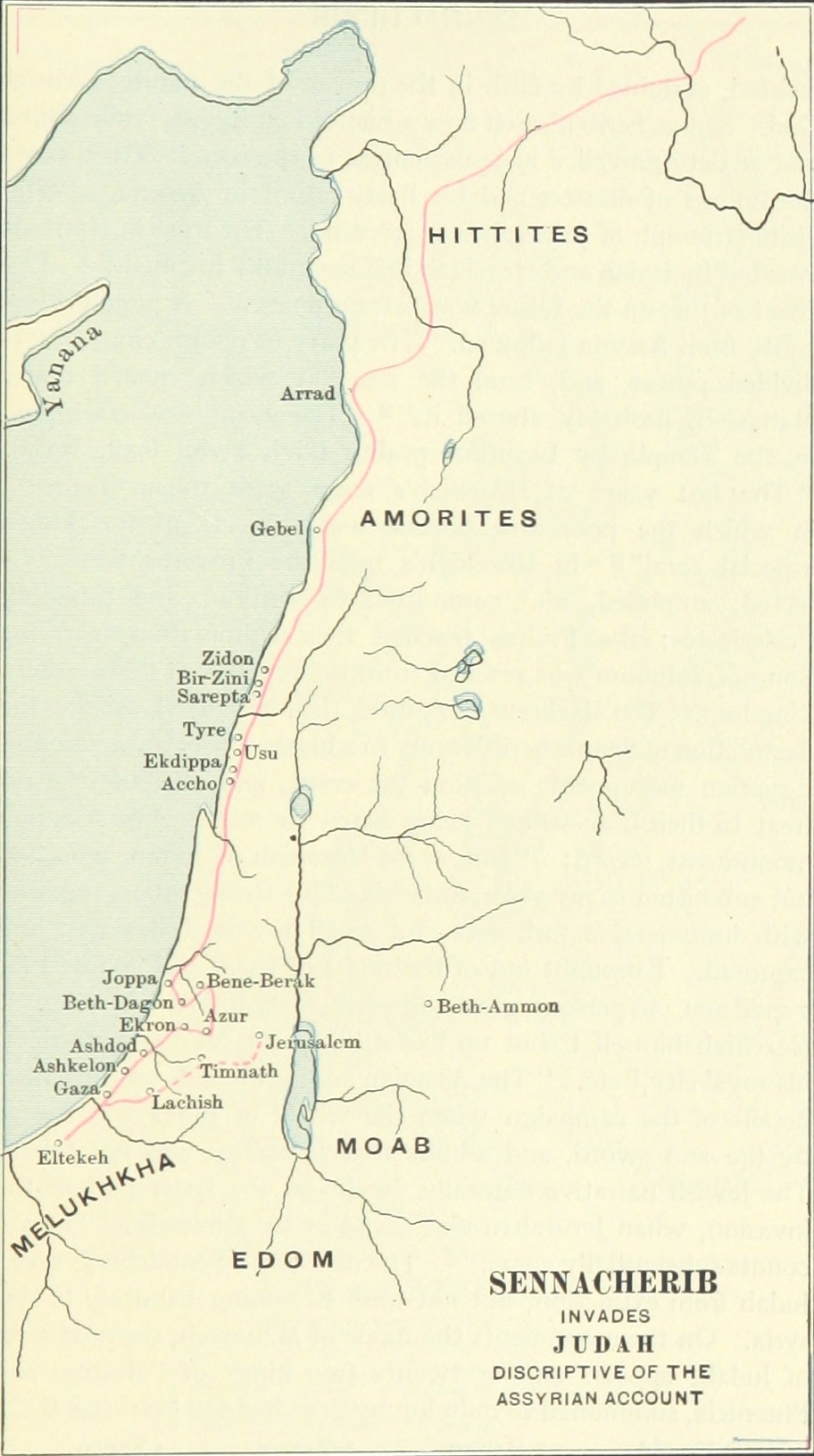
Mapa Syropalestyny w 701 r. p.n.e. z zaznaczoną przypuszczalną trasą przemarszu asyryjskiej armii Sennacheryba w trakcie jego trzeciej wyprawy wojennej, opracowaną na podstawie informacji pochodzących z inskrypcji królewskich tego króla

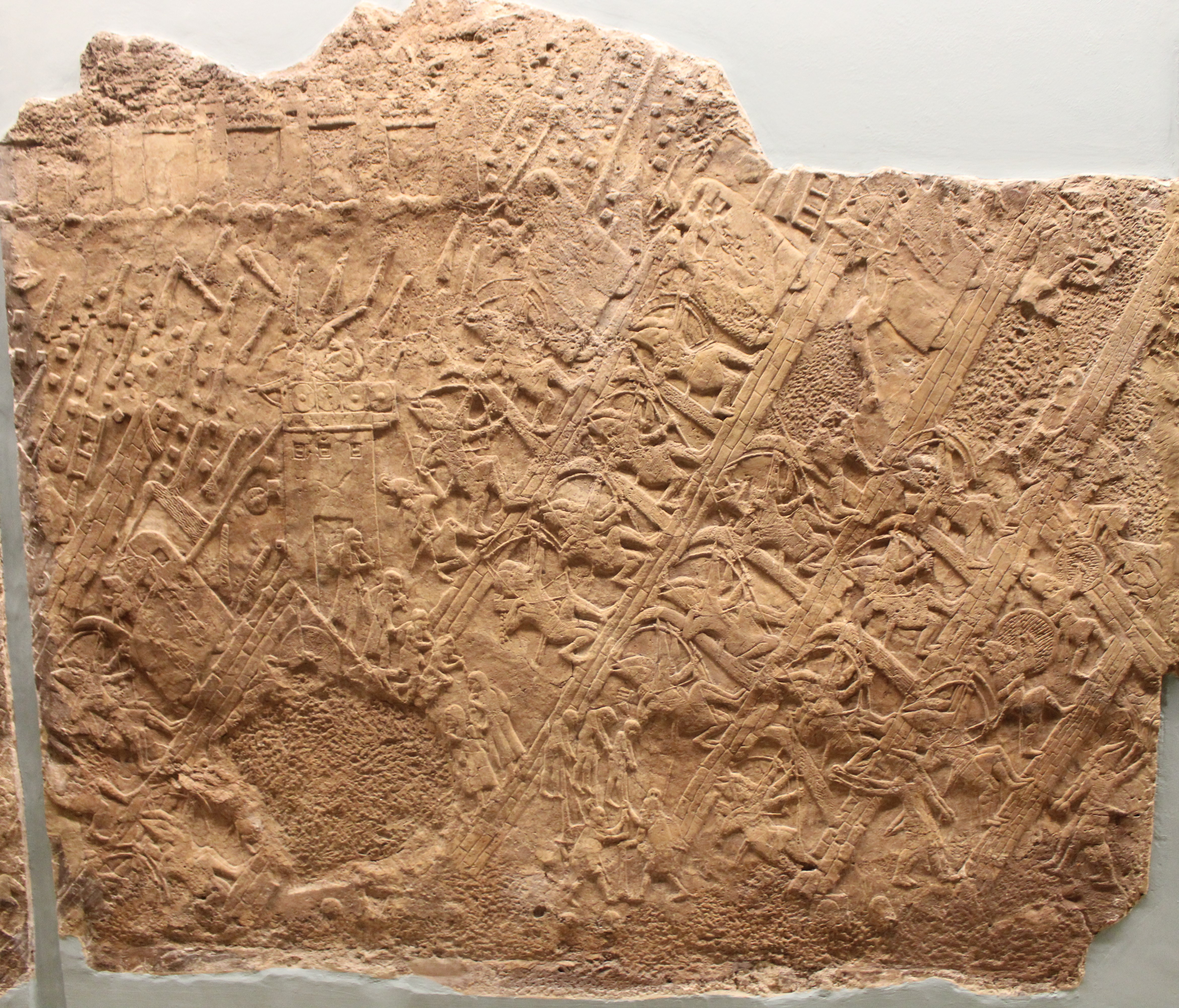
Relief z Pałacu Południowo-zachodniego w Niniwie przedstawiający asyryjski atak na miasto Lakisz przy użyciu ramp i machin oblężniczych; zbiory Muzeum Brytyjskiego w Londynie (nr inwent. BM 124906)

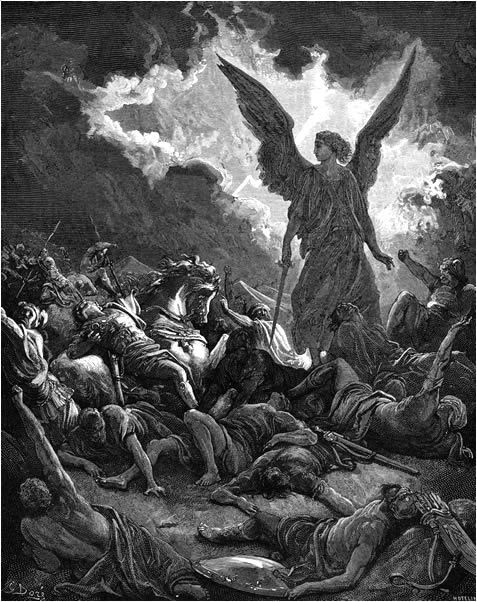
XIX-wieczny drzeworyt Gustave Doré przedstawiający biblijny przekaz o aniele niszczącym armię Sennacheryba

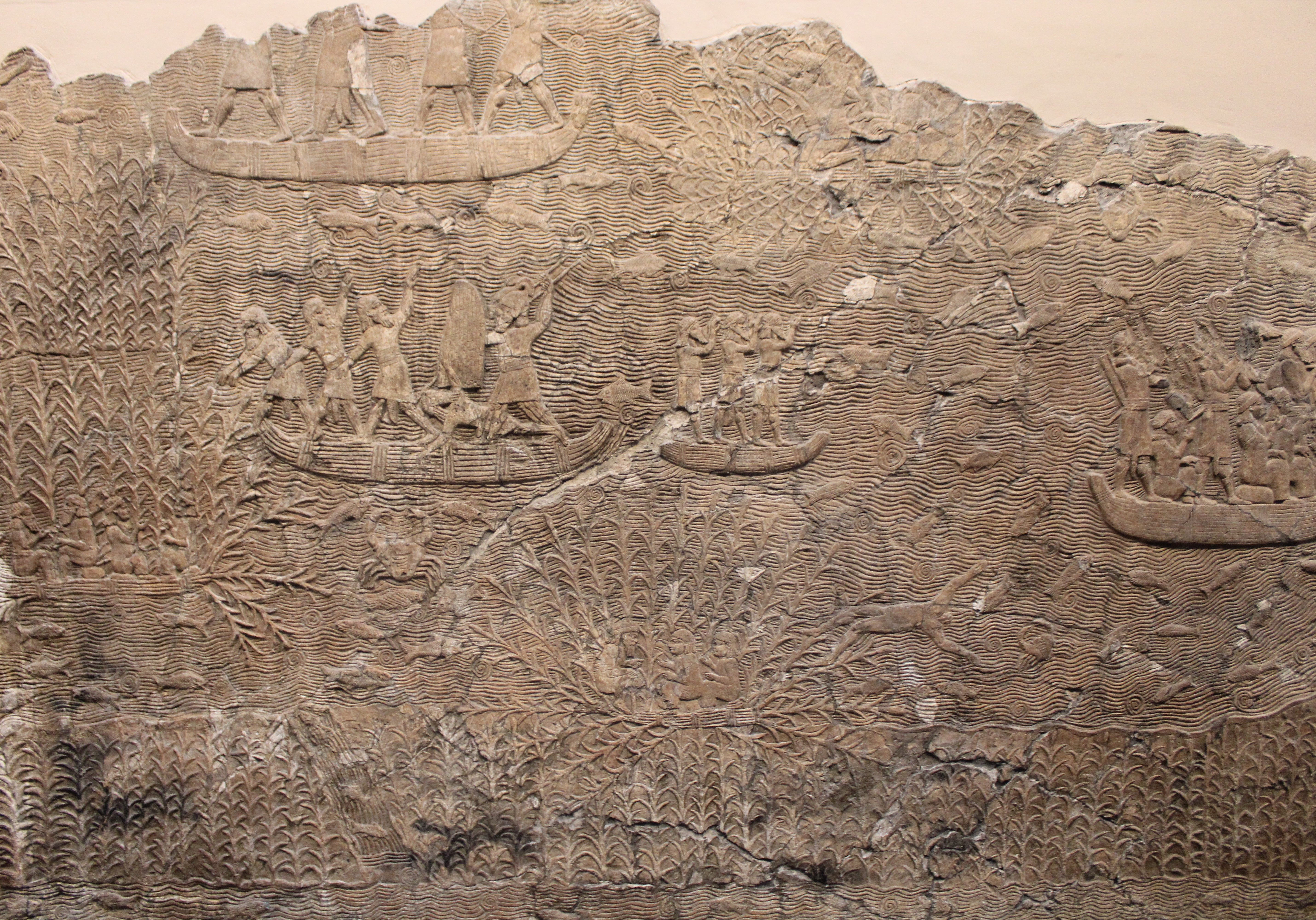
Relief z Pałacu Południowo-zachodniego w Niniwie przedstawiający bitwę na bagnach. Jedenz kilku reliefów ilustrujących najprawdopodobniej wyprawę Sennacheryba z 700 r. p.n.e. do południowej Babilonii przeciw chaldejskim plemionom. Zbiory Muzeum Brytyjskiego w Londynie (nr inwent. BM 124774b)

### Kampania przeciw Judzie i innym królestwom na zachodzie (701 r. p.n.e.)
Najbardziej znaną i najbardziej dyskutowaną operacją militarną przedsięwziętą przez Sennacheryba jest jego „trzecia wyprawa wojenna” skierowana przeciw królestwom na zachodzie, w trakcie której zaatakował on królestwo Judy i obległ jej stolicę Jerozolimę. Głównymi źródłami informacji o przebiegu tej kampanii są inskrypcje królewskie Sennacheryba oraz przekaz biblijny (2 Krl 18:13 – 19:36; Iz 36:1 – 37:37; 2 Krn 32:1-23). Do wyprawy przeciw Judzie nawiązują też niektóre reliefy z Pałacu Południowo-zachodniego w Niniwie, na których przedstawiono oblężenie i zdobycie judejskiego miasta Lakisz. Wzmianki o niej znajdują się też u Herodota (Dzieje II 141) i Józefa Flawiusza (Starożytności żydowskie IX 284).
Zarówno roczniki Sennacheryba, jak i przekaz biblijny zgodne są co do tego, że wyprawa ta miała miejsce w czasie, gdy na tronie Judy zasiadał Ezechiasz i że to właśnie wtedy doszło do oblężenia Jerozolimy. Poza tymi podstawowymi podobieństwami opisy zawarte w obu źródłach mocno różnią się od siebie i chociaż część z tych różnic wyjaśnić można odmiennym celem przyświecającym autorom obu tekstów, to wszystkich problemów związanych z interpretacją pewnych ustępów nie da się w ten sposób wytłumaczyć.
Inskrypcje Sennacheryba zdają się wskazywać, że kampania w 701 r. p.n.e. była odpowiedzią na decyzję wielu fenickich i palestyńskich miast o wstrzymaniu wysyłania do Asyrii corocznego trybutu. Król asyryjski wkroczył ze swą armią do Syrii, a jego pierwszym celem stał się Luli, król Sydonu. Ten, na wieść o zbliżającej się armii asyryjskiej, postanowił jednak uciec, porzucając kontrolowane przez siebie miasta. Szereg z nich, w tym Wielki Sydon, Mały Sydon, Bit-Zitti, Sarepta, Mahalliba, Uszu i Akribu, zdobytych zostało przez Asyryjczyków. W miejsce zbiegłego Luli król asyryjski osadził na tronie Sydonu niejakiego Tu-Ba’lu, uważanego za stronnika Asyrii. Wielu innych władców w regionie, chcąc uniknąć konfrontacji z armią asyryjską, przybyło do Sennacheryba, przynosząc ze sobą dary i trybut. Byli wśród nich Minuhimmu z Samsimuruny, Abdi-Li’ti z Arwadu, Uru-milki z Byblos, Mitinti z Aszdod, Budi-il z Bit-Ammon (Ammon), Kammusu-nadbi z Moabu i Aja-ramu z Edomu. Tylko nieliczni, jak Sidqa z Aszkelonu, mieszkańcy Ekronu czy Ezechiasz z królestwa Judy, postanowili stawić Sennacherybowi opór. Sidqa wraz z rodziną wkrótce został pojmany przez Asyryjczyków i wywieziony do Asyrii, a Aszkelon wraz z innymi miastami znajdującymi się pod jego kontrolą wpadł w ręce Sennacheryba. Król asyryjski na tronie Aszkelonu osadził Szarru-lu-dari, syna Rukibtu, byłego władcy tego miasta. Mieszkańcy Ekronu (asyr. Amqarruna), którzy zdetronizowali swego przychylnego Asyryjczykom króla Padi i wydali go Ezechiaszowi, królowi Judy, poprosili o pomoc wojskową nubijskich władców Egiptu, ale przybyła armia egipska pokonana została przez armię asyryjską w bitwie pod Elteke. Asyryjczycy zdobyli i splądrowali miasta Elteke i Timna, zbuntowani możni z Ekronu zostali przykładnie ukarani śmiercią, a uwolniony z niewoli król Padi ponownie zasiadł na swym tronie. Asyryjski atak na królestwo Judy jest ostatnim epizodem kampanii opisanym w inskrypcjach Sennacheryba. Czterdzieści sześć miast w Judzie zostało zdobytych, a jej stolica Jerozolima oblężona. W tym miejscu relacji spodziewać można by się było informacji o tym, w jaki sposób oblężenie to się zakończyło, ale zamiast tego jest jedynie długa lista łupów, które miały być wysłane z Jerozolimy do Niniwy. To zdaje się wskazywać, że Asyryjczykom nie udało się zdobyć tego miasta, ale zadowolili się trybutem, do którego zapłacenia zmuszony został Ezechiasz.
Poza rocznikami Sennacheryba jedynymi innymi asyryjskimi świadectwami wyprawy tego władcy przeciw królestwu Judy są jego reliefy przedstawiające zdobycie i złupienie judejskiego miasta Lakisz, a także pewien przypisywany Sennacherybowi fragmentarycznie zachowany tekst, w którym opisane zostało zdobycie dwóch judejskich miast (jedno z nich to Azeka, a nazwa drugiego nie zachowała się). Same roczniki Sennacheryba milczą zarówno na temat zdobycia miasta Lakisz, jak i miasta Azeka.
| Sennacheryb siedzący przed zdobytym judejskim miastem Lakisz (scena z reliefu) | Sennacheryb siedzący przed zdobytym judejskim miastem Lakisz (scena z reliefu) | Sennacheryb siedzący przed zdobytym judejskim miastem Lakisz (scena z reliefu) | Sennacheryb siedzący przed zdobytym judejskim miastem Lakisz (scena z reliefu) |
| ------------------------------------------------------------------------------ | ------------------------------------------------------------------------------ | --- | ------------------------------------------------------------------------------ |
|                                                                                |                                                                                | Scena z reliefu z Pałacu Południowo-zachodniego w Niniwie (obecnie w zbiorach Muzeum Brytyjskiego), przedstawiająca Sennacheryba siedzącego na swym tronie, z nogami wspartymi na podnóżku. Przed królem stoją jego oficerowie, opisujący mu najprawdopodobniej łupy zdobyte w Lakisz, ufortyfikowanym mieście judejskiego króla Ezechiasza. Nad sceną widnieje krótka inskrypcja klinowa: „Sennacheryb, król świata, król Asyrii, siedział na (swym) tronie, a łupy z miasta Lakisz (urula-ki-su) były prezentowane przed nim”. Za królem przedstawiony został jego osobisty namiot, który również opatrzony został krótką inskrypcją: „Namiot Sennacheryba, króla Asyrii”. |                                                                                |

W Biblii atak Sennacheryba na królestwo Judy opisany został w kilku miejscach. Zgodnie z 2 Księgą Królewską (2 Krl 18:13 – 19:37) król ten zająć miał wszystkie ufortyfikowane miasta Judy, by następnie, w trakcie pobytu w Lakisz, otrzymać od Ezechiasza olbrzymi trybut. 2 Księga Kronik (2 Krn 32:1-21) skupia się początkowo na opisie środków przedsięwziętych przez Ezechiasza w celu obrony Jerozolimy, a następnie na misji posłów Sennacheryba wysłanych do Ezechiasza w celu skłonienia go do poddania miasta. Król Ezechiasz wraz z prorokiem Izajaszem modlą się do Boga o pomoc i ich modlitwa zostaje wysłuchana: „Wtedy Pan wysłał anioła, który wytępił wszystkich dzielnych wojowników oraz książąt i dowódców wraz z naczelnikami w obozie króla asyryjskiego. Musiał więc wrócić [Sennacheryb] do swego kraju ze wstydem na twarzy. Wszedł potem do świątyni swego bożka, a właśni jego synowie sprawili, że padł pod mieczem”. Bardziej szczegółowy opis tych wydarzeń znaleźć można w Księdze Izajasza (Iz 36:1 – 37:38). Przebywający w Lakisz Sennacheryb wysyła do Jerozolimy rab šāqê, swego wysłannika, aby ten przekonał mieszkańców do poddania miasta. Król Ezechiasz, za radą proroka Izajasza, odmawia. Rab šāqê wraca z tą odpowiedzią do Sennacheryba, zajętego oblężeniem judzkiego miasta Libna. Wkrótce do asyryjskiego króla dociera też wiadomość, że wyruszyła przeciw niemu armia egipskiego faraona Taharki. Sennacheryb stawia ultimatum Ezechiaszowi, ale prorok Izajasz zapewnia tego ostatniego, że asyryjska armia nigdy nie zdobędzie Jerozolimy. Następnie, zgodnie z przekazem biblijnym, „wyszedł Anioł Pański i pobił w obozie Asyryjczyków sto osiemdziesiąt pięć tysięcy. I oto rano, gdy trzeba było wstawać, wszyscy oni byli martwi”. Sennacheryb zwinął swój obóz i powrócił do Niniwy, gdzie został zamordowany przez swych synów.
Istotne różnice pomiędzy opisem trzeciej kampanii Sennacheryba zawartym w jego rocznikach a informacjami pochodzącymi z Biblii skłoniły część uczonych do postawienia tezy, że w obu źródłach opisane zostały tak naprawdę dwa różne wydarzenia, dwie różne wyprawy tego króla przeciw królestwu Judy, pierwsza z 701 r. p.n.e. i druga, która miałaby mieć miejsce później, w schyłkowym okresie panowania Sennacheryba, z którego jego roczniki nie zachowały się (po 689 r. p.n.e.). Zwolennikiem tej tezy jest m.in. asyriolog Albert Kirk Grayson, który zaproponował własną, hipotetyczną rekonstrukcję wydarzeń. W jego opinii przebieg pierwszej wyprawy Sennacheryba przeciw Judzie z 701 r. p.n.e. był zgodny z opisem zawartym w rocznikach tego króla. Bitwa pod Elteke zakończyła się najprawdopodobniej zwycięstwem Sennacheryba, jako że był on w stanie zaraz potem zdobyć to i inne miasta. Wydaje się też mało prawdopodobne, aby w trakcie tej kampanii armia asyryjska doznała jakiejś poważniejszej klęski czy też poniosła większe straty, gdyż już w następnym roku była ona w stanie przeprowadzić zakrojony na wielką skalę atak na Babilonię. Asyryjskie oblężenie Jerozolimy zakończyło się po zapłaceniu olbrzymiego trybutu przez Ezechiasza, do czego odnosi się najprawdopodobniej fragment w 2 Księdze Królewskiej (2 Krl 18:14-16). W kolejnych latach, gdy armia asyryjska zaangażowana była na innych frontach, Ezechiasz sprzymierzył się z Egiptem i przygotował Jerozolimę do możliwego kolejnego oblężenia. Sam Sennacheryb do 689 r. p.n.e. zajęty był rozwiązywaniem „babilońskiego problemu”, ale po tej dacie nic nie stało mu już na przeszkodzie, aby przeprowadzić nową kampanię na zachodzie. To w trakcie tej kampanii zdobyte zostały najprawdopodobniej miasta Lakisz i Azeka, rab šāqê wysłany został z misją do Jerozolimy, a Sennacheryb otrzymał wiadomość o nadciągającej armii faraona Taharki. Nim jednak doszło do poważniejszych walk, na obóz asyryjski spadła nieznana katastrofa: przekaz biblijny mówi o rzezi dokonanej przez Anioła Pańskiego, natomiast Józef Flawiusz przypomina w tym kontekście opowieść Herodota o myszach przegryzających cięciwy łuków w armii Sennacheryba. Jakakolwiek nie byłaby przyczyna tejże katastrofy, armia asyryjska zmuszona została do upokarzającego odwrotu. Inni badacze, jak np. asyriolog Eckart Frahm, podchodzą sceptycznie do tezy o drugiej wyprawie Sennacheryba przeciw Judzie, twierdząc, iż nie odnaleziono jak dotychczas przekonujących dowodów na to, że wyprawa taka miała miejsce.

### Kampania przeciw Babilonii (700 r. p.n.e.)
„Czwarta wyprawa wojenna” Sennacheryba ponownie skierowana została przeciw Babilonii, gdzie sytuacja polityczna, pomimo osadzenia na tronie proasyryjskiego króla Bel-ibni, wciąż pozostawała niestabilna, głównie z powodu wybuchających wciąż buntów plemion chaldejskich. Kampania ta znana jest nie tylko z inskrypcji królewskich, ale wzmiankowana jest też w Kronice babilońskiej, niektórych listach królewskich i u Berossosa. Na początku Sennacheryb postanowił schwytać nowego wpływowego przywódcę zbuntowanych Chaldejczyków występującego w źródłach asyryjskich pod imieniem Szuzubu (Šūzubu), identyfikowanego z późniejszym królem babilońskim o imieniu Muszezib-Marduk. Wojska Szuzubu zostały pokonane w bitwie pod miastem Bittutu, ale jemu samemu udało się zbiec do Elamu. Zwycięska armia asyryjska skierowała się następnie przeciw Marduk-apla-iddinie II i jego chaldejskiemu plemieniu Bit-Jakini. Ziemie tego plemienia zostały spustoszone, a sam Marduk-apla-iddina II uciekł statkiem do Elamu, gdzie później zmarł. Porzuconą przez niego rodzinę i jego zwolenników Asyryjczycy deportowali do Asyrii. Bel-ibni, najprawdopodobniej z powodu jego niekompetencji i nielojalności, odsunięty został od władzy. W jego miejsce na tronie babilońskim Sennacheryb osadził swego najstarszego syna Aszur-nadin-szumi, co zapewniło asyryjską kontrolę nad tym regionem na następne sześć lat.

### Wyprawa do góry Nipur i przeciw miastu Ukku (pomiędzy 699 a 697 r. p.n.e.)
Inskrypcje Sennacheryba i relief z Niniwy są źródłami dla „piątej wyprawy wojennej” tego króla, która, gdzieś w okresie pomiędzy 699 a 697 r. p.n.e., skierowana została przeciw terenom na północy Asyrii. Na początku tej kampanii Asyryjczycy zniszczyli szereg miast leżących u podnóża góry Nipur (wsp. góra Herakul Dağ w Turcji). Zwycięstwa te były ciężko wywalczone, gdyż armia asyryjska nie była dobrze przygotowana do walki w trudnym, górskim terenie. O napotkanych trudnościach i przeszkodach wspominają m.in. inskrypcje Sennacheryba, które kazał on umieścić na skałach w tym regionie. Następnie Asyryjczycy uderzyli na miasto Ukku leżące w regionie granicznym pomiędzy Asyrią i Urartu. Z powodu swej prourartejskiej polityki miasto to było źródłem problemów dla Sennacheryba jeszcze w czasie, gdy był on następcą tronu. Ukku zostało zdobyte i splądrowane, a jego król Manije musiał ratować się ucieczką.

### Wyprawa do Cylicji (696 r. p.n.e.)
W szeregu inskrypcji Sennacheryba opisana jest asyryjska wyprawa do Cylicji, w której jednakże sam król nie brał udziału. Niechęć do osobistego poprowadzenia tej wyprawy brać się mogła stąd, iż to właśnie w tym regionie zabity został jego ojciec, Sargon II. Zgodnie z tekstami Sennacheryba niejaki Kirua, asyryjski dostojnik, zbuntował się w mieście Illubru i przy wsparciu miast Ingira (wsp. Anchiale) i Tarsus poblokował drogi wiodące do królestwa Que, będącego wówczas najprawdopodobniej wasalem Asyrii. Asyryjskim oddziałom udało się go jednak pojmać i przewieźć do Niniwy, gdzie został żywcem obdarty ze skóry. W mieście Illubru Asyryjczycy osiedlili natomiast ludność deportowaną z innych regionów. O kampanii tej wspomina również Berossos, aczkolwiek jego relacja dotrwała do naszych czasów w dwóch wersjach – wersji przekazanej przez Aleksandra Polihistora i wersji przekazanej przez Abydenusa. I tak według Berossosa w trakcie tej kampanii dojść miało do militarnej konfrontacji Asyryjczyków z Grekami – zgodnie z przekazem Aleksandra Polihistora chodzić tu miało o bitwę na lądzie, natomiast zgodnie z przekazem Abydenusa miała to być bitwa morska. Zarówno Berossos, jak i inskrypcje Sennacheryba wspominają również, iż asyryjski król nakazał upamiętnić tę kampanię wznosząc inskrybowany monument.

### Wyprawa przeciw miastu Til-Garimmu (695 r. p.n.e.)
W rok po kampanii w Cylicji armia asyryjska znów pomaszerowała do Anatolii. O wyprawie tej, w której sam Sennacheryb ponownie nie wziął udziału, wspominają jego inskrypcje królewskie. Celem asyryjskiej armii była kraina Tabal, gdzie Gurdi, władca miasta Urdutu, zbuntował się przeciw Asyrii. Władcę tego najprawdopodobniej identyfikować należy z „Gurdi Kulummejczykiem”, który w 705 r. p.n.e. pokonał i zabił Sargona II, ojca Sennacheryba. Relacja z wyprawy wspomina jedynie o zdobyciu i zniszczeniu jednego miasta – Til-Garimmu. Nie ma natomiast w niej żadnych wzmianek o pojmaniu Gurdi, co może wskazywać, że udało mu się pozostać na wolności.

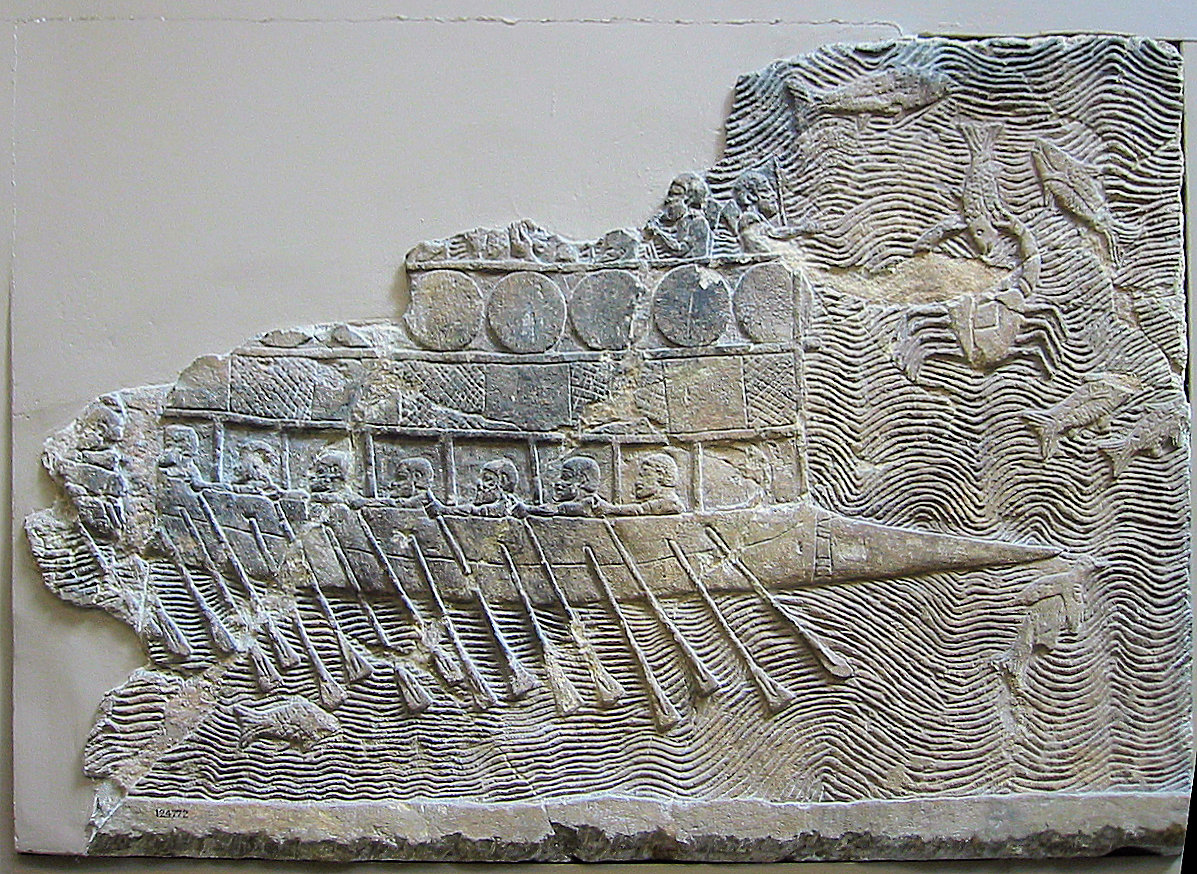
Relief z Pałacu Południowo-zachodniego w Niniwie przedstawiający jeden z fenickich okrętów użytych w trakcie morskiego ataku na Elam; zbiory Muzeum Brytyjskiego (nr inwent. BM 124772)

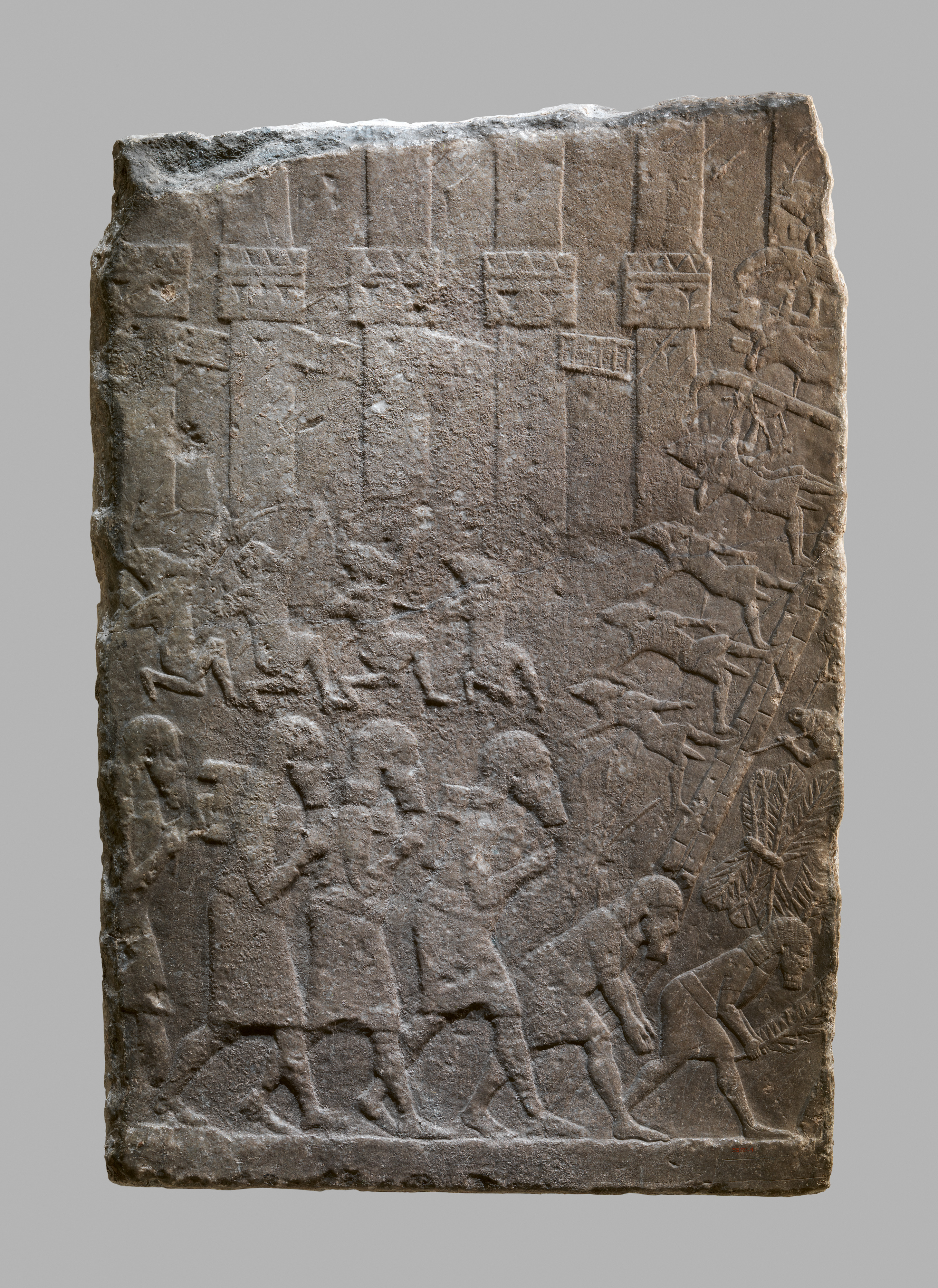
Relief z Pałacu Południowo-zachodniego w Niniwie przedstawiający asyryjski szturm na miasto. Jest to jednocześnie jedyny znany asyryjski relief, na którym przedstawiono też asyryjskich żołnierzy w trakcie wznoszenia rampy oblężniczej; zbiory Metropolitan Museum of Art w Nowym Jorku

### Morska wyprawa przeciw Elamowi i walki w Babilonii (694–693 r. p.n.e.)
„Szósta wyprawa wojenna” Sennacheryba z 694 r. p.n.e. skierowana przeciw Elamowi doprowadziła do fatalnej w skutkach politycznej reakcji łańcuchowej, której efektem były m.in. zaciekłe walki toczone w Babilonii w przeciągu 693 r. p.n.e. Wydarzenia te opisane zostały w inskrypcjach Sennacheryba, Kronice babilońskiej, Kronice Szamasz-szumu-ukina, niektórych listach królewskich i liście (BM 135586). Plan Sennacheryba polegał na zaatakowaniu Elamu od strony morza – w tym celu nakazał on syryjskim rzemieślnikom zbudować w Niniwie okręty i obsadził je marynarzami z Tyru, Sydonu i Cypru. Okręty zostały sprowadzone rzeką Tygrys do miasta Opis, a dalej przeciągnięte lądem do kanału Arahtu. Asyryjskie oddziały, konie i zapasy zostały załadowane następnie na statki, które popłynęły do ujścia Tygrysu, podczas gdy sam Sennacheryb z resztą wojsk podążył za nimi brzegiem. Oddziałom asyryjskim, po trudnym lądowaniu na wybrzeżu elamickim, udało się zdobyć i złupić szereg nadbrzeżnych miast. W ręce Asyryjczyków wpadli też Chaldejczycy którzy uciekli na te tereny z Babilonii w 700 r. p.n.e. W reakcji na ten atak elamicki król Halluszu-Inszuszinak wysłał swe wojska do północnej Babilonii, gdzie udało mu się zdobyć miasto Sippar. Kolejnym ciosem dla Asyryjczyków była zdrada mieszkańców Babilonu, którzy pojmali Aszur-nadin-szumi, syna Sennacheryba zasiadającego z woli ojca na tronie babilońskim i wydali go Elamitom. Po Aszur-nadin-szumi, który najprawdopodobniej został zamordowany w Elamie, na tronie Babilonu zasiadł Nergal-uszezib, który w następnych miesiącach stawiał zaciekły opór wojskom Sennacheryba. W następnym, 693 r. p.n.e., walki w Babilonii wciąż jeszcze trwały. 16 dnia miesiąca Du’ūzu (kwiecień) Nergal-uszezibowi udało się zdobyć miasto Nippur, a 1 dnia miesiąca tašritu (lipiec) Asyryjczycy zdobyli miasto Uruk. Sześć dni później, 7 dnia miesiąca tašritu, Nergal-uszezib został pojmany w bitwie pod Nippur i przewieziony do Asyrii.

### Kampania przeciw Elamowi (693 r. p.n.e.)
Sennacheryb, rozwścieczony porwaniem swego syna, natychmiast postanowił wywrzeć swą zemstę na Elamie. Sytuacja mu sprzyjała, gdyż wkrótce po pokonaniu Nergal-uszeziba dotarła do niego wiadomość, że król elamicki Halluszu-Inszuszinak został zdetronizowany i zabity w zbrojnym powstaniu. Król asyryjski postanowił skorzystać z zamieszania panującego w Elamie i swą „siódmą wyprawę wojenną” poprowadzić właśnie tam. Wyprawa ta pisana została zarówno w inskrypcjach Sennacheryba, jak i w innych źródłach: Kronice babilońskiej, niektórych listach królów i jednym z tekstów Aszurbanipala. Niemal natychmiast po powrocie do Asyrii w końcu 693 r. p.n.e. Sennacheryb zebrał swą armię i wdarł się głęboko na elamickie terytorium. Szereg wrogich miast nadgranicznych, w tym Bit-Hairi i Rasa (Raszi), zostało zdobytych, obsadzonych asyryjskim garnizonem i przekazanych w zarządzanie wojskowemu gubernatorowi miasta Der. Następnie Sennacheryb zdobył szereg dalszych miast, a gdy wiadomość o jego pochodzie dotarła do nowego elamickiego króla Kudur-Nahhunte, ten porzucił swą stolicę Madaktu i skrył się w górach. Sennacheryb był już w drodze do Madaktu, kiedy nagły atak zimy zmusił go do powrotu do Niniwy.

### Bitwa pod Halule (691 r. p.n.e.)
Rosnące napięcia pomiędzy Asyrią i Babilonią doprowadziły w 691 r. p.n.e. do wybuchu otwartej wojny, której punktem kulminacyjnym była bitwa pod Halule. Podczas gdy Sennacheryb zajęty był działaniami wojennymi w Elamie, do Babilonii powrócił Muszezib-Marduk, jeden z przywódców Chaldejczyków, którego Sennacheryb zmusił w 700 r. p.n.e. do ucieczki do Elamu. Dzięki wsparciu Elamitów udało mu się zasiąść na babilońskim tronie. Zgodnie ze źródłami asyryjskimi za pomoc tą zapłacić miał on złotem pochodzącym ze skarbca świątynnego E-sagili. Wojska Muszezib-Marduka, składające się nie tylko z oddziałów babilońskich, ale też chaldejskich, aramejskich, elamickich i perskich, stawiły czoła armii asyryjskiej pod miastem Halule nad Tygrysem (być może w pobliżu dzisiejszej Samarry). Zgodnie z inskrypcjami Sennacheryba, opisującymi jego „ósmą wyprawę wojenną”, Asyryjczycy odnieść mieli w bitwie wielkie zwycięstwo, zmuszając do ucieczki babilońskich i elamickich dowódców wrogiej koalicji. Inną wersję wydarzeń podaje Kronika babilońska, zgodnie z którą to wojska koalicji zmusić miały Asyryjczyków do odwrotu. Większa wiarygodność babilońskiego źródła, w powiązaniu z faktem, iż Muszezib-Mardukowi udało się pozostać na babilońskim tronie przez kolejne dwa lata, zdają się wskazywać, że bitwa nie zakończyła się dla Asyryjczyków pomyślnie, a ich marsz na południe – przynajmniej na krótko – został powstrzymany.

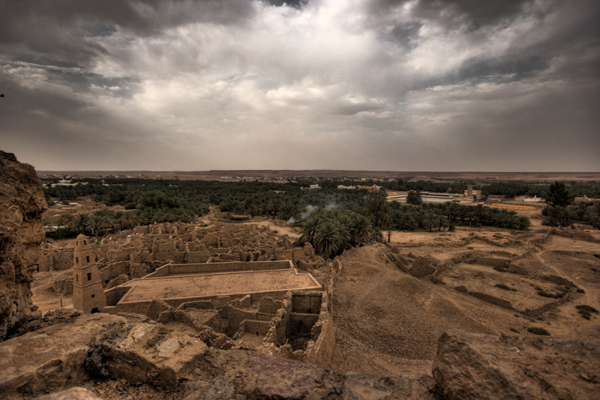
Ruiny miasta Adummatu

### Kampania przeciw Arabom (690 r. p.n.e.)
W 690 r. p.n.e., chcąc najprawdopodobniej uniemożliwić plemionom arabskim wspieranie Babilończyków, jak to miało miejsce chociażby w 704 r. p.n.e., Sennacheryb zdecydował się poprowadzić kampanię przeciw arabskiej królowej i kapłance Te’elhunu oraz niejakiemu Hazaelowi, który w późniejszych tekstach zwany jest królem Arabów. Zgodnie z fragmentarycznie zachowaną inskrypcją Sennacheryba oraz wzmiankami w tekstach jego następców Asarhaddona i Aszurbanipala wojskom asyryjskim udało się zdobyć miasto Adummatu (wsp. Daumat al-Dżandal) oraz pojmać Te’elhunu, która na próżno starała się ukryć przed Asyryjczykami w mieście Kapanu (wsp. Kaf) na pustyni. Do Asyrii sprowadzono tysiące wielbłądów i liczne łupy. W Niniwie odnaleziono drogocenne kamienie z inskrypcją klinową stwierdzającą, iż były one łupem ze splądrowanego miasta Adummatu.

„W czasie rządów Muszezib-Marduka, króla Babilonu, były oblężenie, niedostatek jedzenia, głód i ciężkie czasy w kraju. Wszystko się zmieniło i przestało istnieć. Za jeden szekel srebra (można było kupić) dwa kor jęczmienia. Bramy miasta były zamknięte i nie było wyjścia w (żadnym) z czterech kierunków. Ciała ludzi wypełniały place Babilonu, ponieważ nie było nikogo, kto mógłby (je) pochować”

„Przez osiem lat (za rządów) Sennacheryba, przez dwanaście lat (za rządów) Asarhaddona – (razem przez) dwadzieścia lat – bóg Bel pozostawał w Baltil (Asyrii), a święto akītu nie odbywało się”

### Zniszczenie Babilonu (689 r. p.n.e.)
Niepowodzenie w bitwie od Halule zdołało jedynie na krótko powstrzymać Asyryjczyków. Ich armia powróciła w następnym roku do Babilonii i wkrótce przystąpiła do oblężenia Babilonu. Nie zachował się niestety spójny opis wydarzeń, które doprowadziły w 689 r. p.n.e. do zdobycia tego miasta. Z zachowanych dokumentów wiadomo jedynie, że w 690 r. p.n.e. Asyryjczycy oblegali już Babilon, a w Babilonii panował głód. Pomimo ciężkiej sytuacji Babilończycy odmówili poddania miasta, które zdobyte zostało dopiero po piętnastomiesięcznym oblężeniu w 1 dniu miesiąca kislimu (wrzesień) 689 r. p.n.e. Zdobycie Babilonu opisane jest w dwóch inskrypcjach Sennacheryba i wspomniane w Kronice babilońskiej, Kronice Asarhaddona oraz w niektórych listach królewskich. Sam Sennacheryb chwali się, że rozkazał całkowicie zniszczyć to miasto: budynki zostały zburzone i zrównane z ziemią, a potem zalane wodą skierowaną z kanałów, aby przyszłe pokolenia nie mogły odnaleźć ich fundamentów. Wśród łupów Asyryjczyków znalazł się posąg boga Marduka, który pozostawał w Asyrii przez następnych dwadzieścia lat (aż do 668 r. p.n.e.). Do Asyrii zabrany został również pojmany król Muszezib-Marduk. Sennacheryb sprawował bezpośrednią kontrolę nad Babilonią przez następne osiem lat (688–681 p.n.e.), ale niewiele wiadomo o tym okresie jego rządów. Nie przyjął tytułów „króla Babilonu”, „wicekróla Babilonu” ani „króla Sumeru i Akadu”, nie wydaje się też aby prowadził wtedy w Babilonie jakiekolwiek prace budowlane. Nie ma natomiast wątpliwości, że zdobycie Babilonu posłużyło Sennacherybowi za polityczne tło dla jego reform religijnych, mających na celu przeniesienie mitologii związanej z babilońskim bogiem Mardukiem na asyryjskiego boga Aszura, czego wyrazem była m.in. budowa nowych budowli kultowych w mieście Aszur, które miały zastąpić te zniszczone w Babilonie.
Po pacyfikacji Babilonu, aż do końca panowania Sennacheryba, Babilończycy nie buntowali się już przeciw Asyryjczykom, ale tak drastyczne potraktowanie najważniejszego politycznego i najsłynniejszego religijnego centrum w Mezopotamii miało długotrwałe konsekwencje dla przyszłych relacji pomiędzy Babilonią a Asyrią. Czynem tym Sennacheryb nie tylko nie rozwiązał „problemu babilońskiego”, ale zapalił iskrę oporu na południu, która z czasem przekształciła się w płomień wojny o niepodległość. Sami Babilończycy nie uznali Sennacheryba za swego króla, a osiem ostatnich lat jego rządów nazwane zostało w jednej z ich późniejszych kronik okresem „bez króla w Babilonie”. W o wiele późniejszym dziele, Kanonie Ptolemeusza, ten ośmioletni okres również nazywany jest okresem „bez królów”.

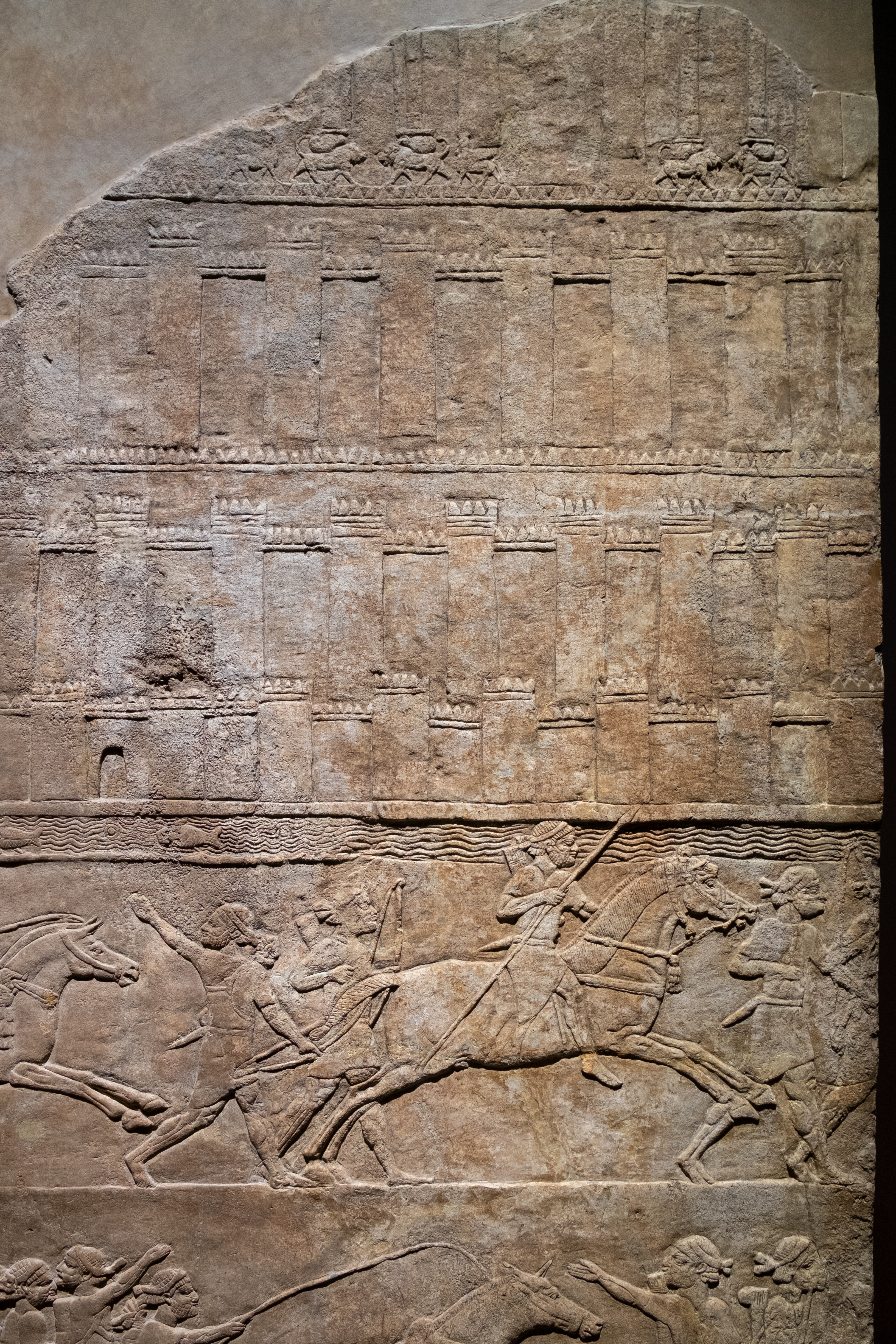
Relief przedstawiający Niniwę wraz z jej fortyfikacjami: murem zewnętrznym (Badnigerimhuluha) i wewnętrznym (Badnigalbilukuraszuszu); czasy Aszurbanipala, znaleziony w Pałacu Północnym w Niniwie; zbiory Muzeum Brytyjskiego w Londynie (nr inwent. BM 124938)

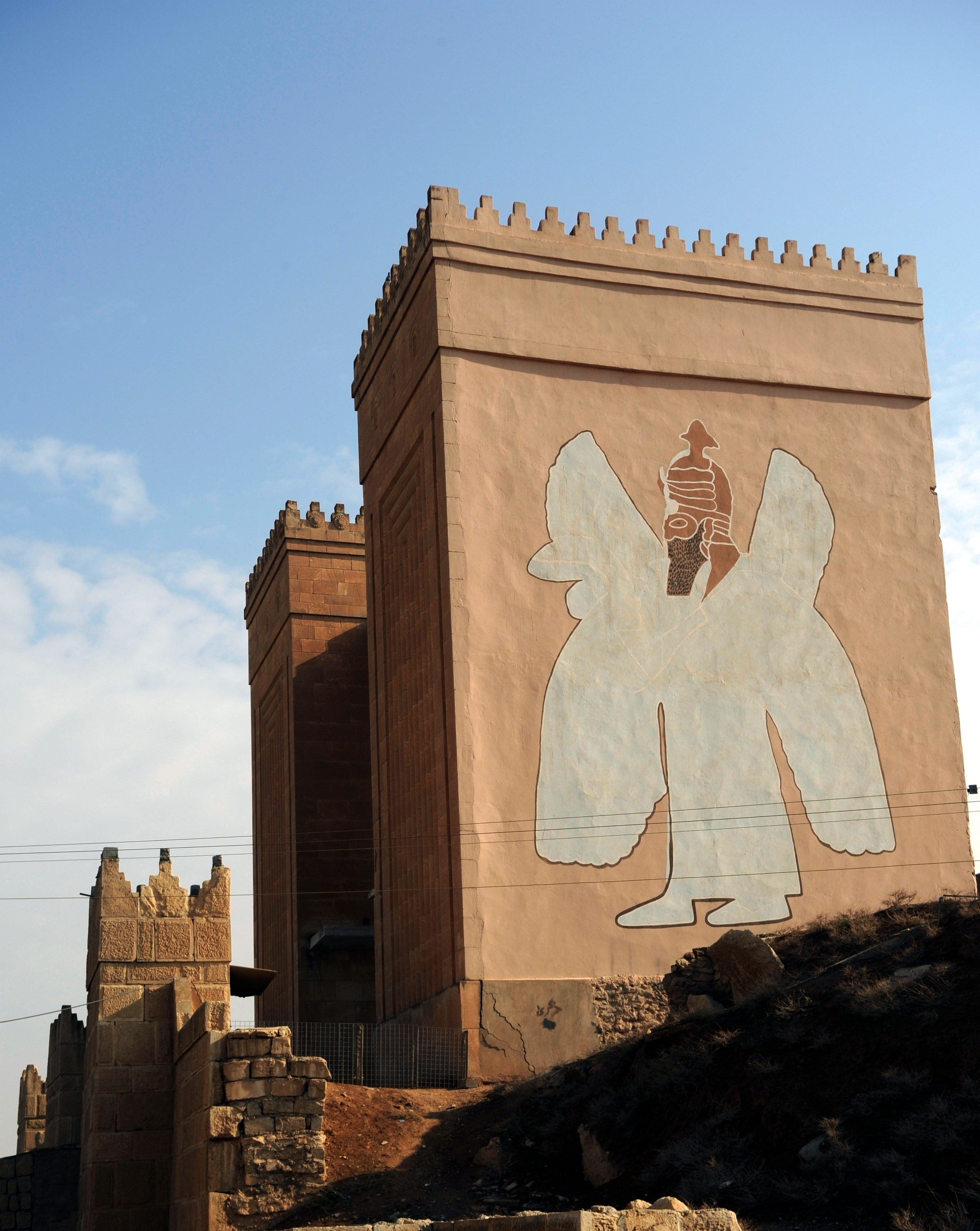
Widok na zrekonstuowaną Bramę Nergala w Niniwie

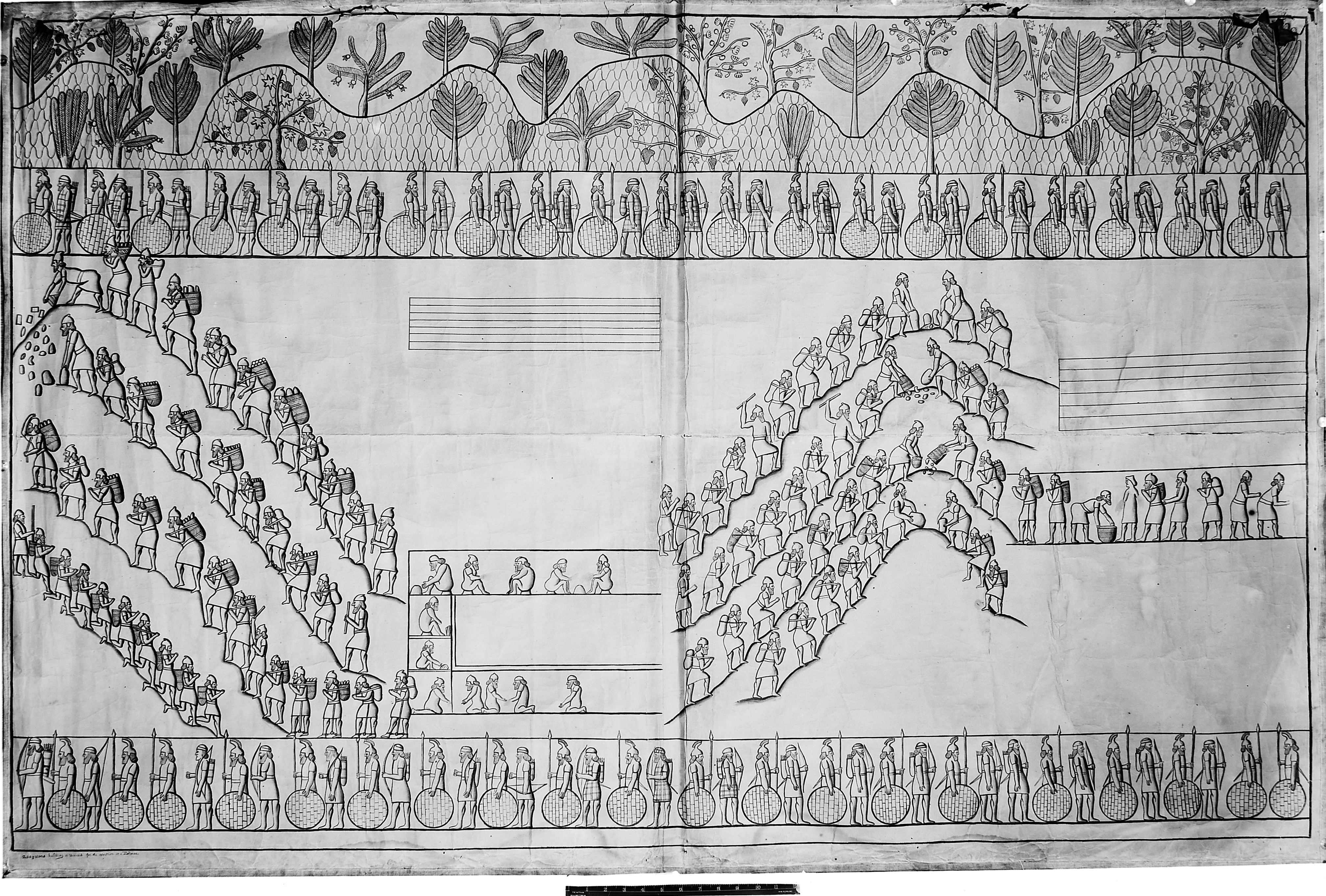
Prace budowlane przy pałacu Sennacheryba – szkic reliefu wykonany w trakcie wykopalisk Austena H. Layarda w Niniwie

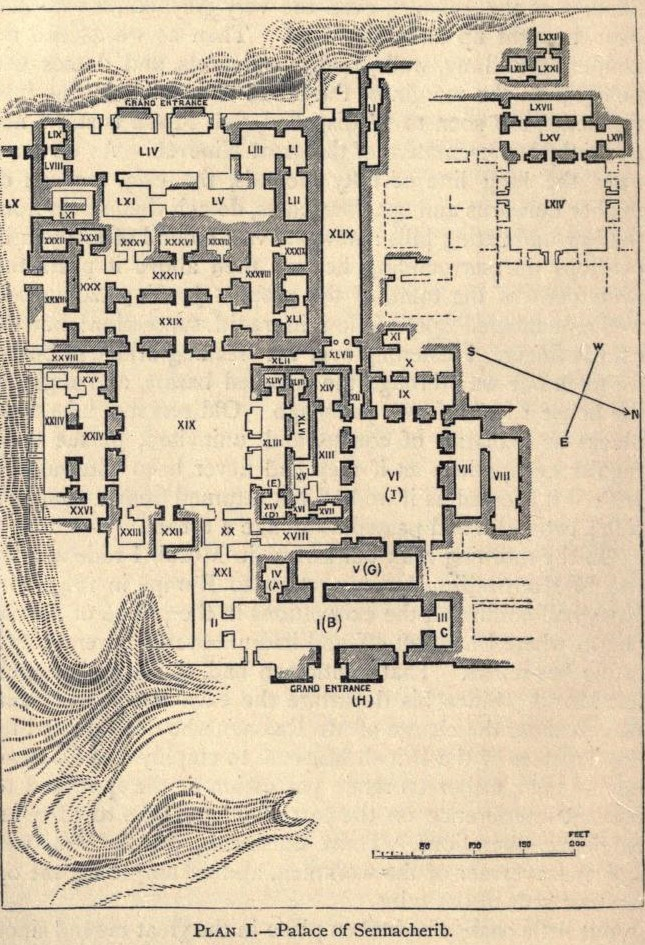
Plan Pałacu południowo-zachodniego Sennacheryba ze wzgórza Kujundżyk w Niniwie (wykopaliska Austen Henry Layarda)

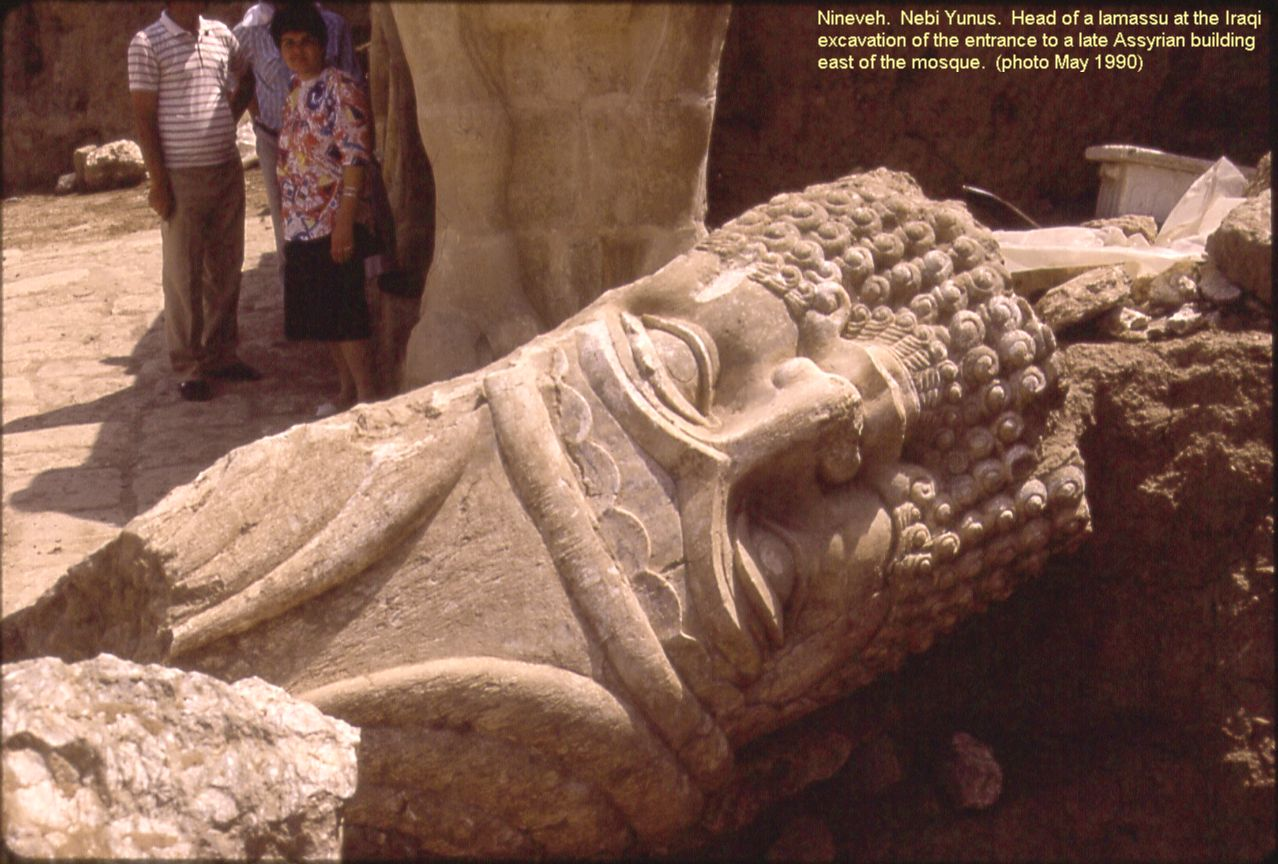
Głowa kamiennego posągu lamassu odnaleziona przez archeologów irackich w trakcie prac wykopaliskowych na wzgórzu Nebi Junus

## Działalność budowlana
W porównaniu z Sennacherybem żaden inny władca nie pozostawił po sobie takiej liczby inskrypcji mówiących o prowadzonych przez siebie pracach budowlanych, żaden inny nie opisał też tych prac z taką dbałością o szczegóły. Poza tym, iż król ten był zapamiętałym budowniczym, interesował się on również praktycznymi rozwiązaniami technicznymi, a jego inskrypcje opisują szereg wprowadzonych przez niego osobiście innowacji w metalurgii czy ogrodnictwie.

### Prace budowlane w Niniwie i jej okolicach
Liczne teksty Sennacheryba opisują rozbudowę Niniwy, miasta, które z rozkazu tego króla przekształcone zostało w jedną z wiodących metropolii imperium asyryjskiego. Prace budowlane rozpoczęły się tu niemal natychmiast po przejęciu przez niego tronu, a siłę roboczą stanowili jeńcy wojenni, wśród których byli Chaldejczycy, Aramejczycy, Mannejczycy, mieszkańcy Que, Hilakku (Cylicji), miast filistyńskich i Tyru.
Inskrypcje z lat 699–691 p.n.e. upamiętniają jedno z najbardziej ambitnych przedsięwzięć Sennacheryba – wzniesienie murów Niniwy. Sam król twierdzi w nich, że w chwili objęcia przez niego władzy obwód miasta wynosił 9,300 łokci i że żaden z wcześniejszych władców nie wybudował w nim ani wewnętrznego ani zewnętrznego muru obronnego. Chwali się następnie tym, iż to z jego rozkazu powiększono obwód miasta o 12,515 łokci, wydłużając tym samym długość murów miejskich do 21,815 łokci, i że to właśnie on rozkazał otoczyć Niniwę podwójnym murem obronnym, składającym się z muru wewnętrznego i muru zewnętrznego. Głównym murem obronnym był wielki mur wewnętrzny, zwany Badnigalbilukuraszuszu („Mur, którego blask obezwładnia wrogów”), wzniesiony na wapiennych fundamentach, wysoki na 180 (później 200) warstw cegieł i szeroki na 40 cegieł. Wykopaliska w pobliżu Bramy Szamasza i Bramy Ea ujawniły, że mur ten był szeroki na ok. 15-16 metrów, co zdaje się odpowiadać podanej w tekstach szerokości 40 cegieł, natomiast jego wysokość szacowana jest na ok. 25 metrów. Z kolei kamienny mur zewnętrzny, zwany Badnigerimhuluha („Mur, który zastrasza wrogów”), był szeroki na ok. 11 metrów i wysoki na ok. 4,5 metra. Kolejną linię obrony stanowiła wykopana przed murami fosa, którą – zgodnie z datowanymi na ok. 693–691 r. p.n.e. inskrypcjami – Sennacheryb kazał powiększyć do szerokości 100 wielkich łokci. Zgodnie z wczesnymi inskrypcjami Sennacheryba z lat 697–695 p.n.e. w murach obronnych Niniwy znajdować się miało 14 bram, ale w późniejszych inskrypcjach (z 694 r. p.n.e.) jest już mowa o 15 bramach, a w jeszcze późniejszych (z 691 r. p.n.e.) o 18 bramach, co wskazuje, że z czasem mury miejskie były coraz bardziej rozbudowywane. W swej ostatecznej formie Niniwa posiadała więc 18 monumentalnych bram, na które składało się „8 bram skierowanych w stronę wschodu słońca, na południe i wschód” (były to – wyliczając w kierunku przeciwnym do ruchu wskazówek zegara – bramy: Brama Handuru, Brama Aszura, Brama Sennacheryba, Brama Szamasza, Brama Mullissu, Brama schodkowa, Brama Szibaniba i Brama Halahhu) oraz „10 bram skierowanych na północ i zachód” (były to – wyliczając w kierunku przeciwnym do ruchu wskazówek zegara – bramy: Brama Adada, Brama Nergala, Brama Sina, Brama Ea (Mašqû), Brama schodkowa pałacu, Brama schodkowa ogrodów, Brama nadbrzeżna, Brama schodkowa arsenału, Brama Barhalzi i Brama pustynna). Przebieg murów obronnych Niniwy widoczny jest do dziś, bądź w formie pasa wysokich wzgórz, bądź w formie murów zrekonstruowanych współcześnie. Niektóre z bram, po przebadaniu, też zostały zrekonstruowane.
Niniwa w chwili objęcia władzy przez Sennacheryba była małym miastem z chaotyczną zabudową i labiryntem ciemnych, wąskich uliczek. Król chwali się w swych inskrypcjach, że powiększył place i poszerzył ulice Niniwy, rozjaśniając tym samym całe miasto. W ramach przebudowy dolnego miasta wybudował on szeroką na 52 łokcie drogę królewską, która przebiegała przez całe miasto. Droga ta najprawdopodobniej zaczynała się w Bramie Aszura (stanowiącej część południowych murów miejskich) i stamtąd biegła na północ, obok arsenału i cytadeli, aż do Bramy Sina (znanej wcześniej pod nazwą Bramy ogrodów), znajdującej się w zachodnim krańcu północnych murów miejskich. Chcąc zapobiec stopniowemu zabudowywaniu drogi królewskiej Sennacheryb rozkazał ustawić po obu jej stronach rzeźbione stele. Wiadomo również, iż nakazał on wybudować mosty przez przepływającą przez Niniwę rzekę Husur (wsp. rzeka Khosr). Pierwszy z nich, wyłożony płytami wapiennymi, znajdował się naprzeciw bramy cytadeli i ułatwiał dostęp do cytadeli z dolnego miasta od strony południowo-wschodniej, gdzie rzeka Husur oddzielała cytadelę od drogi królewskiej. Drugi most został zbudowany bardziej na wschód, ale jego dokładne położenie nie zostało wskazane w tekstach.
| Jedna ze stel Sennacheryba flankujących drogę królewską w Niniwie | Jedna ze stel Sennacheryba flankujących drogę królewską w Niniwie |
| ----------------------------------------------------------------- | --- |
|                                                                   | Kamienna stela, wysoka na 104 cm i szeroka na 63 cm, jedna z trzech zachowanych do dziś stel Sennacheryba, które flankowały niegdyś obie strony drogi królewskiej wybudowanej przez niego w Niniwie. Stelę na zdjęciu odnalazł w roku 1888/89 E.A.W. Budge w trakcie prac wykopaliskowych w Niniwie w rejonie na południowy wschód od wzgórza Nebi Junus. Obecnie znajduje się ona w zbiorach Muzeum Archeologicznego w Stambule (EŞ 1). Druga stela, którą w 1848 roku odnalazł w Niniwie u podnóża wzgórza Kujundżyk H.J. Ross, trafiła do zbiorów Muzeum Brytyjskiego w Londynie (BM 124800). Trzecia stela, odnaleziona w lipcu 1999 roku przez rolnika w Niniwie w rejonie na południowy wschód od wzgórza Nebi Junus, znajduje się obecnie w zbiorach Muzeum Narodowego Iraku. Na przedniej stronie wszystkich stel, w ich górnej części, znajduje się przedstawienie Sennacheryba modlącego się przed symbolami boskimi, natomiast pozostałą część przedniej strony stel zajmuje licząca 27 linijek inskrypcja klinowa. Inskrypcja ta opisuje wybudowanie drogi królewskiej w Niniwie oraz wzniesienie flankujących ją po obu stronach stel wyznaczających jej granicę. Zawiera ona również ostrzeżenie, że każdy, kto wybuduje dom wkraczający swym obwodem na drogę królewską, zostanie ukarany śmiercią. Fragment inskrypcji poświęcony bezpośrednio drodze królewskiej i stelom brzmi następująco: „W tym czasie powiększyłem Niniwę, me królewskie miasto. Poszerzyłem jej ulice na potrzeby drogi królewskiej i uczyniłem (miasto) jasnym jak dzień. (...) Aby w przyszłości droga królewska nie uległa zwężeniu, kazałem wykonać stele, które stanęły po obu stronach (drogi), naprzeciw siebie. Ustaliłem szerokość drogi królewskiej, aż do Bramy Ogrodów, na 52 wielkie łokcie. Jeżeli ktokolwiek z mieszkańców żyjących w tym mieście zburzy swój stary dom i wzniesie nowy, którego fundamenty znajdą się na królewskiej drodze, zostanie powieszony na palu przed swym domem” |

Kolejnym ambitnym projektem budowlanym Sennacheryba w Niniwie było wzniesienie na cytadeli wielkiego pałacu. Postęp prac przy jego budowie prześledzić można w datowanych na lata 702–691 p.n.e. tekstach zapisanych na glinianych cylindrach, glinianych graniastosłupach i kamiennych posągach. Pałac ten, któremu Sennacheryb nadał ceremonialną, sumeryjską nazwę E-galzagdinutukua („Pałac niemający rywala”), został tylko częściowo przebadany. Jego pozostałości znajdują się na wzgórzu Kujundżyk, większym z dwóch wzgórz znajdujących się obecnie na stanowisku archeologicznym Niniwa. We współczesnych opracowaniach naukowych znany jest on pod nazwą Pałacu Południowo-zachodniego, jako że wzniesiony został w południowo-zachodniej części cytadeli. Chcąc zbudować swój pałac Sennacheryb zburzył istniejący już w tym miejscu stary pałac i zmienił bieg rzeki Tebilti, która zalewała ten teren. Na kamiennych fundamentach wzniesiony został następnie masywny taras ze 190 warstw cegieł mułowych. Na nim dopiero zaczęto budować sam pałac, który bogato ozdobiono różnymi rodzajami egzotycznego drewna, kamieni, metali i kości słoniowej. Do zadaszenia użyto belek z cedrów i cyprysów sprowadzonych z gór Liban i Sirara. W bramach wstawiono wysokie drzwi wzmacniane metalowymi pasami. Niektóre z komnat ozdobione zostały glazurowanymi cegłami. Sennacheryb, podobnie jak jego poprzednicy, rozkazał umieścić w głównych wejściach swego pałacu monumentalne, apotropaiczne posągi, a ściany wielu pomieszczeń i korytarzy kazał wyłożyć rzeźbionymi kamiennymi płytami, z których wiele odnaleziono w trakcie wykopalisk w połowie XIX wieku. W swych inskrypcjach chwali się również, iż udało mu się udoskonalić pewną technikę metalurgiczną, dzięki której mógł odlewać z brązu i miedzi monumentalne posągi. W sumie umieścić miał on w bramach swego pałacu 12 posągów byków z miedzi, 2 posągi byków z alabastru i 72 posągi byków i sfinksów z białego wapienia. Niezwykłym elementem pałacu opisanym w tekstach był zapożyczony z pałaców hetyckich portyk kolumnowy, zwany bīt appāte (lub bīt ḫilāni w „języku amoryckim”). Składał się on z 12 posągów lwów z brązu, które służyły za podstawę 4 kolumn z cedru i 2 kolumn z miedzi. Z tekstów wiadomo o innych 22 posągach sfinksów z miedzi i 10 posągach sfinksów z alabastru służących za podstawy drewnianych kolumn wykładanych metalem, ale ich dokładna lokalizacja w pałacu nie jest znana. Prace wykończeniowe w pałacu trwały najprawdopodobniej w latach 694–691 p.n.e. W 694 r. p.n.e. (ostateczne?) rozmiary pałacu wynosić miały 914x440 łokci (ok. 503x242 m). W 691 r. p.n.e. Sennacheryb ogłosił, że prace przy pałacu E-galzagdinutukua zostały ukończone.
W pobliżu pałacu Sennacheryb utworzył duży ogród, w którym zasadził różne rodzaje drzew: „Zasadziłem obok niego (tj. pałacu) ogród botaniczny, replikę góry Amanus, który ma wszystkie rodzaje roślin aromatycznych (i) drzewek owocowych. Drzewa, które utrzymują (przy życiu) góry i Chaldeę, razem z drzewami bawełnianymi (dosł. drzewami dającymi wełnę) zebrałem w jego wnętrzu”. Odnowił on też szereg świątyń znajdujących się na cytadeli, w tym świątynie Sina, Ningal, Szamasza, Aji oraz „Pani Niniwy”, czyli Isztar (Mullissu). Sennacheryb zlecić mógł również budowę drugiego pałacu w północno-wschodniej części cytadeli, na północ od świątyń. O budowie tego pałacu milczą wprawdzie jego inskrypcje, ale dwa teksty jego wnuka Aszurbanipala stwierdzają, iż Sennacheryb wznieść miał na cytadeli „Dom sukcesji” (bīt redûti), królewską rezydencję. Budowla ta, z której Aszurbanipal uczynił swój pałac, znana jest obecnie pod nazwą Pałacu Północnego, gdyż jej pozostałości odnaleziono w północnej części wzgórza Kujundżyk. Prace budowlane Sennacheryba na cytadeli objęły również jej mury obronne – król ten miał wzmocnić wapieniem ich podstawę oraz podwyższyć je, czyniąc ich szczyt „wysokim jak góra”.
Po ukończeniu „Pałacu niemającego rywala” (lub wkrótce przed tym, jak prace przy tym pałacu zostały ukończone) Sennacheryb zaczął przebudowywać i powiększać arsenał, gdzie trzymano sprzęt wojskowy i zwierzęta. Budowla ta, zwana w jego inskrypcjach „Tylnym pałacem” (ekal kutalli) lub „Pałacem przeglądów wojskowych” (ekal māšarti), znajdowała się na mniejszej cytadeli w Niniwie, leżącej na południe od głównej cytadeli, przy zachodnich murach miejskich. Miejsce to, znajdujące się obecnie na mniejszym wzgórzu zwanym Nebi Junus, zostało jedynie częściowo przebadane archeologicznie, gdyż stoi na nim ważne muzułmańskie sanktuarium, w którym – według tradycji – pochowany miał zostać prorok Jonasz. Sennacheryb rozpoczął tu swe prace budowlane najprawdopodobniej w 691 r. p.n.e. i trwały one co najmniej do 688 lub 687 r. p.n.e. Na początku rozkazał on zburzyć istniejący tu już arsenał, który według niego miał być zbyt mały, źle zaprojektowany i zaniedbany. Następnie, na wysokim ceglanym tarasie, wzniesiono nowy „Tylny pałac”, który posiadał dwa skrzydła: jedno w stylu syryjskim i drugie w stylu asyryjskim. W arsenale, poza wojskowymi kwaterami i magazynami, znajdował się też wielki brukowany dziedziniec, gdzie szkolono konie i inne zwierzęta. Na dziedzińcu tym Sennacheryb nakazał dodatkowo wznieść specjalną, zadaszoną konstrukcję, wspartą ma czterech miedzianych kolumnach – najprawdopodobniej to właśnie w tym miejscu król siedział w trakcie przeglądu oddziałów, zwierząt, trybutu czy jeńców. W części pałacowej arsenału mieściły się apartamenty królewskie i sala tronowa. W bramach ustawione zostały monumentalne posągi byków wykonane z białego wapienia, a posągi sfinksów stanowiły podstawę kolumn z pni cedrów.
Innym projektem budowlanym Sennacheryba, znanym z jego inskrypcji umieszczonych na cegłach, było wzniesienie w Niniwie rezydencji dla jego syna, księcia Aszur-szumu-uszabszi. Pozostałości tej budowli zlokalizowano w pobliżu murów miejskich, ok. 500 metrów na północ od wzgórza Kujundżyk. Z kolei według datowanej na 690 r. p.n.e. fragmentarycznie zachowanej inskrypcji odnalezionej w Bramie Nergala w Niniwie Sennacheryb zbudować miał również dom akītu, najprawdopodobniej dla Aszura i Isztar (imiona bóstw nie zachowały się). Budowla ta, nosząca ceremonialną, sumeryjską nazwę E-szahulezenzagmukam („Dom radości i szczęścia ze święta Nowego Roku”), wzniesiona została na północ od Bramy Nergala. W planach Sennacheryba miała ona zastąpić już istniejący dom akītu, który po wybudowaniu nowych murów obronnych znalazł się wewnątrz Niniwy. Możliwe, iż projekt ten został porzucony przed jego ukończeniem, gdyż Sennacheryb, wkrótce po zniszczeniu Babilonu w 689 r. p.n.e., postanowił wznieść nowy dom akītu dla boga Aszura na przedmieściach miasta Aszur. To by wyjaśniało, czemu Aszurbanipal, wnuk Sennacheryba, przebudował w Niniwie oryginalny, pierwotny dom akītu, a nie E-szahulezenzagmukam.
W celu zwiększenia corocznych plonów z regionu Niniwy Sennacheryb przeprowadził szereg wielkich projektów kultywacyjnych i irygacyjnych, tworząc nowe parki, ogrody i pola uprawne wraz z siecią kanałów do ich nawadniania. Jednym z takich projektów, przeprowadzonym już na początku jego rządów (ok. 702–700 p.n.e.), było wykopanie wielkiego kanału od miasta Kisiru do rzeki Husur (wsp. rzeka Khosr), dostarczającego wodę na równinę Niniwy. W razie powodzi nadmiar wody odprowadzany był do specjalnie utworzonych ok. 699 r. p.n.e. na wschód od miasta mokradeł. Obszar ten wypełniony został florą i fauną pochodzącą z terenów bagiennych w Babilonii oraz zasiedlony migrującymi ptakami (np. czaplami), dzikimi świniami, jeleniami i innymi zwierzętami. Z czasem, gdy w mieście tym i jego okolicach tworzyć zaczęto coraz to nowe parki i ogrody, dotychczasowe zaopatrzenie w wodę stało się niewystarczające i dlatego Sennacheryb w okresie pomiędzy 700 a 694 r. p.n.e. rozkazał wykopać szesnaście nowych kanałów, które dostarczać miały do stolicy wodę ze źródeł górskich leżących na północny wschód od Niniwy w pobliżu góry Musri. Dodatkowo wykopano trzy nowe kanały do rzeki Husur, dzięki czemu pola na równinie Niniwy mogły być nawadniane przez cały rok.

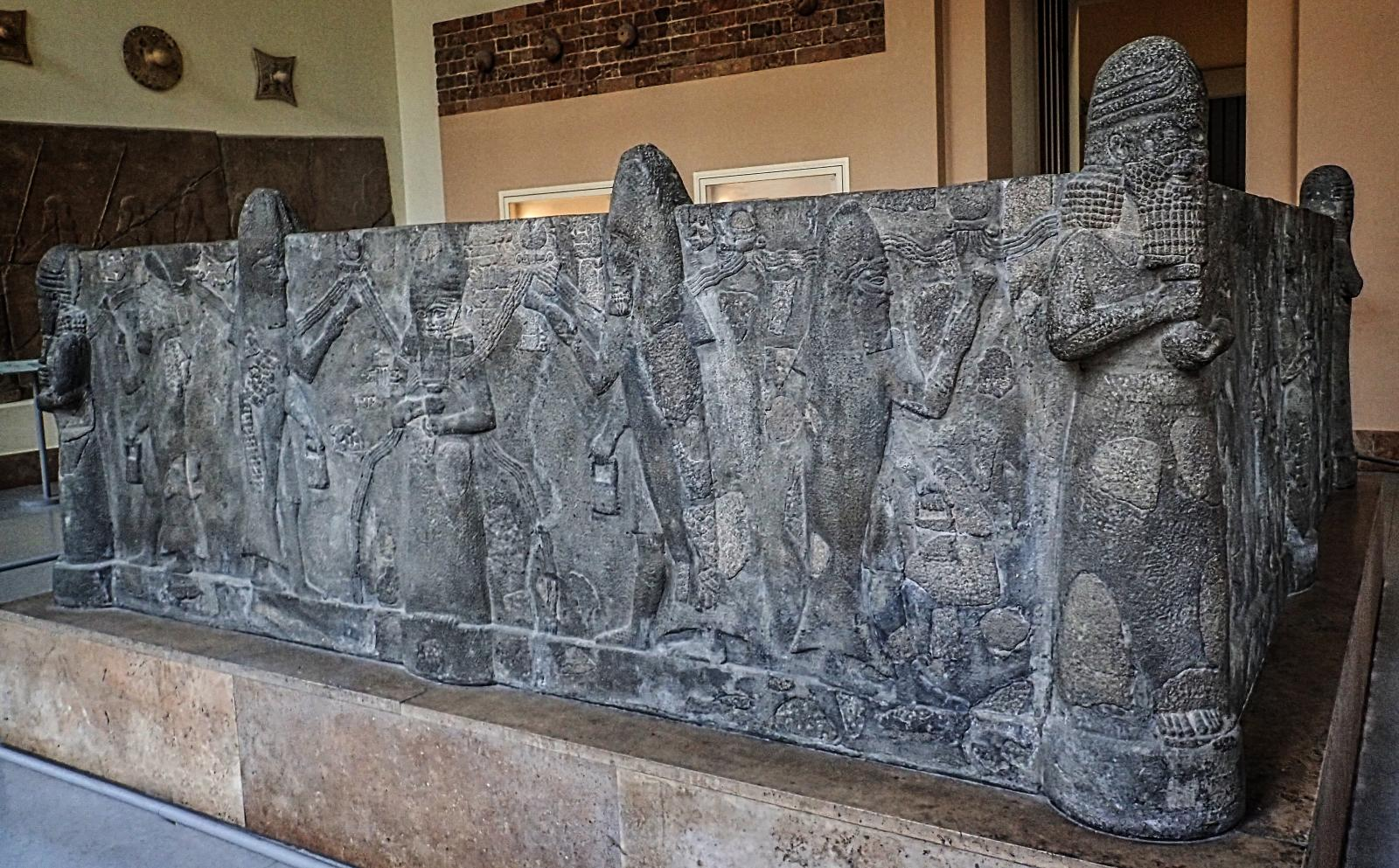
Basen kultowy ze świątyni boga Aszura w mieście Aszur, czasy Sennacheryba; zbiory Muzeum Pergamońskiego w Berlinie (nr inwent. VA Ass 01835)

### Prace budowlane w Aszur
Kolejnym miastem, w którym Sennacheryb prowadził rozległe prace budowlane, było Aszur, religijna stolica Asyrii. W mieście tym skupił się on przede wszystkim na dwóch projektach: przebudowie E-szary, kompleksu świątynnego boga Aszura oraz wzniesieniu nowego domu akītu poza zachodnimi murami miejskimi. Prace budowlane przy obu projektach rozpoczęły się wkrótce po zniszczeniu Babilonu (689 r. p.n.e.). E-szarę z domem akītu połączyła nowa droga procesyjna, również zbudowana na rozkaz Sennacheryba. Król ten przebudował też częściowo Stary Pałac w Aszur (wraz z przylegającą do niego Bramą schodkową) oraz prowadził – jak się wydaje – pewne prace budowlane przy podwójnej świątyni bogów Sina i Szamasza oraz murach i bramach miejskich. Dodatkowo wzniósł jeszcze w Aszur swój grobowiec, rezydencje dla dwóch swoich synów oraz świątynię (lub sanktuarium) dla boga Zababy.
Po zniszczeniu w 689 r. p.n.e. E-sagili, kompleksu świątynnego boga Marduka w Babilonie, Sennacheryb postanowił na jego wzór przebudować E-szarę („Dom wszechświata”), kompleks świątynny boga Aszura w mieście Aszur. Przebudowa ta polegała przede wszystkim na zmianie orientacji wejścia do celli boga Aszura oraz na dobudowaniu do już istniejącej świątyni monumentalnej przybudówki (tzw. Ostanbau) składającej się z szeregu sal i bram skupionych wokół centralnego, wewnętrznego dziedzińca. Cella boga Aszura, zwana E-hursaggalkurkurra („Dom wielkiej góry krajów”), znajdowała się w północno-wschodnim końcu świątyni i tradycyjnie dostać się można było do niej przechodząc przez główny wewnętrzny dziedziniec świątyni i przedsionek. Sennacheryb uważał jednak, iż wejście do celli boga Aszura zostało błędnie zorientowane i dlatego postanowił zastąpić istniejące już wejście do celli od strony południowej nowym wejściem od strony wschodniej, które nazwał „Bramą królewską” (bāb šarrūti). Przed wejściem tym znajdował się mały przedsionek, który identyfikować najprawdopodobniej należy z opisaną w inskrypcjach Sennacheryba budowlą o nazwie bīt šuḫūri (też E-hursaggula, „Dom – wielka góra”). Posiadała ona własną, bogato zdobioną bramę, zwaną „Bramą drogi gwiazd Enlila” (bāb ḫarrān šūt Enlil), która wychodziła najprawdopodobniej na wewnętrzny dziedziniec przybudówki Ostanbau. Dziedziniec ten, zwany „Dziedzińcem rzędu postumentów dla bogów Igigu” (kisal sidir manzāz Igīgī), z każdej strony otoczony był ścianami, w których znajdowały się podwójne bramy (wewnętrzna i zewnętrzna). Od strony północno-zachodniej dziedzińca, wbudowane w ściany pierwotnej świątyni, zlokalizowane były wspomniane już wyżej „Brama królewska” i „Brama drogi gwiazd Enlila”, które umożliwiały dostęp do celli boga Aszura. Od strony północno-wschodniej, południowo-zachodniej i południowo-wschodniej dziedzińca, wbudowane w ściany Ostanbau, najprawdopodobniej znajdowały się następujące bramy: od strony północno-wschodniej, zwrócone na północ – „Brama podestu losów” (bāb parak šīmāte) i „Brama gwiazdozbioru Wielkiej Niedźwiedzicy” (bāb ereqqi); od strony południowo-zachodniej, zwrócone na południe – „Brama obfitości kraju” (bāb ḫiṣib māti) i „Brama Kamsu-Igigu” (bāb kamsū Igīgī); od strony południowo-wschodniej, zwrócone na wschód, w kierunku rzeki Tygrys – „Brama wejścia bogów Igigu” (bāb nēreb Igīgī) i „Brama firmamentu” (bāb burūmē). We wschodnim rogu dziedzińca Ostanbau Sennacheryb umieścił wielki, bogato rzeźbiony basen kultowy, a obok kazał wykopać studnię.

„Sennacheryb, król świata, król Asyrii, twórca podobizn (boga) Aszura i wielkich bogów: przy użyciu wapienia, kamienia z gór, wzniosłem dom akītu wysoko jak górę, od jego fundamentów (aż) do krenelaży”

Ważnym elementem reform religijnych Sennacheryba, przeprowadzonych przez niego po 689 r. p.n.e., było zbudowanie poza zachodnimi murami miasta Aszur nowego domu akītu. Pewna inskrypcja zapisana na kamiennej tablicy zdaje się sugerować, że pierwotny dom akītu, wzniesiony niegdyś poza murami Aszur, był już od dawna porzucony i zapomniany, a wszystkie ceremonie religijne związane z obchodami święta Nowego Roku przeprowadzane były wewnątrz miasta. Budowa nowej świątyni nie była prosta: badania archeologiczne pokazały, że w trakcie prac budowlanych postanowiono zmienić jej projekt i wznieść ją ponownie na nieco innym planie. Zbudowany w całości z bloków kamiennych gotowy dom akītu otrzymał ceremonialną sumeryjską nazwę E-abbaugga („Dom, w którym Tiamat jest uśmiercana”). Zgodnie z relacją Sennacheryba mieszkańcy Dilmunu, którzy wzięli udział w zniszczeniu Babilonu, mieli pomóc mu w umieszczeniu gruzów zabranych z tego miasta wewnątrz wzniesionego przez niego domu akītu. W fundamentach tej budowli złożono również bogate dary audiencyjne, które Sennacheryb otrzymał od Karib-ila, króla królestwa Saba. Sam dom akītu otoczony został bujnymi, dobrze nawadnianymi ogrodami i sadami owocowymi, a wyłożona płytami kamiennymi droga procesyjna połączyła go z odnowioną świątynią boga Aszura. W głównym wejściu do domu akītu Sennacheryb nakazał zawiesić bogato zdobione drzwi z brązu, które odlano przy wykorzystaniu nowej techniki metalurgicznej. Na bramie tej ukazano epicką bitwę, mającą przedstawiać scenę z asyryjskiej wersji eposu Enūma eliš. Najważniejsze miejsce zajmować miał na niej bóg Aszur, jadący wraz z bogiem Amurru rydwanem i wznoszący swój łuk. Towarzyszyć mu miał cały szereg innych bogów i bogiń, przedstawionych pieszo lub w rydwanach. W swych tekstach Sennacheryb często nazywa siebie „tym, który wykonał podobizny” (ēpiš ṣalam) różnych bogów, co odnosić się może właśnie do ich wizerunków widniejących na bramie, choć chodzić tu też może o posągi bogów i bogiń uczestniczących w święcie akītu.
Zgodnie ze wzmiankami w inskrypcjach na blokach kamiennych oraz wzmiankami w tekstach dwóch nadań królewskich Sennacheryb zbudować miał w Aszur świątynię dla boga Zababy. Świątynia ta albo była częścią kompleksu świątynnego boga Aszura, albo też stała osobno w pobliżu tego kompleksu. Pewne przesłanki archeologiczne zdają się też świadczyć o tym, iż król ten prowadził prace budowlane przy podwójnej świątyni bogów Sina i Szamasza. Znany jest też tekst z mocno uszkodzonego ośmiobocznego glinianego graniastosłupa, który zdaje się opisywać prace Sennacheryba przy murach i bramach miasta Aszur. Z kolei zgodnie z tekstem z innego mocno uszkodzonego ośmiobocznego graniastosłupa władca ten odrestaurować miał najważniejszą część Starego Pałacu w Aszur – salę kummu wraz z jej cellą (kiṣṣu). Pomieszczenia te zostały kompletnie przebudowane, zadaszone belkami z pni cedrowych sprowadzonych z góry Amanus, a w ich wejściach zawieszono nowe drzwi z drewna cedrowego obite metalowymi pasami. Inskrypcje Sennacheryba zapisane na kamiennych blokach i cegłach opisują też jego prace przy przyległej do Starego Pałacu Bramie schodkowej (mušlālu). Król ten twierdzi, iż wzmocnił jej fundamenty wapiennymi blokami oraz uczynił ją „tak wysoką jak góra”. Jeszcze za swojego życia Sennacheryb rozkazał zbudować dla siebie w Aszur grobowiec królewski. Wzorem innych królewskich grobowców w Aszur również i jego grobowiec, nazywany przez niego „Pałacem odpoczynku” (ekal tapšuḫti) i „Pałacem snu” (ekal ṣalāli), znajdował się najprawdopodobniej pod Starym Pałacem. Dokładna lokalizacja tego grobowca nie jest znana, co częściowo może wynikać z faktu, iż w okresie późniejszym został on celowo zniszczony. Nie wiadomo jednak, czy Sennacheryb po swej śmierci został w nim pochowany. W Aszur Sennacheryb rozkazał też wznieść rezydencje dla dwóch swych synów. Rezydencja dla Aszur-nadin-szumi, której lokalizacja jest nieznana, musiała być gotowa jeszcze przed 700 r. p.n.e., gdyż w tym to właŝnie roku książę ten wyznaczony został przez ojca na króla Babilonii. Druga rezydencja, zbudowana dla księcia Aszur-ili-muballissu, znajdowała się w pobliżu muru miejskiego w południowo-wschodniej części Aszur.

„Sennacheryb, wielki król, król świata, król Asyrii, kazał (wewnętrzny) mur i zewnętrzny mur miasta Kilizu zbudować od nowa i wzniósł (je) wysoko jak góry”

### Prace budowlane w innych miastach asyryjskich
Jednym z najwcześniejszych projektów budowlanych Sennacheryba, przeprowadzonym być może w związku z tragiczną śmiercią jego ojca Sargona II, była odbudowa E-gallammes („Pałac – wojownik świata podziemnego”), świątyni Nergala, boga świata podziemnego w Tarbisu (wsp. Sherif Khan). Prace te upamiętniają inskrypcje na dwóch cylindrach glinianych (datowane na ok. 702 r. p.n.e.) i inne, krótsze inskrypcje. Zgodnie z nimi Sennacheryb miał zburzyć rozpadający się już budynek aż do jego fundamentów, a następnie wznieść w jego miejscu bardziej okazałą świątynię na wielkim tarasie o powierzchni 200 × 100 łokci (ok. 110 × 55 metrów). Po zakończeniu prac budowlanych w trakcie uroczystej ceremonii posąg boga Nergala wprowadzony został z powrotem do jego świątyni. Inskrypcje Sennacheryba umieszczone na cegłach i kamiennych płytach pochodzących z Kilizu (wsp. Qaṣr Šemāmok) wspominają, iż król ten kazał wznieść mury obronne tego miasta. Żadna z zachowanych inskrypcji Sennacheryba nie mówi wprawdzie o jego pracach budowlanych w Kalhu, ale inskrypcja umieszczona na glinianym graniastosłupie jego wnuka Aszurbanipala, upamiętniająca prace budowlane tego władcy przy E-zidzie, świątyni boga Nabu w Kalhu, zdaje się sugerować, że również Sennacheryb prowadzić mógł przy tej świątyni pewne prace renowacyjne. Cegły z krótkimi inskrypcjami Sennacheryba znaleziono na różnych asyryjskich stanowiskach, takich jak Tell Billa (Szibaniba), Tell Jarah, Beisan czy Tulul al-Lak, co może wskazywać, iż również tam prowadzić on mógł jakieś prace budowlane.

### Prace budowlane w Babilonii
Zgodnie z inskrypcją Sennacheryba opisującą jego kampanię przeciw Babilonii (691/690 r. p.n.e.) król ten stanąć miał obozem w wyludnionym i podupadłym mieście Sur-marrati (najprawdopodobniej wsp. Samarra), leżącym na wschodnim brzegu Tygrysu, mniej więcej w połowie drogi pomiędzy Aszur i Babilonem. Przebywając w Sur-marrati rozkazał on powiększyć to miasto, odbudować jego mury obronne, przesiedlić tu dodatkową ludność, a na otaczających miasto łąkach założyć parki i ogrody. Była to najprawdopodobniej decyzja strategiczna: Sur-marrati mogło stanowić przeszkodę dla każdej babilońskiej czy elamickiej armii maszerującej na północ w kierunku Asyrii. Nic nie wiadomo o przebiegu i skali prac prowadzonych w tym mieście.
W trakcie prac wykopaliskowych w Babilonie odnaleziono szereg płyt z brekcji zapisanych imieniem Sennacheryba, które zdają się wskazywać, że król ten prowadzić mógł w tym mieście jakieś prace budowlane. W okresie późniejszym nowobabiloński król Nabuchodonozor II wykorzystał je ponownie przy budowie drogi procesyjnej, wykładając nimi dziedziniec wiodący do głównej wschodniej bramy okręgu świątynnego z zigguratem. Z tego też powodu przypuszcza się, że pierwotnie, w czasach Sennacheryba, płyty te również stanowić mogły część drogi procesyjnej. Jako że Babilon zniszczony został przez Sennacheryba w 689 r. p.n.e., przypuszcza się, że jego prace przy drodze procesyjnej mogły mieć miejsce albo w czasie jego pierwszych rządów nad Babilonią (704–703 p.n.e.) albo wtedy, gdy na tronie Babilonu zasiadał Bel-ibni lub Aszur-nadin-szumi (702–694 p.n.e.).

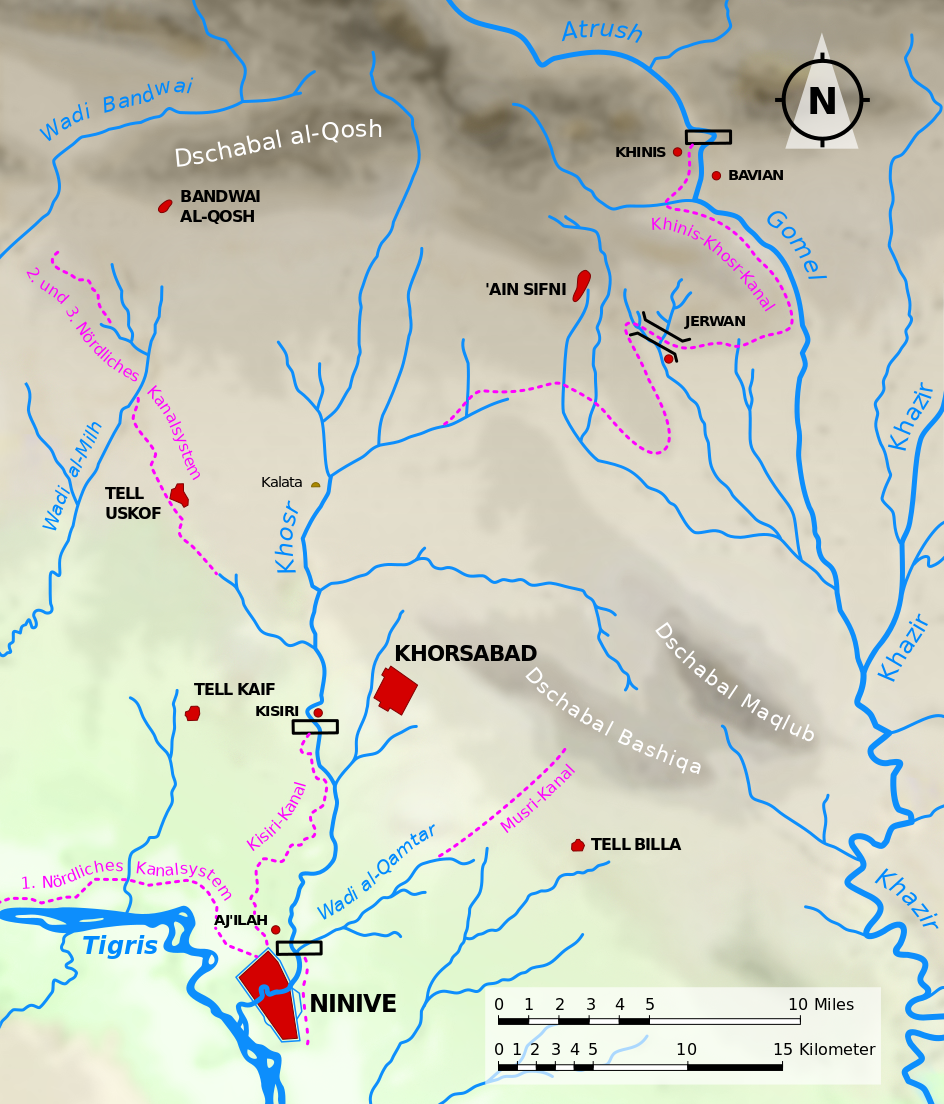
Mapa topograficzna północnej Asyrii, na której zaznaczono bieg rzeki Khosr, lokalizację starożytnych miast oraz system kanałów z czasów Sennacheryba

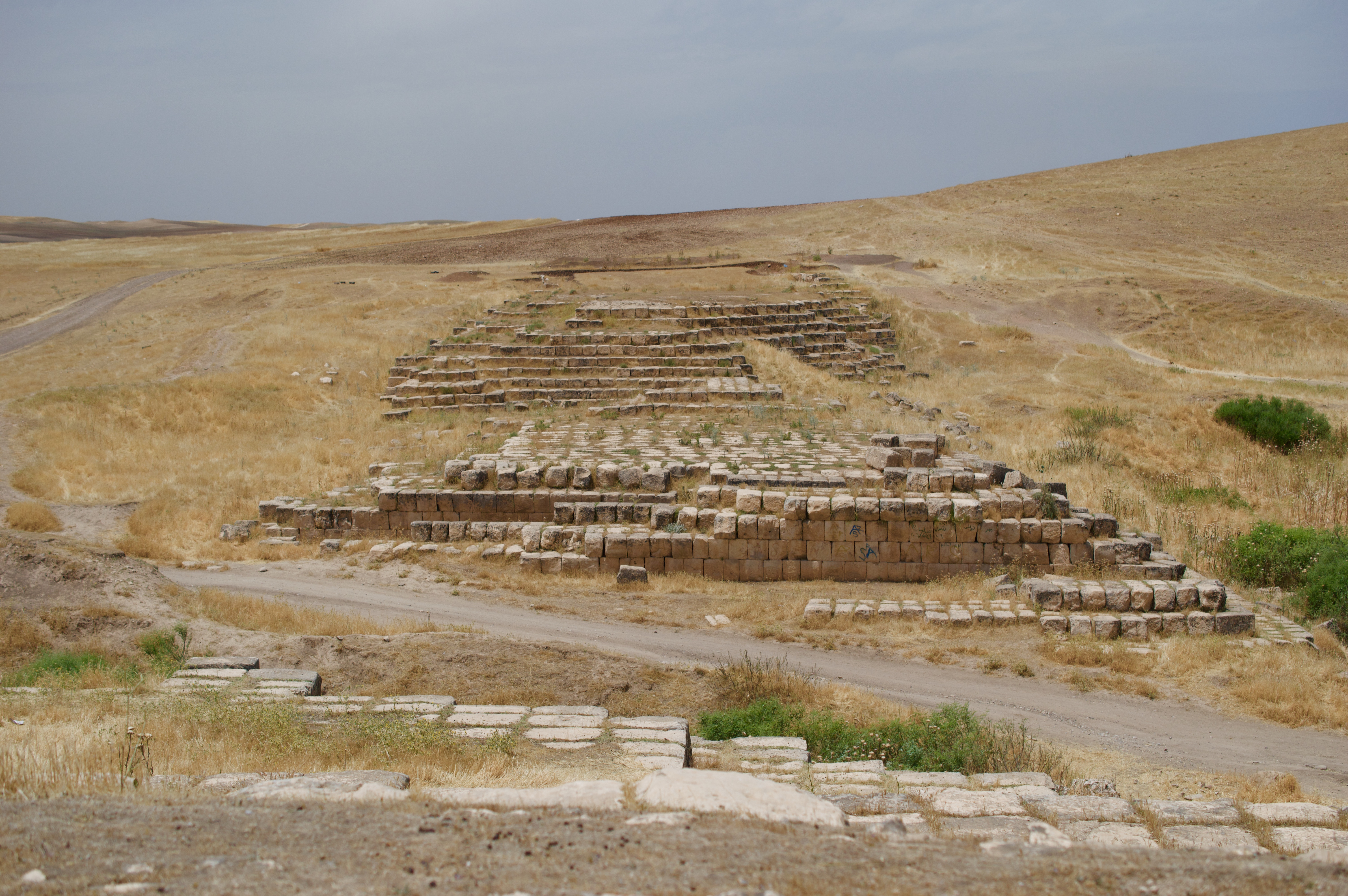
Pozostałości akweduktu Sennacheryba w Jerwan

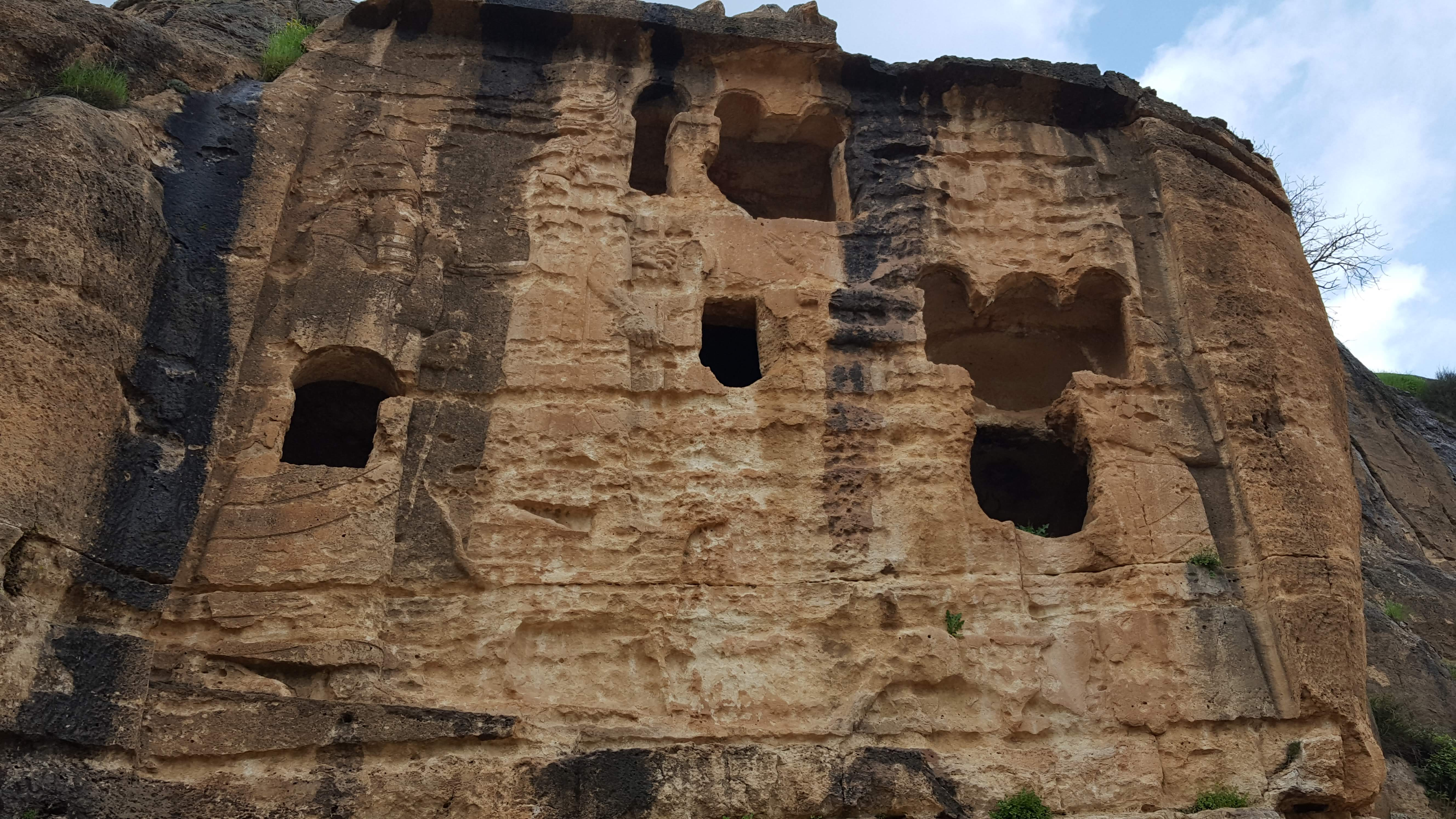
Pozostałości reliefu skalnego Sennacheryba w Khinnis (Bawian)

### Budowa kanałów
Sennacheryb poświęcił dużo czasu i wysiłku tworząc rozległy system kanałów, który miał za zadanie dostarczać wodę nie tylko do jego stolicy w Niniwie, ale też i do innych miast w północnej Asyrii. Już na początku swego panowania (ok. 702–700 r. p.n.e.) kazał on wykopać długi na 1,5 bēru (ok. 13,4 km) kanał od miasta Kisiru aż do rzeki Husur (wsp. Khosr) na równinie Niniwy. W okresie pomiędzy 700 a 694 r. p.n.e., gdy pojawiła się potrzeba stworzenia bardziej rozbudowanego systemu irygacyjnego w Niniwie i jej okolicach, dodatkową wodę pozyskano ze źródeł górskich leżących na północny wschód od stolicy, w pobliżu góry Musri oraz w pobliżu miast Dur-Isztar, Szibaniba i Sulu. Woda z tych źródeł, poprowadzona trzema nowymi kanałami aż do rzeki Husur, uzupełniła wody samej rzeki na tyle, że w rejonie Niniwy można już było nawadniać pola przez cały rok. W latach 691–688 p.n.e. Sennacheryb kazał wykopać szereg dodatkowych kanałów, które miały dostarczać wodę do Niniwy i innych ważnych asyryjskich miast. Wszystkie one najprawdopodobniej były częścią dwóch wielkich systemów kanałów (tzw. system Khinnis i system północny). W inskrypcji wyrytej na skale w Bawian (początek systemu Khinnis) Sennacheryb chwali się, że kazał wykopać osiemnaście kanałów (wliczając kanały z Dur-Isztar, Szibaniby i Sulu), które dostarczały wodę do rzeki Husur, a także kanał Patti-Sennacheryb („Kanał Sennacheryba”), który dostarczał wodę z góry Tas na granicy z Urartu. System Khinnis, którego budowa opisana jest w inskrypcji z Bawian oraz w kilku inskrypcjach z Jerwan, miał ok. 90 kilometrów długości i biegł od wąwozu leżącego na północny wschód od wioski Khinnis, poprzez akwedukt w Jerwan aż do miasta Kisiru. Pierwsze 55 kilometrów kanału musiały być wykopane, ale końcowe 34 kilometry wykorzystywały już naturalne koryto rzeki Husur. Na system północny, którego budowy nie opisują inskrypcje Sennacheryba, składa się szereg pojedynczych kanałów, które w przeszłości tworzyć mogły jeden, oddzielny system – ustalenie połączeń między nimi oraz ich wzajemnej relacji wymaga jednak dodatkowych prac archeologicznych i badań w terenie. System ten sprowadzać mógł wodę z kierunku północno-zachodniego, poprzez rzekę Wadi al-Milh, do Tarbisu i potem do Niniwy. Z jednej z inskrypcji Sennacheryba wiadomo też o systemie kanałów, który dostarczać miał wodę do Arbeli, jednego z głównych centrów kultowych bogini Isztar. Pozostałości prac Sennacheryba przy kanałach widoczne są często do dziś (jak np. ruiny akweduktu w Jerwan).

## Schyłek panowania (po 689 r. p.n.e.)
Bardzo niewiele wiadomo o asyryjskiej polityce zagranicznej w latach 689–681 p.n.e., gdyż milczą na ten temat inskrypcje Sennacheryba, a inne, nieliczne źródła, nie podają zbyt wielu informacji. Wydaje się, iż po okresie nieustannych wojen, był to okres relatywnego spokoju. Delegacje z odległych krain przybywały do Asyrii, przywożąc trybut i dary – wśród nich byli np. wysłannicy Sabejczyków, którzy przywieźli Sennacherybowi przyprawy i drogocenne kamienie. Niektóre z tych kamieni, inskrybowane krótkimi tekstami klinowymi, znaleziono w Niniwie. Południowa Mezopotamia wciąż najprawdopodobniej była źródłem niepokojów, gdyż, zgodnie z inskrypcjami Asarhaddona, Sennacheryb miał tam wyznaczyć jako gubernatora Kraju Nadmorskiego niejakiego Nabu-zer-kitti-liszira, syna Marduk-apla-iddiny. W Niniwie odnaleziono drogocenny kamień, który zgodnie z umieszczoną na nim inskrypcją klinową miał być darem audiencyjnym Nabu-zer-kitti-liszira dla Sennacheryba.

## Kwestia sukcesji i zabójstwo Sennacheryba
Podczas gdy żaden z zewnętrznych wrogów nie był w stanie zagrozić hegemonii Asyrii, sytuacja wewnętrzna w tym państwie pod koniec panowania Sennacheryba stawała się coraz bardziej niestabilna. Głównym źródłem problemów była kwestia sukcesji, która doprowadziła do podziałów wśród książąt i konfliktów na dworze królewskim. Nie wiadomo dokładnie kogo Sennacheryb wyznaczył na pierwszego następcę tronu. Mógł nim być jego najstarszy (lub najstarszy żyjący w 705 r. p.n.e.) syn Aszur-nadin-szumi zakładając, że osadzenie go na tronie babilońskim służyć miało jedynie przygotowaniu go do przyszłego objęcia tronu asyryjskiego. Bardziej prawdopodobne wydaje się jednak, iż synem oficjalnie wyznaczonym na następcę tronu był Arda-Mulissi. Niezależnie od tego, czy było tak czy nie, pewnym jest, iż Arda-Mulissi spodziewał się zostać następcą Sennacheryba. Tym większy musiał być więc dla niego szok, gdy w 683 r. p.n.e. (lub nieco wcześniej) to jego młodszy brat, Asarhaddon, wyznaczony został oficjalnie na następcę tronu i wprowadzony do „domu sukcesji” (bēt redûti). Nie wiadomo nic o motywach, które skłoniły Sennacheryba do podjęcia takiej, a nie innej decyzji, choć przypuszcza się, że duży wpływ na jego decyzję musiała mieć Naqi’a, matka Asarhaddona. Mieszkańcy Asyrii, w tym członkowie rodziny królewskiej, zmuszeni zostali do złożenia przysięgi wierności na rzecz nowo wybranego następcy tronu. O przysiędze tej wzmiankują inskrypcje Asarhaddona, a jej treść jest znana z trzech fragmentów odnalezionych w Aszur. Złożenie przysięgi nie powstrzymało jednak starszych synów Sennacheryba przed konspirowaniem przeciw Asarhaddonowi, co doprowadziło w końcu do jego ucieczki z Asyrii. Pomimo wysoce wybuchowej i napiętej sytuacji na dworze Sennacheryb pozostał niewzruszony i nie zmienił swych planów dotyczących sukcesji, a twierdzenie Asarhaddona z jednej z jego inskrypcji, iż pomimo swej ucieczki z Asyrii wciąż pozostał on prawowitym następcą tronu, wydaje się być prawdziwe.

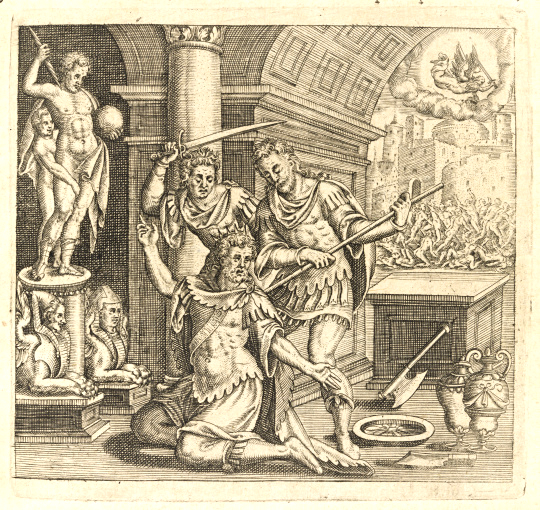
Zabójstwo Sennacheryba, miedzioryt Théodore de Bry, opublikowany w Theatrum vitae humanae Jean-Jacques Boissarda (1596)

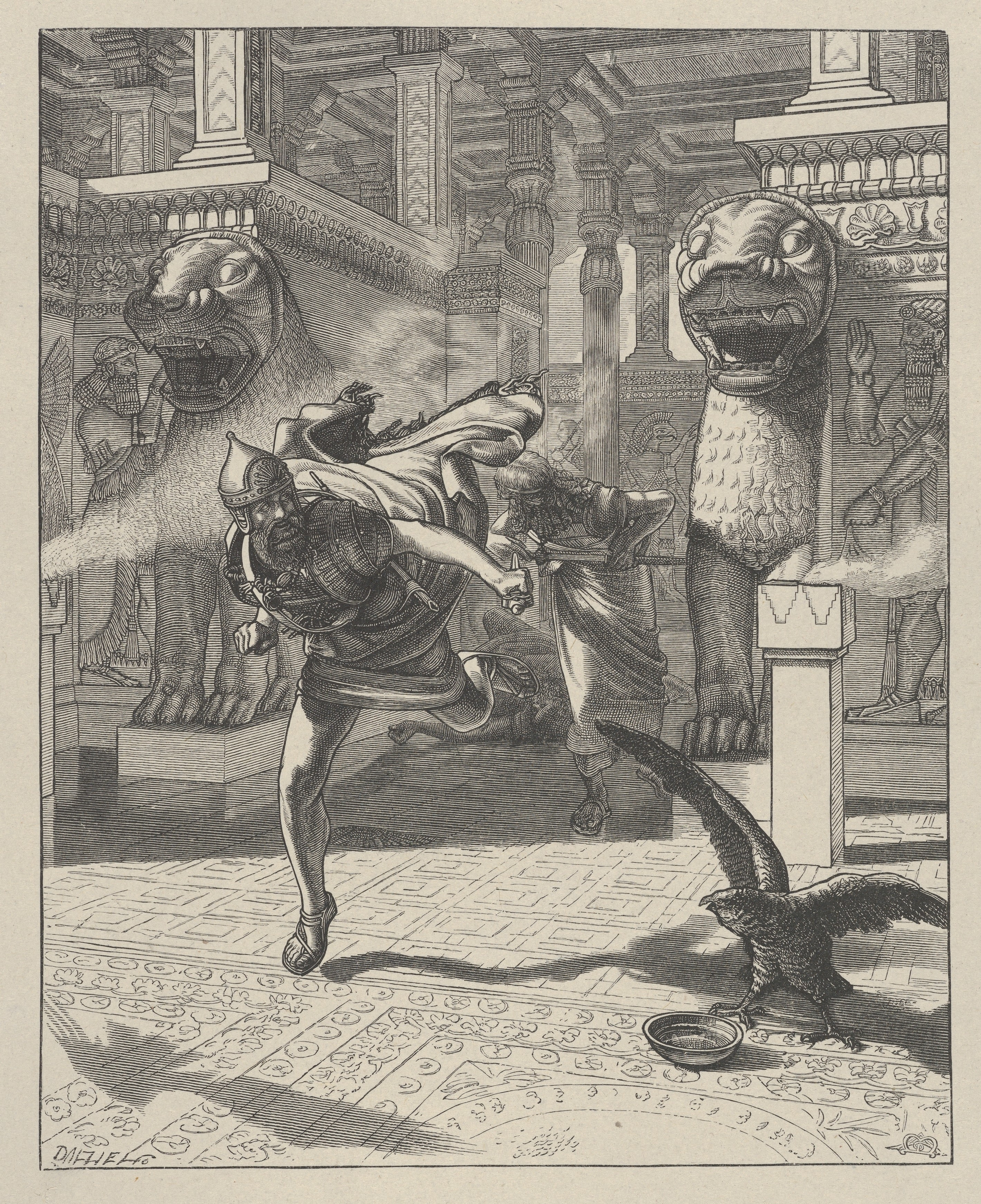
The Flight of Adrammelech („Ucieczka Adramelka”), drzeworyt Arthura Murcha z Dalziel’s Bible Gallery (1881)

20 dnia miesiąca țebētu (październik) 681 roku p.n.e., pod koniec dwudziestego czwartego roku swego panowania, liczący ponad sześćdziesiąt lat Sennacheryb został zamordowany, a wkrótce potem na tronie asyryjskim zasiadł jego syn Asarhaddon. Tożsamość mordercy lub morderców nie jest pewna, a okoliczności tego zabójstwa pozostają jedną z wielkich tajemnic starożytności. Morderstwo Sennacheryba odbiło się szerokim echem wśród ludów starożytnego Bliskiego Wschodu i wspomina o nim szereg źródeł. Najbardziej szczegółowy opis wydarzeń znajduje się w inskrypcji królewskiej Asarhaddona napisanej ok. 10 lat później. Pewne informacje znaleźć też można w innych źródłach klinowych (Kronika babilońska, inskrypcje Aszurbanipala i Nabonida), w Biblii oraz źródłach klasycznych (Berossos i Józef Flawiusz).
W swojej własnej inskrypcji Asarhaddon twierdzi, że to właśnie jego wybrał ojciec na następcę tronu, chociaż miał starszych braci, i że wybór ten ogłoszony został na wielkim zgromadzeniu wszystkich Asyryjczyków i w obecności jego braci, którzy przysięgli uszanować prawo wybranego następcy do tronu. Pomimo złożonej przysięgi bracia spiskowali jednak przeciw Asarhaddonowi, oczerniając go przed ojcem i nastawiając ojca przeciwko niemu. W końcu, z obawy o swoje bezpieczeństwo, Asarhaddon zmuszony został do opuszczenia stolicy. W Niniwie tymczasem jego bracia wzniecili zbrojne powstanie, które nie znalazło jednak poparcia wśród ludu Asyrii. W tej sytuacji Asarhaddon postanowił powrócić do stolicy, napotykając po drodze wojska rebeliantów, które zgromadziły się w Hanigalbat. Do starcia jednak nie doszło, gdyż buntowników ogarnął strach przed konfrontacją z Asarhaddonem i ich oddziały, zamiast stawiać opór, przyłączyły się do niego. Przywódcy buntowników musieli ratować się ucieczką, szukając schronienia w „nieznanym kraju”, natomiast triumfujący Asarhaddon 8 dnia miesiąca addaru (grudzień) wkroczył do Niniwy i zasiadł na tronie ojca.
We fragmencie Kroniki babilońskiej poświęconym wydarzeniom z 681 r. p.n.e. zapisane jest, że Sennacheryb zamordowany został przez swego syna w trakcie rebelii i że rebelia ta trwała w Asyrii od dnia morderstwa, tj. od 20 dnia miesiąca țebētu (październik), aż do 2 dnia miesiąca addaru (grudzień), czyli w sumie przez ok. 42 dni. Wkrótce potem, 18 lub 28 dnia miesiąca addaru (data częściowo uszkodzona), Asarhaddon zasiadł na asyryjskim tronie. W Biblii (2 Krl 19:37; Iz 37:38; 2 Krn 32:31) opis morderstwa Sennacheryba następuje bezpośrednio po opisie wielkiej katastrofy, jaka spaść miała na armię asyryjską w trakcie wyprawy przeciw Judzie. Zgodnie z tym przekazem Sennacheryb miał zostać zamordowany zaraz po powrocie z tej wyprawy do Niniwy, w trakcie modlitwy w świątyni swego boga Nisrocha. Mordercami byli dwaj jego synowie, Adramelek (’drmlk) i Sareser (sr’ṣr), którzy zabić go mieli mieczem. Po zabójstwie zbiec oni mieli do „kraju Ararat”, a na tronie asyryjskim zasiadł Asarhaddon. Józef Flawiusz (Starożytności żydowskie X 23) również wymienia jako morderców dwóch synów Sennacheryba: Adrammelecha i Sarasara. Według Berossosa (Babyloniaka) sprawcą miał być syn Sennacheryba o imieniu Ardumuzan (fragment Ploihistora) lub Adramelos (fragment Abydenusa), natomiast Nabonid stwierdza tylko, iż mordercą Sennacheryba był „jego rodzony syn”.
Informacje z Kroniki babilońskiej, Biblii, Berossosa i Nabonida uzupełniają przekaz z inskrypcji Asarhaddona i pozwalają rozwiązać jedną tajemnicę, los Sennacheryba, jako że Asarhaddon w żadnym miejscu nie wspomina o tym, że jego ojciec został zamordowany. Kwestia identyfikacji mordercy lub morderców Sennacheryba nie jest już jednak tak jednoznaczna i budzi kontrowersje wśród współczesnych naukowców. Wszystkie dowody zdają się wskazywać na jednego lub kilku synów Sennacheryba i z czasem dwie różne teorie zostały wypracowane na ten temat: zgodnie z pierwszą z nich przywódcą spiskowców miał być Arda-Mulissi, starszy brat Asarhaddona, natomiast według drugiej przywódcą spiskowców miał być sam Asarhaddon. Pierwsza teoria zakłada, że przywódcami rebelii i mordercami Sennacheryba byli starsi bracia Asarhaddona, którzy nie mogli pogodzić się z tym, że ojciec wybrał na następcę tronu ich młodszego brata. Ich prowodyrem i głównym mordercą Sennacheryba miał być Arda-Mulissi, najstarszy żyjący syn Sennacheryba, który miał najwięcej do stracenia w chwili ogłoszenia Asarhaddona nowym następcą tronu. Jako dowód przywoływany jest zazwyczaj pewien fragmentarycznie zachowany list, który ma wskazywać właśnie na niego jako na głównego przywódcę spisku, a także zachowane w innych źródłach imiona Adramelek (Biblia), Adrammelech (Józef Flawiusz), Ardumuzan i Adramelos (Berossos), które stanowić mają zniekształcone formy imienia Arda-Mulissi. Z drugiej strony nie można wykluczyć, że przywódcą spiskowców był sam Asarhaddon, który mógł się obawiać, że oczerniającym go braciom uda się w końcu przekonać ojca do zmiany decyzji i wybrania innego następcy tronu. W takim wypadku to on i jego matka Naqi’a mieliby najwięcej do stracenia.
Miejsce morderstwa też pozostaje zagadką. Jako możliwe lokalizacje podawane są zazwyczaj takie miasta jak Niniwa (Frahm), Dur-Szarrukin (Lipiński), Babilon (Schmidtke) czy Kalhu (von Soden). Zgodnie z przekazem biblijnym do morderstwa dojść miało w świątyni Nisrocha (nsrk), czyli najprawdopodobniej boga Nusku lub Ninurty. Z kolei w jednej ze swych inskrypcji Aszurbanipal twierdzi, iż złożył zamordowanych Babilończyków jako ofiarę kispu w miejscu, gdzie został zamordowany Sennacheryb. Zgodnie z jego słowami miejsce to znajdować się miało pomiędzy (parą) wielkich posągów aladlammû (posągi przedstawiające uskrzydlone byki z ludzką głową). O tym, iż posągi te znajdować się miały w Niniwie, można wywnioskować z nowoasyryjskiego tekstu literackiego opisującego odpowiedź boga Aszura na raport Aszurbanipala dotyczący rebelii jego brata Szamasz-szuma-ukina.

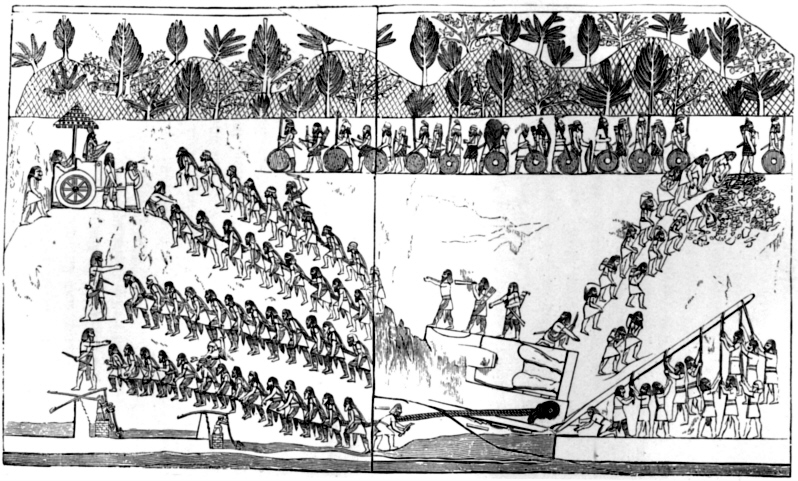
Sennacheryb nadzorujący transport kamiennych posągów lamassu – szkic reliefu wykonany w trakcie prac wykopaliskowych Austena H. Layarda w Niniwie

## Osobowość Sennacheryba
W przypadku większości królów asyryjskich bardzo trudno jest powiedzieć cokolwiek na temat ich prawdziwych cech charakteru, gdyż zazwyczaj kryją się one pod maską stereotypowych cech przypisywanych tradycyjnie wszystkim władcom asyryjskim. W przypadku Sennacheryba można jednak znaleźć w jego inskrypcjach, listach czy reliefach pewne przesłanki mogące wskazywać na rzeczywiste, indywidualne cechy jego charakteru i osobowości. Był on oczywiście królem buńczucznym i chełpliwym, jakim każdy prawdziwy asyryjski władca powinien być, ale pewne ślady jego indywidualności znaleźć można między innymi w jego podejściu do prowadzonych projektów budowlanych, w jego relacjach z ojcem czy też w podejmowanych przez niego próbach rozwiązania „problemu babilońskiego”.
Wszyscy asyryjscy władcy lubili budować, ale tylko nieliczni prowadzili prace budowlane zakrojone na tak monumentalną skalę jak Sennacheryb. Władca ten był bardzo nowatorskim królem, który osobiście angażował się w swe projekty budowlane. Z przedstawień na reliefach wiadomo na przykład, iż samemu nadzorował pracę robotników transportujących wielkie kamienne posągi lamassu. Nie bał się też eksperymentować z nowymi technikami inżynieryjnymi i metalurgicznymi. W jednej z jego inskrypcji znaleźć można opis skomplikowanego urządzenia do czerpania wody ze studni, podczas gdy w innej chwali się wymyśleniem nowej metody odlewu wielkich posągów z brązu. W sztuce forsował bardziej realistyczny sposób przedstawiania świata. Kamienne posągi lamassu, strzegące wejść do jego pałacu, kazał wykonywać bez tradycyjnej „piątej nogi”, co nadało tym rzeźbom bardziej „naturalny” wygląd. Pod jego nadzorem zaczęto też wykorzystywać nową ptasią perspektywę przy planowaniu scen na pałacowych reliefach.
| Urządzenie Sennacheryba do czerpania wody | Urządzenie Sennacheryba do czerpania wody | Urządzenie Sennacheryba do czerpania wody |
| ----------------------------------------- | ----------------------------------------- | --- |
|                                           |                                           | W inskrypcjach Sennacheryba opisujących budowę Pałacu Południowo-zachodniego znajduje się wzmianka o nieznanym bliżej urządzeniu do nabierania wody ze studni, które zdaje się różnić od wciąż używanych tradycyjnie na terenie Bliskiego Wschodu żurawi studziennych znanych pod nazwą szaduf (pierwszy rysunek): „Aby móc codziennie nabierać wodę czerpakiem, kazałem wykonać z brązu liny z drutu i łańcuchy, a nad studniami, zamiast drewnianego ramienia, kazałem umieścić wykonane z miedzi pnie drzew i palmy daktylowe”. Niektórzy uczeni, jak Stephanie Dalley, widzą w opisanym tu urządzeniu pierwowzór śruby Archimedesa (drugi rysunek). Wspomniany w tekście miedziany „pień drzewa” (gišmaḫḫu) identyfikuje ona z cylindrem, a miedzianą „palmę daktylową” (alamittu) z prętem w kształcie spirali lub śruby, który miałby się znajdować wewnątrz cylindra i przypominać swoim wyglądem pień palmy daktylowej. Przy dolnej części urządzenia zanurzonej w studni lub kanale, obrót śruby wymuszałby ruch wody do góry. |

Z relacji Sennacheryba z ojcem też można wyciągnąć pewne przesłanki co do jego charakteru. Na pewno cieszył się pełnym zaufaniem ojca, gdyż ten to właśnie jemu jako następcy tronu przekazywał zarządzanie państwem w czasie gdy sam zajęty był prowadzeniem kampanii wojennych. W takich przypadkach Sennacheryb na bieżąco informował ojca o wszystkich najważniejszych sprawach w państwie przesyłając mu regularnie listy z raportami. Część z tych listów zachowała się do czasów dzisiejszych. Zawarte w nich raporty są bardzo szczegółowe i poruszają szereg tematów – jest w nich m.in. mowa o wydarzeniach w Urartu i Anatolii, o sytuacji na granicach czy o wydarzeniach w samej Asyrii. Wyłania się z nich obraz Sennacheryba jako osoby cieszącej się zaufaniem ojca, poważnie traktującej swe obowiązki i wypełniającej je w sposób sprawny i umiejętny.
Pewne światło na charakter Sennacheryba rzucają również podejmowane przez niego próby rozwiązania „problemu babilońskiego”, który to problem z czasem stał się dla niego sprawą bardzo osobistą. Niekończące się niepokoje i rewolty w Babilonii były bez wątpienia dla tego króla źródłem ciągłej irytacji i rozdrażnienia, ale najcięższym ciosem dla Sennacheryba musiało być porwanie w 694 r. p.n.e. jego syna Aszur-nadin-szumi Książę, który po tym wydarzeniu znika z kart historii, został najprawdopodobniej zamordowany w Elamie, a tym samym dla Sennacheryba wojna z Babilończykami i sprzymierzonymi z nimi Elamitami stać się musiała sprawą bardzo osobistą, domagającą się krwawej zemsty. Głównymi winowajcami byli tu Babilończycy, gdyż – o czym wiadomo z listu z późniejszego okresu – to właśnie oni wydali Aszur-nadin-szumi Elamitom. Szukającego zemsty ojca zadowoliło dopiero zdobycie i zniszczenie Babilonu, ale czyn ten, choć zakończył jego wendetę, sprawił jednocześnie, iż zmierzyć się on musiał z nowym problemem, tym razem natury religijnej. Grabiąc i pustosząc Babilon Asyryjczycy nie tylko bowiem zrównali z ziemią tamtejsze świątynie, ale zniszczyli też znajdujące się w nich posągi bóstw (jedynym wyjątkiem był najprawdopodobniej posąg boga Marduka, który wywieziony został do Asyrii). Nie tylko dla Babilończyków, ale też i dla wielu Asyryjczyków, którzy darzyli wielką czcią babilońskie bóstwa, postępowanie takie musiało być szczytem profanacji i świętokradztwa. Sennacheryb postanowił usprawiedliwić swoje działania przy pomocy religijnej propagandy. Za podstawę posłużyło mu zyskujące coraz większą popularność wśród asyryjskich kapłanów przekonanie o wyższości boga Aszura nad Mardukiem. Przekonanie to opierało się na teologicznym założeniu pokrewieństwa obu bogów, w którym Marduk uważany był za syna Aszura. Sennacheryb zdecydował się pójść jeszcze dalej i zdeprecjonować pozycję Marduka przenosząc pewne elementy jego kultu na boga Aszura. Przykładem działań króla może być odbudowa domu akitu w mieście Aszur, który rozkazał on ozdobić przedstawieniami Aszura, a nie Marduka, triumfującego nad Tiamat. Wewnątrz samej świątyni nakazał on dodatkowo symbolicznie umieścić stertę gruzu ze zdobytego Babilonu, co pokazywać miało wszystkim, że Marduk pokonany został przez Aszura.
Z tekstów Sennacheryba zdaje się też wynikać, iż król ten był zręcznym strategiem i taktykiem. W trakcie swej pierwszej wyprawy wojennej przeciw Babilonii podzielił on swą armię na dwie części, z których jedna wiązać miała przeciwnika walką pod Kisz, podczas gdy druga, główna część armii, miała w tym czasie zaatakować i zdobyć miasto Kuta. Manewr ten się powiódł: oddziały asyryjskie pod Kisz powstrzymały wojska babilońskie do czasu, aż Sennacheryb zdobył Kutę i był w stanie ruszyć im z pomocą. Innym pomysłowym zagraniem Sennacheryba było użycie fenickich łodzi w trakcie szóstej wyprawy wojennej do przewiezienia wojsk drogą morską do Elamu, choć tym razem przechytrzony został przez Elamitów, którzy odcięli go od Asyrii najeżdzając północną Babilonię. Sennacheryb na pewno rozumiał też siłę propagandy, o czym świadczą opisane w Biblii wysiłki jego wysłanników mające na celu przekonać króla Ezechiasza i mieszkańców Jerozolimy do poddania tego miasta bez walki. Teksty Sennacheryba zdają się też wskazywać na jego zainteresowanie techniką wojskową, gdyż zawarte w nich opisy zastosowania różnych technik oblężniczych są o wiele bardziej szczegółowe od tych spotykanych zazwyczaj w inskrypcjach innych asyryjskich władców. Wiadomo również, że przeprowadził on reformy w wojsku, które doprowadziły do reorganizacji armii królewskiej (kiṣir šarrūti).

„Rozkazałem ruszyć na miasto Madaktu, jego (tj. króla Elamu) królewskie miasto. W miesiącu ṭebētu (październik) nastało przenikliwe zimno i zaczął padać nieustający deszcz. Przestraszyłem się śniegu w wąwozach i (wzbierających) potoków w górskich jarach (więc) zawróciłem i obrałem drogę (z powrotem) do Asyrii”

Sennacheryb nie bał się zmieniać swych decyzji, o czym świadczą różne sposoby radzenia sobie z „problemem babilońskim” oraz zmiana ustaleń dotyczących sukcesji. W pewnych przypadkach nie bał się też przyznawać do porażek, czego przykładem może być opisany w jego rocznikach odwrót z Elamu w 693 r. p.n.e. spowodowany złymi warunkami pogodowymi. Z drugiej strony negatywnymi cechami charakteru Sennacheryba były brak cierpliwości i skłonność do radykalnych rozwiązań, gdy sprawy nie szły po jego myśli. To właśnie one przyczynić się mogły do podjęcia przez niego decyzji o zniszczeniu Babilonu w 689 r. p.n.e., wydarzenia, które w dłuższej perspektywie okazało się mieć fatalne skutki dla przyszłych relacji asyryjsko-babilońskich.

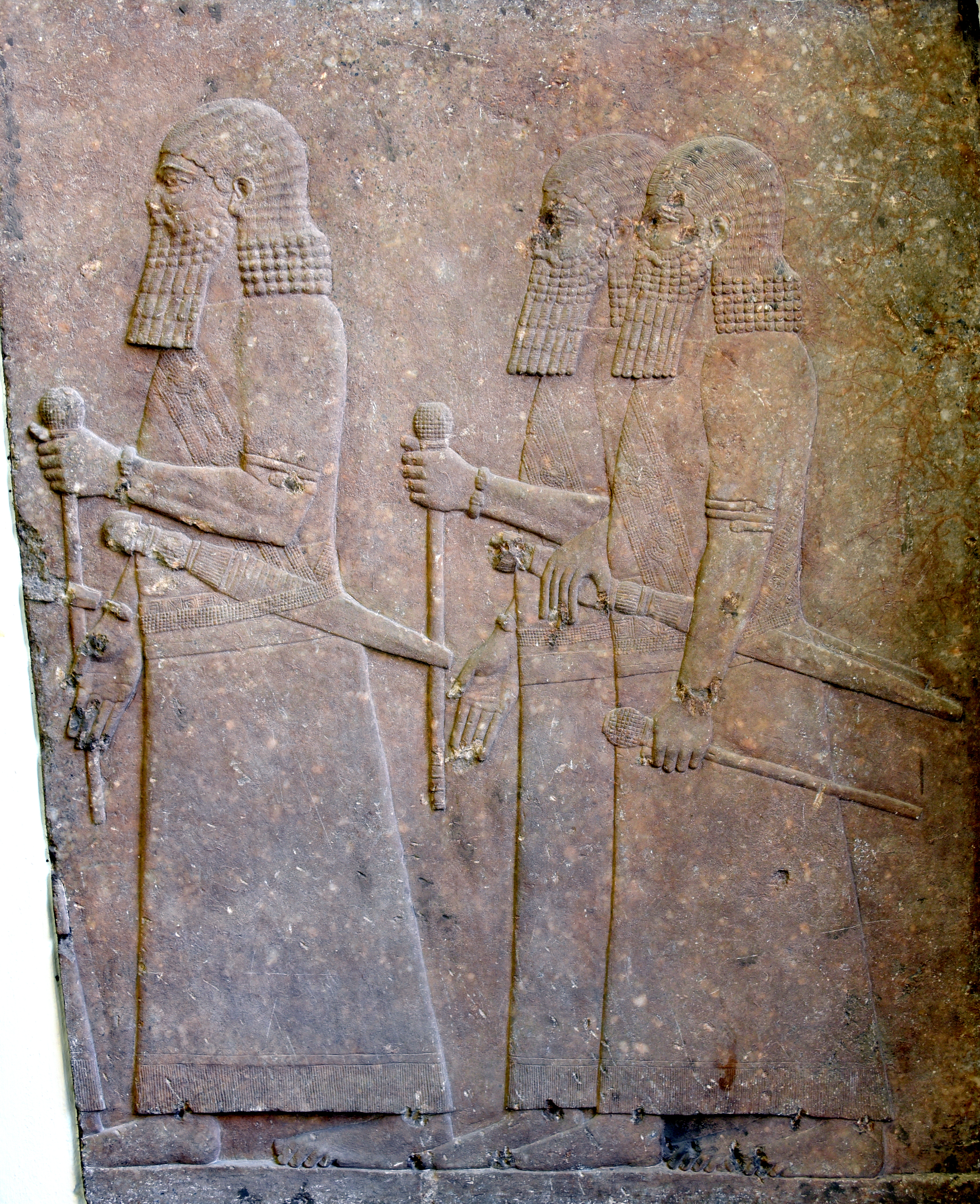
Relief z Pałacu Południowo-zachodniego w Niniwie z przedstawieniem asyryjskich dostojników i dygnitarzy; zbiory Muzeum Pergamońskiego w Berlinie (nr inwent. VA 00956).

## Lista eponimów z czasów rządów Sennacheryba
| Lista asyryjskich urzędników limmu (eponimów) za rządów Sennacheryba | Lista asyryjskich urzędników limmu (eponimów) za rządów Sennacheryba | Lista asyryjskich urzędników limmu (eponimów) za rządów Sennacheryba | Lista asyryjskich urzędników limmu (eponimów) za rządów Sennacheryba |
| Rok sprawowania urzędu                                               | Rok panowania Sennacheryba                                           | Imię i tytuł                                                         |                                                                      |
| -------------------------------------------------------------------- | -------------------------------------------------------------------- | -------------------------------------------------------------------- | -------------------------------------------------------------------- |
| 705 r. p.n.e.                                                        | Rok wstąpienia na tron                                               | Nashur-bel, gubernator prowincji Amedi                               |                                                                      |
| 704 r. p.n.e.                                                        | 1 rok panowania                                                      | Nabu-deni-epusz, gubernator prowincji Niniwa                         |                                                                      |
| 703 r. p.n.e.                                                        | 2 rok panowania                                                      | Nuhszaja, gubernator prowincji Kilizu                                |                                                                      |
| 702 r. p.n.e.                                                        | 3 rok panowania                                                      | Nabu-le’i, gubernator prowincji Arbela                               |                                                                      |
| 701 r. p.n.e.                                                        | 4 rok panowania                                                      | Hananu, gubernator prowincji Til-Barsip                              |                                                                      |
| 700 r. p.n.e.                                                        | 5 rok panowania                                                      | Mitunu, gubernator prowincji Isana                                   |                                                                      |
| 699 r. p.n.e.                                                        | 6 rok panowania                                                      | Bel-szarrani, gubernator prowincji Kurbail                           |                                                                      |
| 698 r. p.n.e.                                                        | 7 rok panowania                                                      | Szulmu-szarri, gubernator prowincji Halzi-adbari                     |                                                                      |
| 697 r. p.n.e.                                                        | 8 rok panowania                                                      | Nabu-duru-usur, gubernator prowincji Tamnuna                         |                                                                      |
| 696 r. p.n.e.                                                        | 9 rok panowania                                                      | Szulmu-beli, gubernator prowincji Talmusu                            |                                                                      |
| 695 r. p.n.e.                                                        | 10 rok panowania                                                     | Aszur-belu-usur, gubernator prowincji Szahuppa (Kadmuhu)             |                                                                      |
| 694 r. p.n.e.                                                        | 11 rok panowania                                                     | Ilu-issija, gubernator prowincji Damaszek                            |                                                                      |
| 693 r. p.n.e.                                                        | 12 rok panowania                                                     | Iddin-ahhe, gubernator prowincji Dur-Szarrukin                       |                                                                      |
| 692 r. p.n.e.                                                        | 13 rok panowania                                                     | Zazaja, gubernator prowincji Arpad                                   |                                                                      |
| 691 r. p.n.e.                                                        | 14 rok panowania                                                     | Bel-emuranni, gubernator prowincji Karkemisz                         |                                                                      |
| 690 r. p.n.e.                                                        | 15 rok panowania                                                     | Nabu-kenu-usur, gubernator prowincji Samaria                         |                                                                      |
| 689 r. p.n.e.                                                        | 16 rok panowania                                                     | Gihilu, gubernator prowincji Hatarikka                               |                                                                      |
| 688 r. p.n.e.                                                        | 17 rok panowania                                                     | Iddin-ahhe, gubernator prowincji Simirra                             |                                                                      |
| 687 r. p.n.e.                                                        | 18 rok panowania                                                     | Sennacheryb, król Asyrii                                             |                                                                      |
| 686 r. p.n.e.                                                        | 19 rok panowania                                                     | Bel-emuranni, naczelny dowódca wojsk strony prawej (turtān imitti)   |                                                                      |
| 685 r. p.n.e.                                                        | 20 rok panowania                                                     | Aszur-da’’inanni, gubernator prowincji Que                           |                                                                      |
| 684 r. p.n.e.                                                        | 21 rok panowania                                                     | Manzerne, gubernator prowincji Kullania                              |                                                                      |
| 683 r. p.n.e.                                                        | 22 rok panowania                                                     | Mannu-ki-Adad, gubernator prowincji Supite (Subutu)                  |                                                                      |
| 682 r. p.n.e.                                                        | 23 rok panowania                                                     | Nabu-szarru-usur, gubernator prowincji Marqas (Gurgum)               |                                                                      |
| 681 r. p.n.e.                                                        | 24 rok panowania                                                     | Nabu-ahhe-eresz, gubernator prowincji Sam’al                         |                                                                      |